# Đức
Đức (tiếng Đức: Deutschland, phát âm [ˈdɔjtʃlant]), tên chính thức là Cộng hòa Liên bang Đức (tiếng Đức: Bundesrepublik Deutschland, ngheⓘ), là một quốc gia ở Trung Âu, bao gồm 16 bang. Đức có tổng diện tích là 357.022 km² và khí hậu theo mùa, phần lớn là ôn hòa. Dân số Đức vào khoảng hơn 83 triệu, là quốc gia đông dân thứ hai ở châu Âu (sau Nga). Đức là quốc gia có số lượng người nhập cư cao thứ hai thế giới chỉ sau Hoa Kỳ theo số liệu năm 2014. Thủ đô và vùng đô thị lớn nhất của Đức là Berlin. Các thành phố lớn khác gồm có Hamburg, München, Köln, Frankfurt, Stuttgart và Düsseldorf.
Các bộ lạc German khác nhau cư trú tại miền bắc của nước Đức ngày nay từ thời kỳ cổ đại Hy-La. Một khu vực mang tên Germania được ghi lại trước năm 100. Trong giai đoạn di cư, các bộ lạc German bành trướng lãnh thổ về phương nam. Bắt đầu vào thế kỷ 10, các lãnh thổ của người Đức hình thành bộ phận trung tâm quốc gia lúc đó của Đế quốc La Mã Thần thánh. Trong thế kỷ 16, các khu vực miền bắc Đức trở thành trung tâm của Cải cách Kháng nghị. Năm 1871, Đức trở thành một quốc gia dân tộc khi hầu hết các quốc gia Đức thống nhất (ngoại trừ Áo) trong Đế quốc Đức do người Phổ chi phối. Sau Chiến tranh thế giới thứ nhất và Cách mạng Đức 1918-1919, Đế quốc này bị thay thế bằng Cộng hòa Weimar theo chế độ nghị viện. Chế độ độc tài quân phiệt Quốc Xã được hình thành vào năm 1933, dẫn tới Chiến tranh thế giới thứ hai và một nạn diệt chủng cho đến năm 1945. Sau một giai đoạn Đồng Minh chiếm đóng, hai nhà nước Đức được thành lập ở hai phía trong Chiến tranh Lạnh là Cộng hòa Liên bang Đức (Tây Đức) và Cộng hòa Dân chủ Đức (Đông Đức, 1949). Năm 1989, Bức tường Berlin sụp đổ trong cuộc Cách mạng hòa bình chống đối lại nhà nước Đông Đức. Năm 1990, Đức được tái thống nhất sau hơn 45 năm chia cắt đất nước từ 1945.
Từ khi thống nhất đến nay, Đức dẫn đầu thế giới trong các lĩnh vực công nghiệp nặng và công nghệ cao. Đức là một quốc gia phát triển, duy trì một hệ thống an sinh xã hội và chăm sóc y tế phổ quát và giáo dục đại học miễn học phí. Đức là một thành viên sáng lập của Liên minh châu Âu vào năm 1993, là bộ phận của khu vực Schengen và trở thành đồng sáng lập của khu vực đồng Euro vào năm 1999. Đức là một thành viên của Liên Hợp Quốc, NATO, G7, G20, Câu lạc bộ Paris, và OECD.

## Tên gọi
Tên gọi của nước Đức trong tiếng Việt bắt nguồn từ tiếng Trung. Trong tiếng Trung, nước Đức được gọi là 德意志 (âm Hán Việt: Đức Ý Chí), gọi tắt là 德國 Đức quốc. Cũng giống như Anh, Pháp, Mỹ, và những nước khác, người Việt hay bỏ chữ "Quốc" đi, chỉ còn gọi là "Đức".
Thuật ngữ Deutschland trong tiếng Đức, ban đầu là diutisciu land ("các vùng người Đức") có nguồn gốc từ deutsch, bắt nguồn từ tiếng Thượng Đức Cổ diutisc "dân", ban đầu được sử dụng để phân biệt ngôn ngữ của thường dân khỏi tiếng Latinh và các hậu duệ của nó. Đến lượt mình, nó lại bắt nguồn từ tiếng German nguyên thủy *þiudiskaz "dân", từ *þeudō, bắt nguồn từ tiếng Ấn-Âu nguyên thủy *tewtéh₂- "người", từ "Teuton" cũng bắt nguồn từ đó. Từ Germany trong tiếng Anh bắt nguồn từ Germania trong tiếng Latinh, là từ được sử dụng sau khi Julius Caesar chọn nó để chỉ các dân tộc phía đông sông Rhein.

## Lịch sử

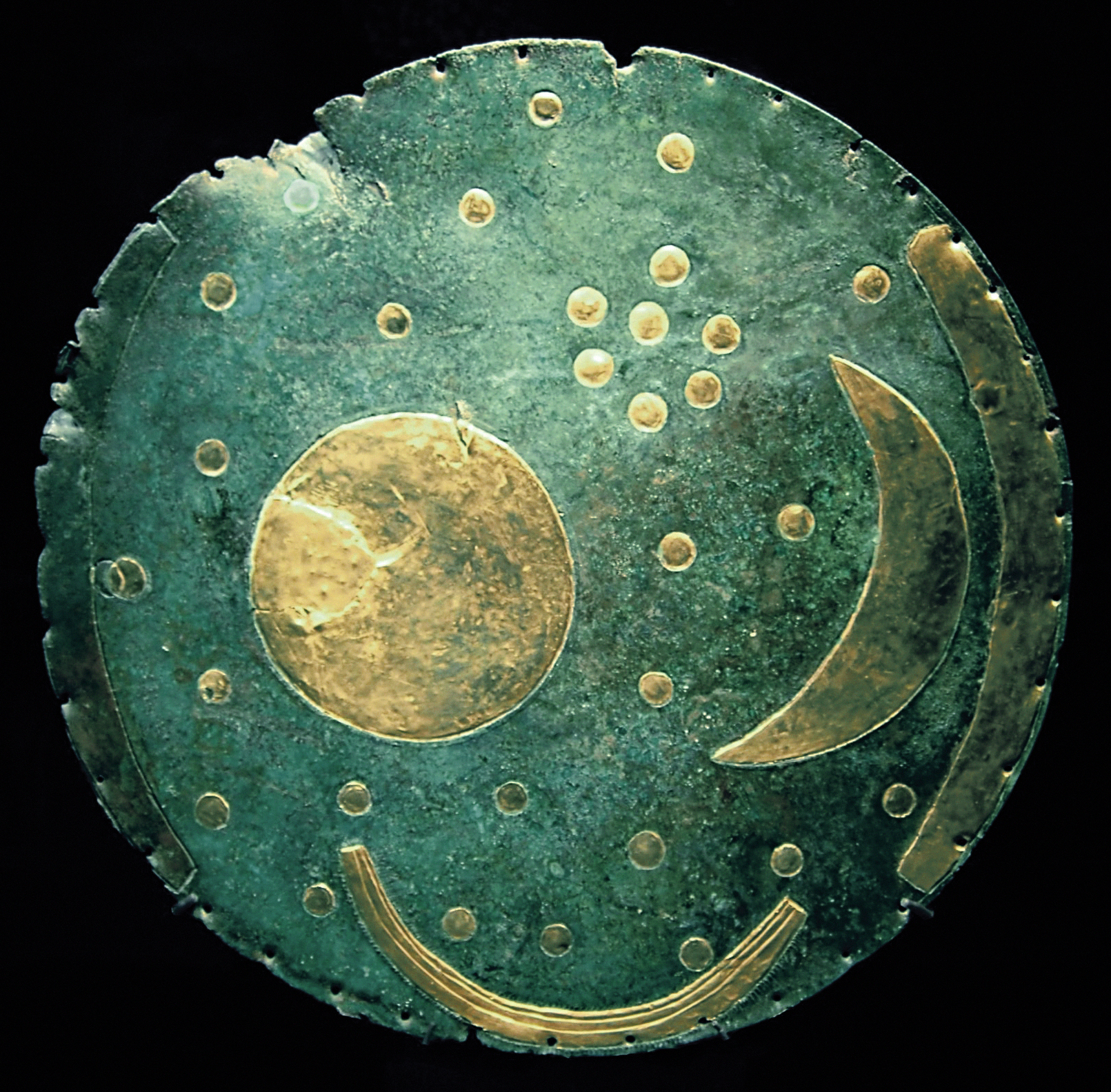
Đĩa bầu trời Nebra, khoảng 1600 TCN

Việc phát hiện Di cốt Mauer cho thấy người cổ đại đã hiện diện lần đầu tại Đức từ ít nhất 600.000 năm trước.  Người ta cũng phát hiện di cốt của những người phi hiện đại đầu tiên sau đó (người Neanderthal) tại thung lũng Neandertal. Các hóa thạch Neanderthal 1 được cho là có niên đại 40.000 năm tuổi. Bằng chứng về người hiện đại có niên đại tương tự được phát hiện trong các hang tại dãy Schwäbische Alb. Trong những vật được tìm thấy có các sáo bằng xương chim và ngà voi ma mút 42.000 năm tuổi là các nhạc cụ cổ nhất từng phát hiện được, Tượng người sư tử thời đại băng hà 40.000 năm tuổi là nghệ thuật tạo hình không thể tranh luận cổ nhất từng phát hiện được, và Tượng Venus ở Hohle Fels 35.000 năm tuổi là nghệ thuật tạo hình con người không thể tranh luận cổ nhất từng phát hiện được. Đĩa bầu trời Nebra – một món tạo tác bằng đồng điếu được tạo ra trong thời đại đồ đồng châu Âu được cho là thuộc về một địa điểm gần Nebra, Sachsen-Anhalt, Đức.

### Các bộ lạc German và Đế quốc Frank

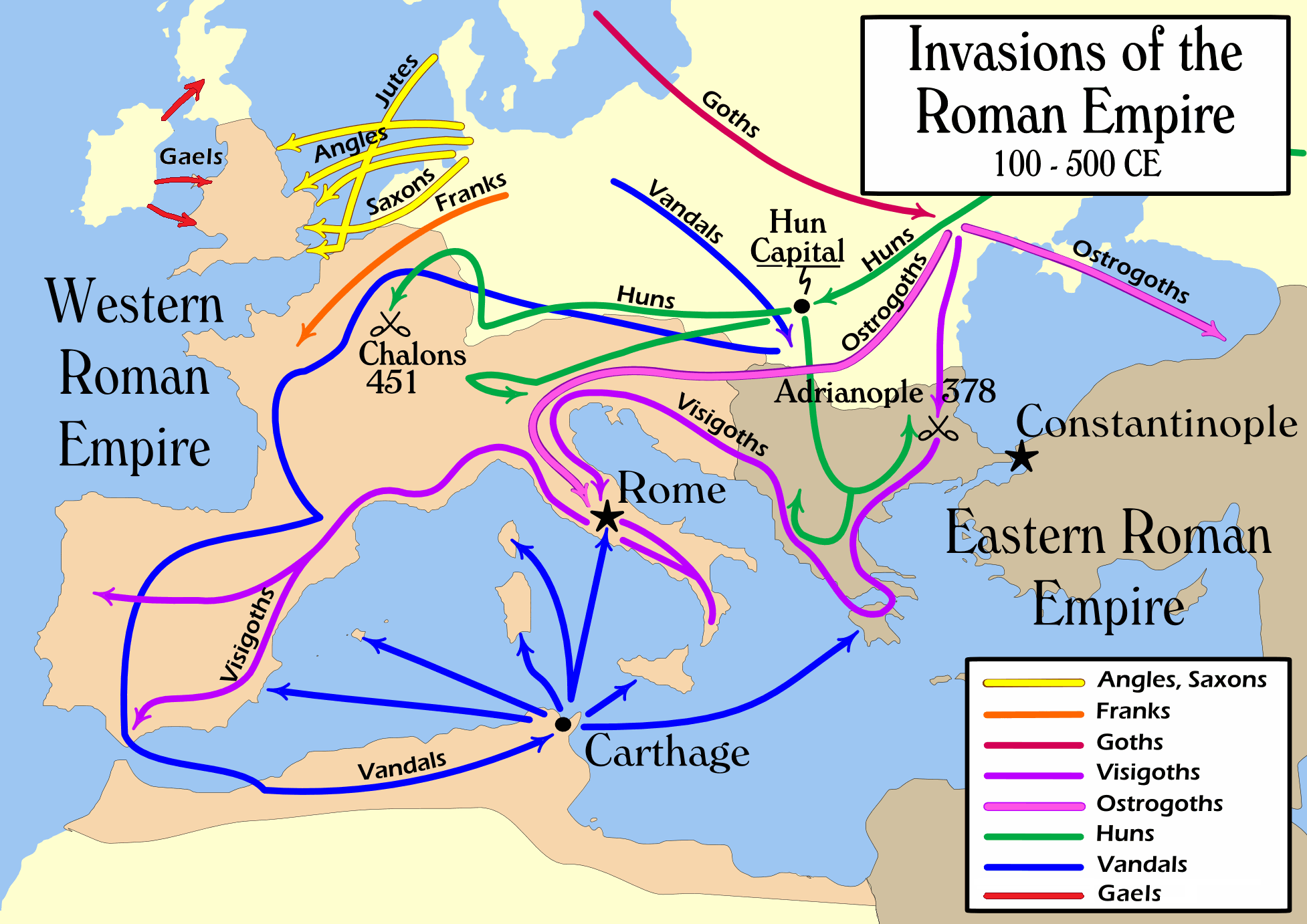
Di cư tại châu Âu (100–500 CN)

Các bộ lạc German được cho là có niên đại từ Thời đại đồ đồng Bắc Âu hoặc Thời đại đồ sắt tiền La Mã. Từ miền nam Scandinavia và miền bắc Đức ngày nay, họ bành trướng về phía nam, đông và tây, tiếp xúc với các bộ lạc Celt tại Gallia, cũng như với các bộ lạc Iran, Balt, Slav tại Trung và Đông Âu. Dưới thời Augustus, La Mã (Roma) bắt đầu xâm chiếm khu vực Germania (tức khu vực có cư dân chủ yếu là người German). Năm 9 CN, ba quân đoàn La Mã dưới quyền Varus thất bại trước thủ lĩnh Arminius của bộ lạc Cherusker. Đến năm 100 CN, khi Tacitus viết sách Germania, các bộ lạc German đã định cư dọc sông Rhine và sông Danube, chiếm hầu hết lãnh thổ Đức ngày nay; tuy nhiên Áo, Baden-Württemberg, miền nam Bayern, miền nam Hesse và miền tây Rheinland thuộc các tỉnh của La Mã. Khoảng năm 260, các dân tộc German đột nhập vào các khu vực do La Mã kiểm soát. Sau cuộc xâm chiếm của người Hung vào năm 375, và La Mã suy tàn từ năm 395, các bộ lạc German di chuyển xa hơn về phía tây-nam. Một vài bộ lạc lớn được hình thành đồng thời tại khu vực nay là Đức và thay thế hoặc hấp thu các bộ lạc German nhỏ hơn. Các khu vực rộng lớn mang tên gọi là Austrasia, Neustria, và Aquitaine vào giai đoạn Merowinger bị người Frank chinh phục, họ lập ra Vương quốc Frank, và bành trướng hơn nữa về phía đông nhằm khuất phục Sachsen và Bayern. Các khu vực nay là phần đông của Đức là nơi các bộ lạc Tây Slav cư trú: Sorb, Veleti và liên minh Obotrit.

### Đông Frank và Đế quốc La Mã Thần thánh
Năm 800, Quốc vương Frank Charlemagne đăng quang hoàng đế và lập ra Đế quốc Karoling, đế quốc này tồn tại đến năm 843 thì bị những người thừa kế của ông phân chia. Sau khi Vương triều Frank tan vỡ, lịch sử Đức trong vòng 900 năm gắn chặt với lịch sử của Đế quốc La Mã Thần thánh, là thế lực nổi lên sau đó từ phần phía đông đế quốc ban đầu của Charlemagne. Lãnh thổ này ban đầu được gọi là Đông Frank, trải dài từ sông Rhine ở phía tây đến sông Elbe ở phía đông, và từ biển Bắc đến dãy Alpen.
Những quân chủ của Vương triều Otto (919–1024) hợp nhất một số công quốc lớn và Quốc vương người German/Đức Otto I đăng quang Hoàng đế La Mã Thần thánh của các khu vực này vào năm 962. Năm 996, Giáo hoàng Grêgôriô V trở thành giáo hoàng người Đức đầu tiên, do người họ hàng của ông là Otto III bổ nhiệm- không lâu sau đăng quang Hoàng đế La Mã Thần thánh. Đế quốc La Mã Thần thánh sáp nhập miền bắc Ý ngày nay và khu vực Bourgogne nay thuộc Pháp dưới thời trị vì của các hoàng đế thuộc Gia tộc Salier (1024–1125), song các hoàng đế mất đi quyền lực do tranh luận phong chức với giáo hội.

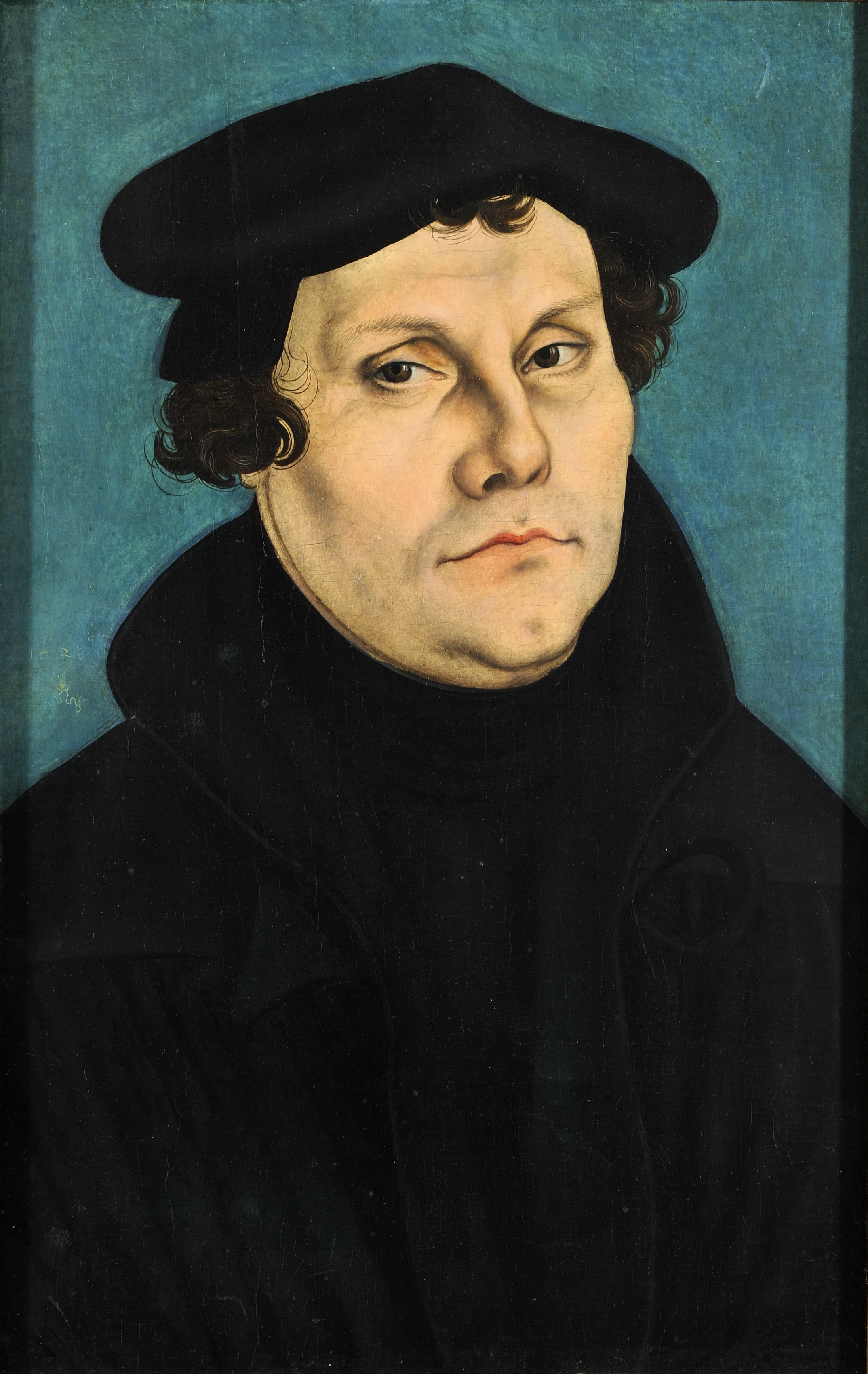
Martin Luther (1483–1546) khởi đầu Cải cách Kháng nghị.

Trong thế kỷ XII, dưới thời các hoàng đế thuộc Gia tộc Staufer (1138–1254), các vương công Đức thay vào đó gia tăng ảnh hưởng của họ về phía nam và phía đông đến các lãnh thổ mà người Slav cư trú; họ khuyến khích người Đức định cư tại các khu vực này, gọi là phong trào định cư miền đông (Ostsiedlung). Các thành viên của Liên minh Hanse hầu hết là các thành thị miền bắc Đức, họ thịnh vượng nhờ mở rộng mậu dịch. Tại phương nam, Công ty Mậu dịch Đại Ravensburg (Große Ravensburger Handelsgesellschaft) giữ chức năng tương tự. Hoàng đế Karl IV ban hành sắc lệnh Goldene Bulle vào năm năm 1356, tạo cấu trúc hiến pháp cơ bản của Đế quốc, và hệ thống hóa tuyển cử hoàng đế bởi bảy tuyển đế hầu- là những người cai trị một số thân vương quốc và tổng giáo phận mạnh nhất.
Dân số suy giảm trong nửa đầu thế kỷ XIV, bắt đầu từ nạn đói lớn năm 1315, tiếp đến là Cái chết Đen năm 1348–50. Tuy vậy, các nghệ sĩ, kỹ sư và nhà khoa học Đức phát triển một loạt các kỹ thuật tương tự như thứ được các nghệ sĩ và nhà thiết kế Ý sử dụng vào đương thời, những người phát triển hưng thịnh tại các thành bang thương nghiệp như Venezia, Firenze và Genova. Các trung tâm nghệ thuật và văn hóa khắp các quốc gia Đức sản sinh các nghệ sĩ như họa sĩ Hans Holbein và con trai, và Albrecht Dürer. Johannes Gutenberg giới thiệu in ấn kiểu di động đến châu Âu, đây là một bước phát triển đặt cơ sở để truyền bá kiến thức đến đại chúng.

Đế quốc La Mã Thần thánh vào năm 1648, sau Hòa ước Westfalen để kết thúc Chiến tranh Ba mươi Năm

Năm 1517, tu sĩ Martin Luther tuyên bố 95 luận đề, thách thức Giáo hội Công giáo La Mã và khởi xướng Cải cách Kháng nghị. Năm 1555, Hòa ước Augsburg công nhận Giáo hội Luther là một lựa chọn có thể chấp thuận thay cho Công giáo La Mã, song cũng ra sắc chỉ rằng đức tin của vương công là đức tin của các thần dân của ông ta, một nguyên tắc gọi là "lãnh địa của ai thì tôn giáo theo người đó". Thỏa thuận tại Augsburg thất bại trong việc xác định các đức tin tôn giáo khác: chẳng hạn Thần học Calvin (đức tin Cải cách) vẫn bị cho là dị giáo và nguyên tắc không giải quyết khả năng cải đạo của một người thống trị giáo hội, như từng diễn ra tại Tuyển hầu quốc Köln vào năm 1583. Từ Chiến tranh Köln cho đến khi kết thúc Chiến tranh Ba mươi Năm (1618–1648), xung đột tôn giáo tàn phá các vùng đất Đức. Chiến tranh Ba mươi Năm làm giảm dân số tổng thể của các quốc gia Đức đến khoảng 30%, và lên đến 80% tại một số nơi. Hòa ước Westfalen kết thúc chiến tranh tôn giáo giữa các quốc gia Đức. Các quân chủ Đức có thể lựa chọn Công giáo Rôma, Lutheran hoặc Calvinist làm tôn giáo chính thức của họ sau năm 1648.
Trong thế kỷ XVIII, Đế quốc La Mã Thần thánh gồm có khoảng 1.800 lãnh thổ. Hệ thống pháp lý phức tạp khởi đầu từ một loạt cải cách (khoảng 1450–1555) tạo ra các lãnh thổ đế quốc, và tạo ra quyền tự trị địa phương đáng kể tại các quốc gia tăng lữ, thế tục và thế tập, được phản ánh tại Quốc hội Đế quốc. Gia tộc Habsburg nắm giữ đế vị từ năm 1438 cho đến khi Karl VI mất vào năm 1740. Do không có nam giới thừa kế, ông thuyết phục các tuyển đế hầu duy trì quyền bá chủ của gia tộc Habsburg đối với chức hoàng đế bằng việc chấp thuận một chiếu thư vào năm 1713. Điều này cuối cùng được giải quyết nhờ Chiến tranh Kế vị Áo; theo Hiệp ước Aix-la-Chapelle (1748), chồng của Công chúa Maria Theresa trở thành Hoàng đế La Mã Thần thánh, còn bà cai trị đế quốc với thân phận hoàng hậu. Từ năm 1740, cạnh tranh giữa Vương triều Habsburg Áo và Vương quốc Phổ chi phối lịch sử Đức.
Năm 1772, sau đó là vào năm 1793 và 1795, hai quốc gia Đức chiếm ưu thế là Phổ và Áo đã cùng với Đế quốc Nga thỏa thuận phân chia Ba Lan với nhau. Kết quả là hàng triệu cư dân nói tiếng Ba Lan thuộc quyền thống trị của hai chế độ quân chủ Đức. Tuy nhiên, các lãnh thổ bị sáp nhập vào Phổ và Áo không được nhìn nhận về pháp lý là bộ phận của Đế quốc La Mã Thần thánh.
Trong thời kỳ Chiến tranh Cách mạng Pháp, cùng với việc xuất hiện thời kỳ Napoléon và sau đó là phiên họp cuối cùng của Quốc hội Đế quốc, hầu hết các thành phố đế quốc tự do thế tục được sáp nhập vào lãnh thổ của các vương triều; các lãnh thổ tăng lữ bị thế tục hóa và sáp nhập. Năm 1806, Đế quốc La Mã Thần thánh bị giải thể; các quốc gia Đức, đặc biệt là các quốc gia Rheinland, nằm dưới ảnh hưởng của Pháp. Cho đến năm 1815, Nga, Phổ và Vương triều Habsburg cạnh tranh quyền bá chủ trong các quốc gia Đức thời Chiến tranh Napoléon.

### Bang liên và Đế quốc Đức
Sau khi Napoléon thất bại, Đại hội Viên (triệu tập vào năm 1814) hình thành Bang liên Đức (Deutscher Bund), một liên minh không chặt chẽ của hàng chục quốc gia có chủ quyền. Hoàng đế Áo được bổ nhiệm làm tổng thống vĩnh viễn của Bang liên, phản ánh việc Đại hội không chấp thuận ảnh hưởng của Phổ trong các quốc gia Đức, và làm trầm trọng cạnh tranh trường kỳ giữa quyền lợi của Gia tộc Hohenzollern cai trị Phổ và Gia tộc Habsburg cai trị Áo. Bất đồng về kết quả của Đại hội góp phần khiến các phong trào tự do nổi lên, tiếp đó là các biện pháp đàn áp mới của chính khách Áo Metternich. Liên minh thuế quan Zollverein xúc tiến thống nhất kinh tế trong các quốc gia Đức. Các tư tưởng dân tộc và tự do của Cách mạng Pháp được ủng hộ ngày càng tăng trong nhiều người Đức, đặc biệt là thanh niên. Lễ hội Hambach vào tháng 5 năm 1832 là một sự kiện chính nhằm ủng hộ thống nhất Đức, tự do và dân chủ. Trong bối cảnh một loạt phong trào cách mạng diễn ra tại châu Âu, lập ra một cộng hòa tại Pháp, giới trí thức và thường dân bắt đầu tiến hành cách mạng tại các quốc gia Đức vào năm 1848. Quốc vương Friedrich Wilhelm IV của Phổ được đề nghị tước hiệu hoàng đế song với quyền lực hạn chế; ông bác bỏ đế vị và đề xuất hiến pháp, dẫn đến một bước lùi tạm thời cho phong trào.

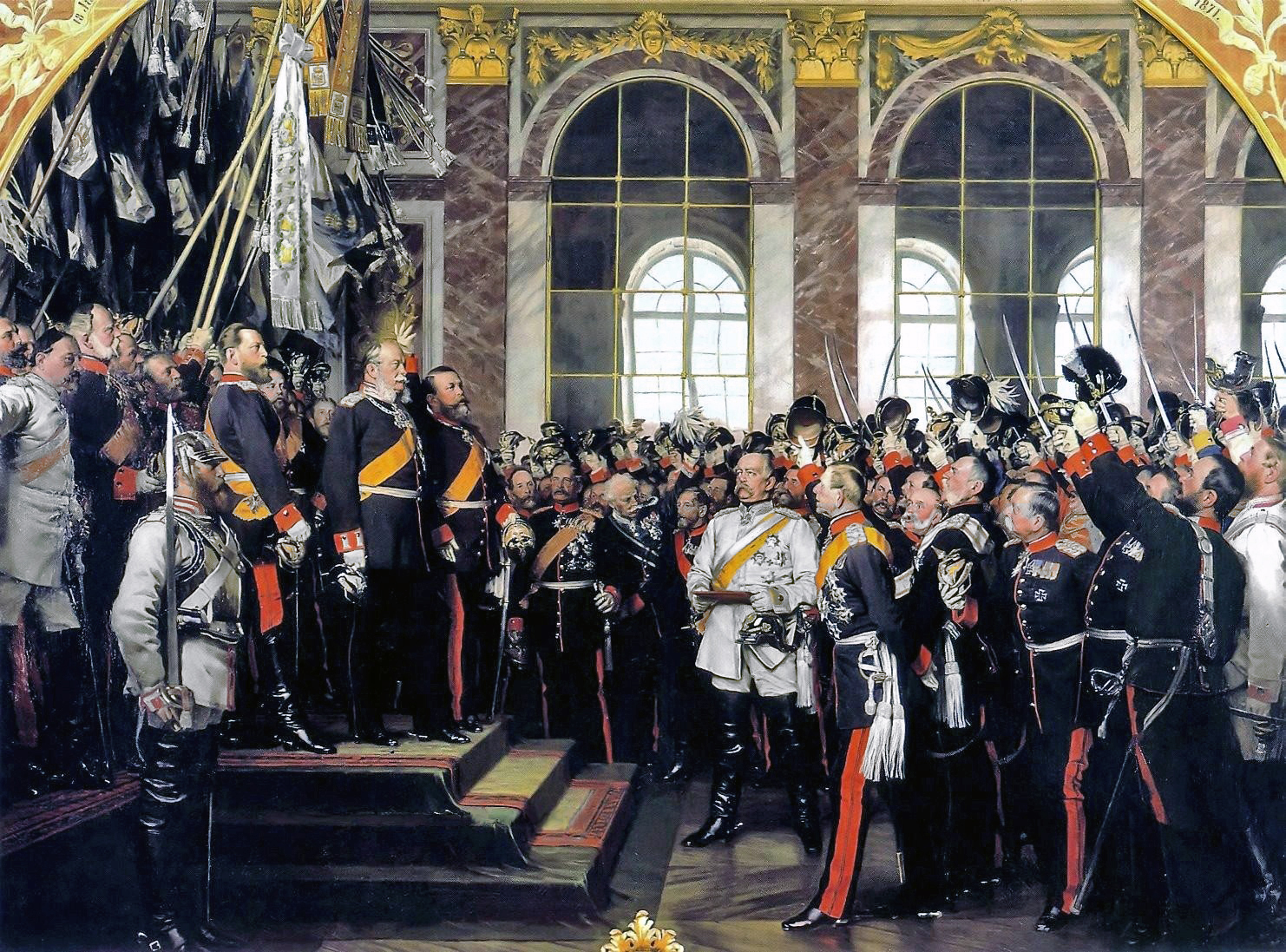
Thành lập Đế quốc Đức tại Versailles vào năm 1871. Bismarck tại trung tâm với đồng phục màu trắng.

Quốc vương Wilhelm I bổ nhiệm Otto von Bismarck làm Thủ tướng Phổ vào năm 1862. Bismarck kết thúc thắng lợi chiến tranh với Đan Mạch vào năm 1864, giúp xúc tiến lợi ích của Đức tại bán đảo Jylland. Tiếp đến là thắng lợi quyết định của Phổ trong chiến tranh với Áo vào năm 1866, cho phép Bismarck lập ra Bang liên Bắc Đức (Norddeutscher Bund) không bao gồm Áo. Sau khi Pháp thất bại trong Chiến tranh Pháp-Phổ, các vương công Đức tuyên bố thành lập Đế quốc Đức vào năm 1871 tại Versailles, thống nhất toàn bộ các bộ phận rải rác của Đức ngoại trừ Áo. Phổ là quốc gia cấu thành chi phối đế quốc mới; Quốc vương Phổ thuộc Gia tộc Hohenzoller cai trị Đức với thân phận Hoàng đế, và Berlin trở thành thủ đô của đế quốc.

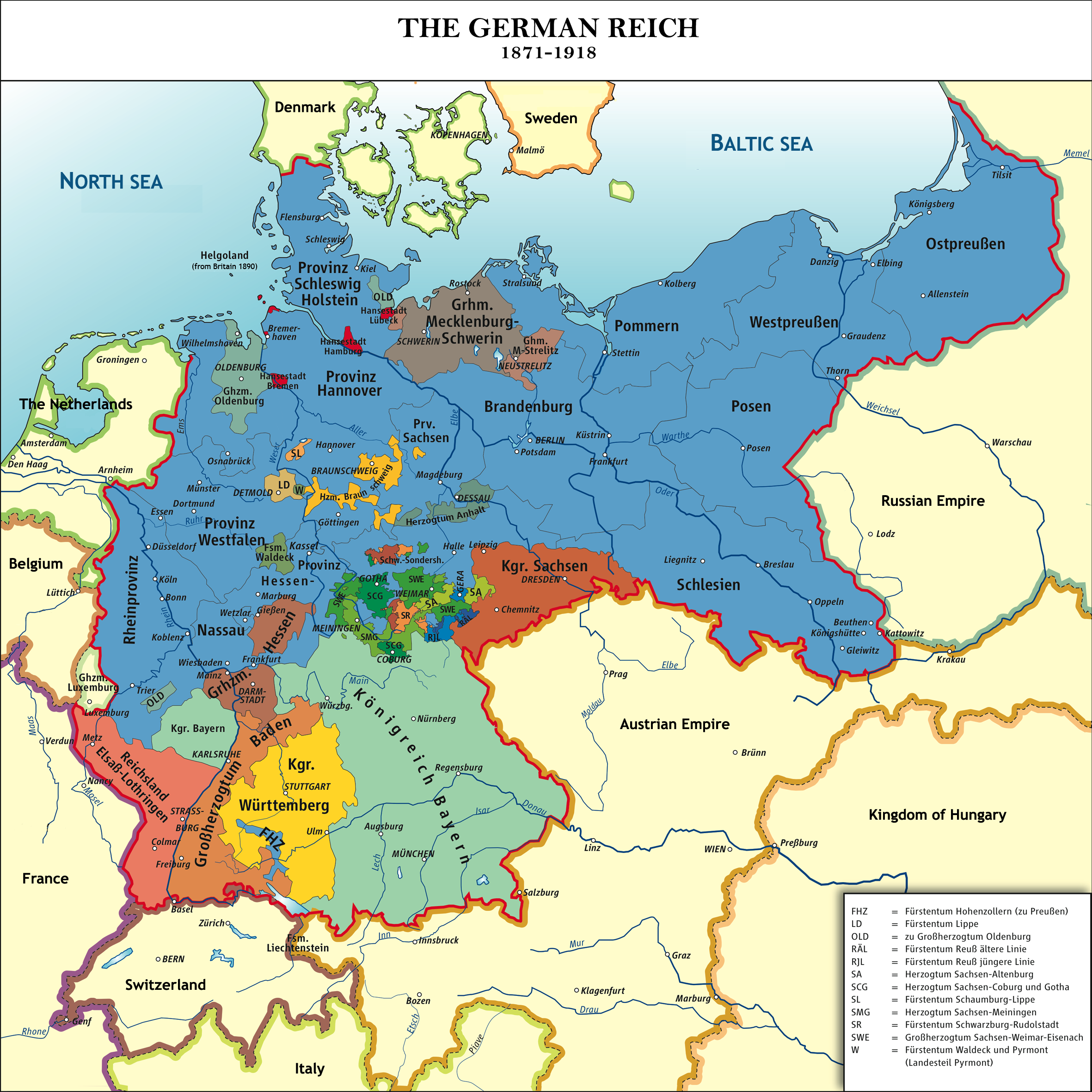
Đế quốc Đức (1871–1918), Vương quốc Phổ có màu lam

Trong giai đoạn Gründerzeit sau khi Thống nhất nước Đức, chính sách ngoại giao của Thủ tướng Đức Bismarck dưới quyền Hoàng đế Wilhelm I là đảm bảo vị thế đại quốc của Đức bằng các liên minh giả mạo, cô lập Pháp theo các cách thức ngoại giao, và tránh chiến tranh. Dưới thời Wilhelm II, Đức cũng như các cường quốc châu Âu khác bước vào tiến trình chủ nghĩa đế quốc, dẫn đến xích mích với các quốc gia láng giềng. Hầu hết các liên minh mà Đức tham gia trước đó không được gia hạn. Kết quả là hình thành một liên minh kép với Đế quốc Áo-Hung đa sắc tộc. Sau đó, Liên minh Tam cường 1882 có thêm Ý, hoàn thành một liên minh địa lý Trung Âu, thể hiện lo ngại của người Đức, Áo và Ý trước khả năng Pháp và/hoặc Nga xâm nhập chống lại họ. Tương tự, Anh, Pháp và Nga cũng dàn xếp liên minh nhằm bảo vệ họ chống lại can thiệp của Vương triều Habsburg đến các quyền lợi của Nga tại Balkan hay Đức can thiệp chống Pháp.
Tại Hội nghị Berlin vào năm 1884, Đức yêu sách một vài thuộc địa gồm Đông Phi thuộc Đức, Tây-Nam Phi thuộc Đức, Togoland và Kamerun. Sau đó, Đức bành trướng đế quốc thực dân của mình thêm đến Tân Guinea thuộc Đức, Micronesia thuộc Đức và Samoa thuộc Đức tại Thái Bình Dương, và Vịnh Giao Châu tại Trung Quốc. Từ năm 1904 đến năm 1907, chính phủ thực dân Đức tại Tây-Nam Phi (nay là Namibia) ra lệnh tiêu diệt người bản địa Herero và Namaqua.
Vụ ám sát thái tử của Áo vào ngày 28 tháng 6 năm 1914 khiến Đế quốc Áo-Hung có cớ để tấn công Serbia và phát động Chiến tranh thế giới thứ nhất. Sau bốn năm giao tranh, có khoảng hai triệu binh sĩ Đức thiệt mạng, dưới sự tham chiến của Hoa Kỳ, chiến sự chuyển đổi thành xấu đi cho Đức, một thỏa thuận đình chiến tổng thể kết thúc giao tranh vào ngày 11 tháng 11 sau khi chế độ mới ở Đức cùng quyết định ngừng chiến ngày 9 tháng 11 năm 1918, và các binh sĩ Đức trở về quê. Trong Cách mạng Đức tháng 11 năm 1918, Hoàng đế Wilhelm II và toàn bộ các vương công cai trị tại Đức phải thoái vị. Ban lãnh đạo chính trị mới của Đức ký kết Hòa ước Versailles vào năm 1919. Theo hiệp định này, Đức với tư cách là bộ phận của Liên minh Trung tâm chấp thuận chiến bại trước Đồng Minh. Người Đức nhận định hiệp định này là điều sỉ nhục và bất công, và sau này được các sử gia cho là ảnh hưởng đến việc Adolf Hitler lên nắm quyền. Sau chiến bại trong Chiến tranh thế giới thứ nhất, Đức mất khoảng 30% lãnh thổ tại châu Âu (các khu vực này có cư dân chủ yếu là người thuộc dân tộc Ba Lan, Pháp và Đan Mạch), và toàn bộ thuộc địa tại châu Phi và Thái Bình Dương.

### Cộng hòa Weimar và Đức Quốc Xã

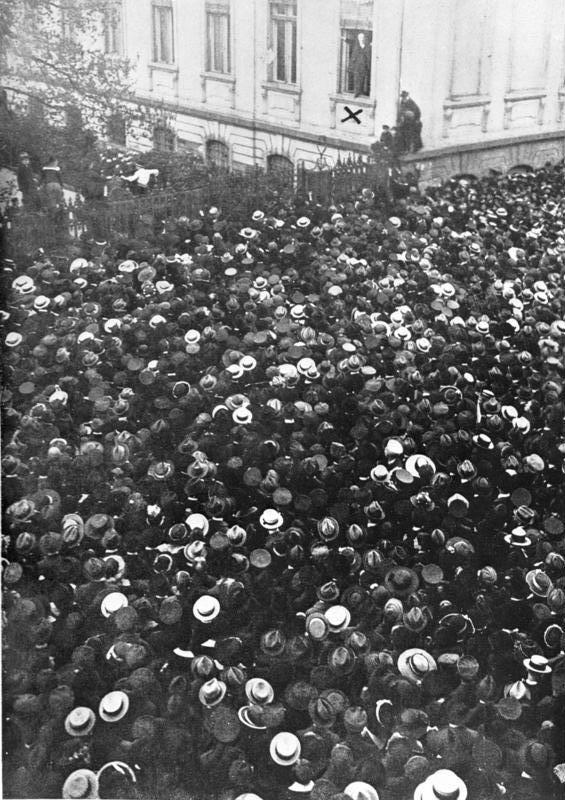
Philipp Scheidemann tuyên bố thành lập nước Cộng hòa Đức vào ngày 9 tháng 11 năm 1918.

Ngày 11 tháng 8 năm 1919, Tổng thống Friedrich Ebert ký Hiến pháp Weimar dân chủ. Trong đấu tranh quyền lực tiếp sau, phái cộng sản đoạt quyền tại Bayern, song các thành phần bảo thủ tại các địa phương khác của Đức ra sức lật đổ Cộng hòa trong cuộc đảo chính Kapp. Sau đó là một giai đoạn náo loạn gồm giao tranh đổ máu trên đường phố tại các trung tâm công nghiệp lớn, binh sĩ Bỉ và Pháp chiếm đóng vùng Ruhr và lạm phát gia tăng với đỉnh điểm là lạm phát phi mã 1921–1923. Một kế hoạch tái cơ cấu nợ cộng việc thiết lập một đơn vị tiền tệ mới vào năm 1924 mở ra Thập niên 20 hoàng kim, một thời kỳ gia tăng sáng tạo nghệ thuật và sinh hoạt văn hóa tự do.
Đại khủng hoảng toàn cầu lan đến Đức vào năm 1929. Sau bầu cử liên bang vào năm 1930, chính phủ của Thủ tướng Heinrich Brüning được Tổng thống Paul von Hindenburg trao quyền hành động mà không cần nghị viện phê chuẩn. Chính phủ của Brüning theo đuổi chính sách khắc khổ tài chính và giảm lạm phát, dẫn đến tỷ lệ thất nghiệp cao đến gần 32% vào năm 1932. Cũng trong cùng năm, Đảng Quốc Xã do Adolf Hitler lãnh đạo giành thắng lợi trong một cuộc bầu cử liên bang đặc biệt. Sau một loạt các nội các thất bại, Hindenburg bổ nhiệm Hitler làm thủ tướng Đức vào ngày 30 tháng 1 năm 1933. Sau vụ hỏa hoạn tại tòa nhà quốc hội, chính phủ ban hành một sắc lệnh bãi bỏ các dân quyền cơ bản, và trong vài tuần trại tập trung Quốc xã tại Dachau được mở cửa. Đạo luật Cho quyền năm 1933 trao cho Hitler quyền lực lập pháp không bị hạn chế, trên cả hiến pháp; rồi chính phủ của ông tạo ra một nhà nước toàn trị tập trung hóa, rút khỏi Hội Quốc Liên sau một cuộc trưng cầu dân ý quốc gia, và bắt đầu tái vũ trang quân sự. Sử dụng cách thức chi tiêu thâm hụt, một chương trình do chính phủ bảo trợ nhằm khôi phục kinh tế tập trung vào các dự án công trình công cộng, trong đó dự án nổi tiếng nhất là đường cao tốc gọi là autobahn.

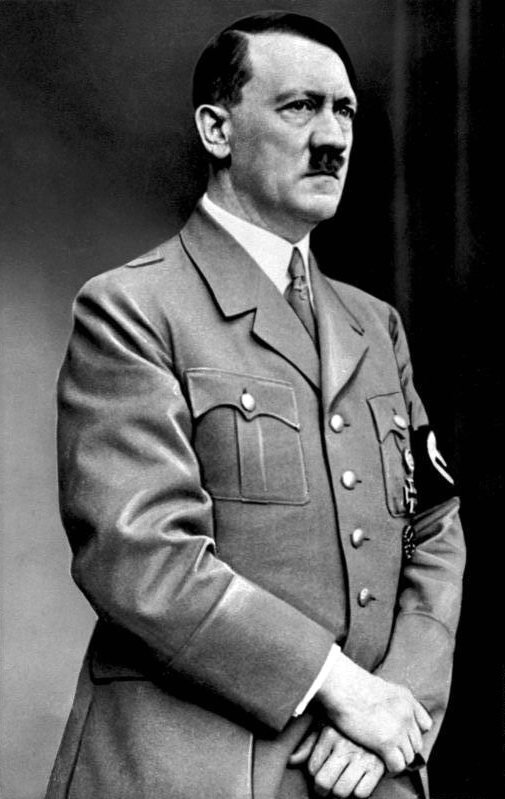
Adolf Hitler là nhà lãnh đạo của Đức Quốc Xã (1933–1945).

Năm 1935, chế độ quốc xã rút khỏi Hòa ước Versailles và áp dụng Luật Nürnberg nhằm vào người Do Thái cùng các dân tộc thiểu số khác. Đức cũng giành lại quyền kiểm soát Saarland vào năm 1935, tái quân sự hóa Rheinland vào năm 1936, sáp nhập Sudetenland của Tiệp Khắc bằng Hiệp ước München, sáp nhập Áo vào năm 1938, cũng như chiếm đóng Tiệp Khắc vào đầu năm 1939 bất chấp hiệp ước trên. Trong sự kiện Kristallnacht (đêm thủy tinh), nhiều giáo đường Do Thái bị đốt, cửa hàng Do Thái bị đập phá và hàng loạt người Do Thái bị bắt giữ.
Tháng 9 năm 1939, chính phủ của Hitler đàm phán và ký kết Hiệp ước Molotov–Ribbentrop, phân chia Đông Âu thành các khu vực ảnh hưởng của Đức và Liên Xô. Rồi vào ngày 1 tháng 9 năm 1939, Đức xâm chiếm Ba Lan, đánh dấu sự bắt đầu của Chiến tranh thế giới thứ hai. Phản ứng trước hành động của Hitler, Anh và Pháp tuyên chiến với Đức vào ngày 3 tháng 9. Mùa xuân năm 1940, Đức chinh phục Đan Mạch và Na Uy, Hà Lan, Bỉ, Luxembourg, và Pháp. Anh Quốc đẩy lui các cuộc không kích của Đức trong Không chiến tại Anh Quốc vào cùng năm. Đến năm 1941, binh sĩ Đức xâm chiếm Nam Tư, Hy Lạp và Liên Xô. Đến năm 1942, Đức và các thế lực Phe Trục khác kiểm soát hầu hết châu Âu lục địa và Bắc Phi, song từ sau chiến thắng của Liên Xô trong Trận Stalingrad, Đồng Minh tái chiếm Bắc Phi và xâm chiếm Ý vào năm 1943, quân Đức chịu các thất bại quân sự liên tiếp. Đến tháng 6 năm 1944, Đồng Minh phương Tây đổ bộ tại Pháp và Liên Xô tiến vào Đông Âu. Sau khi Hitler tự sát trong Trận Berlin, quân đội Đức đầu hàng vào ngày 8 tháng 5 năm 1945, kết thúc Chiến tranh thế giới thứ hai tại châu Âu. Sau chiến tranh, nhiều thành viên của Đức Quốc Xã đều bị xét xử vì tội ác chiến tranh tại tòa án Nürnberg.
Trong một chuỗi hệ thống hành động sau này được sử sách gọi là Holocaust, chính phủ Đức ngược đãi các cộng đồng thiểu số, sử dụng một hệ thống trại tập trung và hành quyết trên khắp châu Âu để tiến hành diệt chủng những người mà họ cho là thuộc chủng tộc hạ đẳng. Tổng cộng, có trên 10 triệu thường dân bị sát hại một cách có hệ thống, trong đó có sáu triệu người Do Thái, từ Đức và các quốc gia bị Đức chiếm đóng. Chính sách của Quốc Xã tại các quốc gia bị Đức chiếm đóng gây ra cái chết của 2,7 triệu người Ba Lan, 1,3 triệu người Ukraina, và ước tính lên đến 2,8 triệu tù binh Liên Xô. Số binh sĩ Đức tử vong do chiến tranh ước tính là 3,2–5,3 triệu, và có đến 2 triệu thường dân Đức thiệt mạng. Khoảng 12 triệu người dân tộc Đức bị trục xuất khỏi Đông Âu (gồm lãnh thổ bị mất). Đức phải nhượng lại khoảng một phần tư lãnh thổ trước chiến tranh của mình.

### Đông Đức và Tây Đức

Các khu vực chiếm đóng tại Đức cuối năm 1947. Các lãnh thổ phía đông Giới tuyến Oder-Neisse bị Ba Lan và Liên Xô sáp nhập, và Saarland bị trở thành một xứ bảo hộ của Pháp.

Phe Đồng Minh phân chia Berlin và lãnh thổ còn lại của Đức thành 4 khu vực chiếm đóng quân sự đại diện cho 2 khối đối địch bằng hiệp ước ở Hội nghị Potsdam vào ngày 1 tháng 8 năm 1945. Do bất đồng và mâu thuẫn về ý thức hệ, các khu vực miền tây do Pháp, Anh và Hoa Kỳ kiểm soát được hợp nhất vào ngày 23 tháng 5 năm 1949 để hình thành Cộng hòa Liên bang Đức (tiếng Đức: Bundesrepublik Deutschland); đến ngày 7 tháng 10 năm 1949, khu vực do Liên Xô chiếm đóng trở thành Cộng hòa Dân chủ Đức (tiếng Đức: Deutsche Demokratische Republik); còn được gọi một cách không chính thức là "Tây Đức" và "Đông Đức". Đông Đức chọn Đông Berlin làm thủ đô, còn Tây Đức chọn Bonn làm thủ đô lâm thời, nhằm nhấn mạnh lập trường nhất quán của mình rằng giải pháp hai nhà nước chỉ là một tình trạng tạm thời.
Tây Đức là một nước cộng hòa nghị viện liên bang theo "kinh tế thị trường xã hội". Bắt đầu vào năm 1948, Tây Đức trở thành một quốc gia nhận viện trợ tái thiết chính trong Kế hoạch Marshall. Konrad Adenauer được bầu làm thủ tướng liên bang (Bundeskanzler) đầu tiên của Đức vào năm 1949 và giữ chức vụ này cho đến năm 1963. Dưới quyền lãnh đạo của ông và Ludwig Erhard, Tây Đức có tăng trưởng kinh tế dài hạn bắt đầu từ đầu thập niên 1950, được cho là một "kì tích kinh tế" (tiếng Đức: Wirtschaftswunder). Tây Đức gia nhập NATO vào năm 1955 và trở thành một thành viên sáng lập của Cộng đồng Kinh tế châu Âu (EEC) vào năm 1957, và cũng thu hồi được vùng Saar cùng năm.

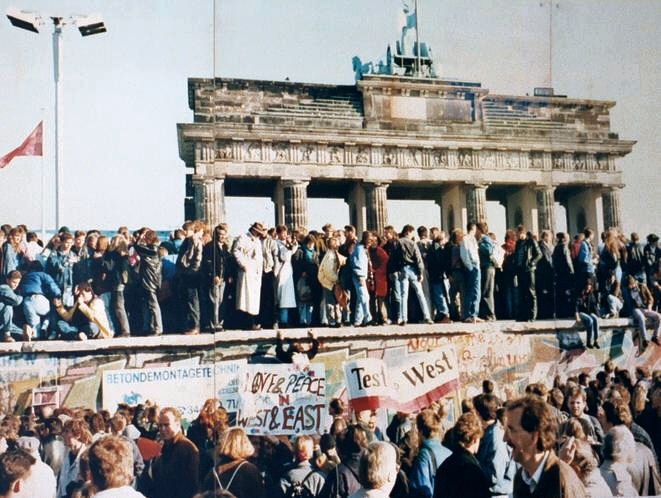
Bức tường Berlin khi nó sụp đổ vào năm 1989, nền là Cổng Brandenburg.

Đông Đức là một quốc gia thuộc Khối phía Đông, nắm dưới quyền kiểm soát chính trị và quân sự lớn của Liên Xô thông qua lực lượng chiếm đóng và Khối Warszawa. Mặc dù Đông Đức tự nhận là một quốc gia dân chủ, song quyền lực chính trị do các thành viên Bộ chính trị của Đảng Xã hội chủ nghĩa Thống nhất Đức độc quyền thi hành, được hỗ trợ từ cơ quan an ninh mật Stasi. Một nền kinh tế chỉ huy theo kiểu Liên Xô được lập nên và Đông Đức trở thành một quốc gia thuộc Hội đồng Tương trợ Kinh tế SEV. Tuyên truyền của Đông Đức dựa trên quyền lợi của các chương trình xã hội do chính phủ thực hiện, và liên tục cáo buộc mối đe dọa về Tây Đức xâm chiếm, song nhiều công dân của Đông Đức nhìn nhận phương Tây đại diện cho tự do và thịnh vượng. Bức tường Berlin được xây dựng vào năm 1961 nhằm ngăn người Đông Đức đào thoát sang Tây Đức, nó trở thành một biểu tượng cho Chiến tranh Lạnh. Sự kiện bức tường này sụp đổ vào năm 1989 trở thành một tượng trưng cho chủ nghĩa cộng sản sụp đổ, tái thống nhất Đức và bước ngoặt tại Đông Đức (Die Wende).
Căng thẳng giữa Đông Đức và Tây Đức giảm thiểu vào đầu thập niên 1970 do chính sách mới của Thủ tướng Willy Brandt đối với phía Đông. Trong mùa hè năm 1989, Hungary quyết định phá Bức màn sắt và mở cửa biên giới, khiến hàng nghìn người Đông Đức nhập cư đến Tây Đức qua Hungary. Điều này có tác động tàn phá đến Đông Đức, tại đây các cuộc tuần hành đại chúng định kỳ nhận được ủng hộ ngày càng lớn. Nhà đương cục Đông Đức nới lỏng hạn chế biên giới, cho phép công dân Đông Đức đi sang Tây Đức; ban đầu nhằm giúp duy trì Đông Đức, song việc mở cửa biên giới thực tế dẫn đến tăng tốc chương trình cải cách Wende. Đỉnh điểm của chương trình này là Hiệp ước 2 + 4 vào ngày 12 tháng 9 năm 1990, theo đó bốn thế lực chiếm đóng từ bỏ mọi quyền lợi của họ theo Văn kiện Đầu hàng trước đây, và Đức thu hồi chủ quyền đầy đủ. Điều này cho phép Tái thống nhất Đức vào ngày 3 tháng 10 năm 1990, khi Cộng hòa Liên bang Đức tiếp nhận năm bang tái lập của Cộng hòa Dân chủ Đức cũ.

### Nước Đức thống nhất

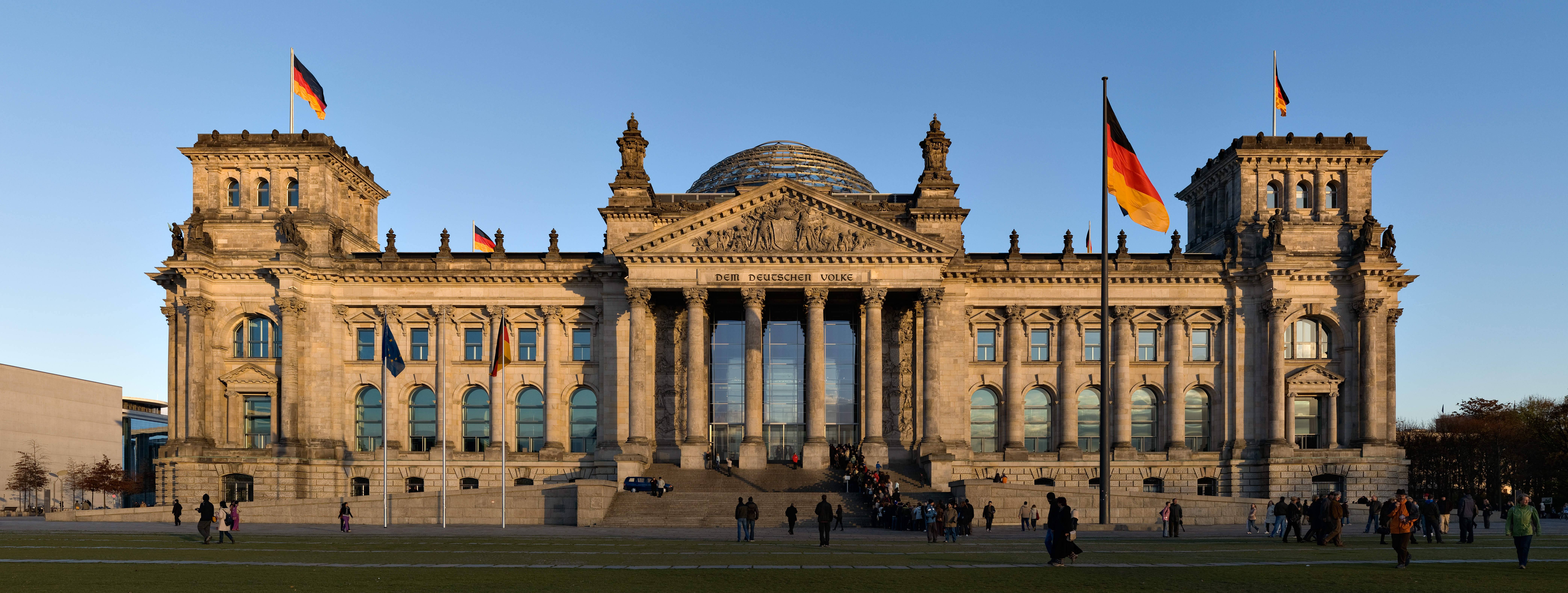
Đức thống nhất vào ngày 3 tháng 10 năm 1990. Từ năm 1999, Tòa nhà Quốc hội tại Berlin là nơi hội họp của Quốc hội Liên bang Đức.

Nước Đức thống nhất được nhìn nhận là sự mở rộng thêm Cộng hòa Liên bang Đức và là một quốc gia kế thừa. Do đó, họ duy trì toàn bộ tư cách thành viên của Tây Đức trong các tổ chức quốc tế. Dựa theo Đạo luật Berlin/Bonn được thông qua vào năm 1994, Berlin lại trở thành thủ đô của nước Đức tái thống nhất, còn Bonn duy trì vị thế độc nhất là một thành phố liên bang (Bundesstadt) và giữ lại một số bộ của liên bang. Việc di chuyển chính phủ hoàn thành vào năm 1999, và công tác hiện đại hóa nền kinh tế Đông Đức được dự kiến sẽ kéo dài đến năm 2019, với chuyển khoản hàng năm từ miền tây sang miền đông lên đến khoảng 80 tỷ USD.

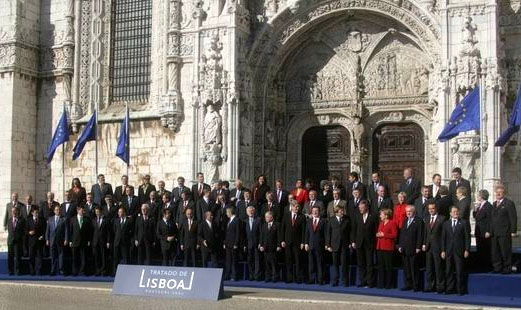
Đức trở thành một đồng sáng lập của Liên minh châu Âu (1993), sử dụng tiền Euro (2002), và ký kết Hiệp ước Lisboa vào năm 2007 (hình).

Sau khi khi tái thống nhất, Đức giữ một vai trò tích cực hơn trong Liên hiệp châu Âu. Cùng với các đối tác châu Âu, Đức ký kết Hiệp ước Maastricht vào năm 1992, lập ra Khu vực đồng euro vào năm 1999, và ký kết Hiệp ước Lisbon vào năm 2007. Đức phái một lực lượng duy trì hòa bình đi đảm bảo ổn định tại Balkan và phái một lực lượng binh sĩ Đức đến Afghanistan trong một nỗ lực của NATO nhằm cung cấp an ninh tại đó sau khi Taliban bị lật đổ.
Sau bầu cử năm 2005, Angela Merkel trở thành nữ thủ tướng đầu tiên của Đức với cương vị là thủ lĩnh một đại liên minh. Năm 2009, chính phủ Đức phê chuẩn một kế hoạch kích thích kinh tế trị giá 50 tỷ euro nhằm bảo vệ một vài lĩnh vực khỏi suy thoái.
Năm 2009, một liên minh tự do-bảo thủ dưới quyền Angela Merkel nắm quyền lãnh đạo quốc gia. Năm 2013, một đại liên minh được lập ra trong nội các thứ ba của Angela Merkel. Trong số các dự án chính trị lớn của Đức vào đầu thế kỷ XXI có tiến bộ của hội nhập châu Âu, chuyển đổi năng lượng (Energiewende) sang nguồn cung cấp năng lượng bền vững, các biện pháp nhằm tăng tỷ lệ sinh, và các chiến lược công nghệ cao nhằm chuyển đổi tương lai nền kinh tế Đức, tổng kết lại là cuộc Cách mạng Công nghiệp lần thứ 4 hoặc là Công nghiệp 4.0.
Đức chịu tác động từ khủng hoảng di cư châu Âu năm 2015 khi quốc gia này trở thành điểm đến cuối cùng trong lựa chọn của hầu hết di dân vào EU. Đức tiếp nhận trên một triệu người tị nạn và phát triển một hệ thống hạn ngạch nhằm tái phân bổ các di dân khắp các bang của mình dựa trên thu nhập từ thuế và mật độ dân cư hiện hữu.

## Địa lý

### Vị trí
Nước Đức nằm trong Trung Âu, giữa 47°16′15″ và 55°03′33″ vĩ độ bắc và 5°52′01″ và 15°02′37″ kinh độ đông. Về phía bắc Đức có ranh giới với Đan Mạch (có chiều dài 67 km), về phía đông-bắc là Ba Lan (442 km), về phía đông là Séc 811 km), về phía đông nam là Áo (815 km không kể ranh giới trên hồ Bodensee), về phía nam là Thụy Sĩ (316 km, với biên giới của lãnh thổ tách rời Büsingen nhưng không kể ranh giới trên hồ Bodensee), về phía tây nam là Pháp (448 km), về phía tây là Luxembourg (135 km) và Bỉ (156 km) và về phía tây bắc là Hà Lan (567 km). Chiều dài ranh giới tổng cộng là 3.757 km. Trong khi ở phía tây bắc là bờ biển của biển Bắc và ở phía đông bắc là biển Baltic tạo thành biên giới quốc gia tự nhiên thì về phía nam nước Đức là một phần của dãy núi Anpơ.
Lãnh thổ bên ngoài duy nhất của Đức là Büsingen nằm trong vùng thượng lưu sông Rhein thuộc về huyện Konstanz của bang Baden-Württemberg. Büsingen có diện tích là 7,62 km² và được bao bọc hoàn toàn bởi ba bang của Thụy Sĩ là Schaffhausen, Thurgau và Zürich. Ngoài ra còn có Kleinwalsertal thuộc Áo và nếu bằng đường bộ hay bằng đường thủy thì chỉ xuyên qua lãnh thổ quốc gia Đức mới có thể đến được.

### Điểm trung tâm và các điểm ngoài cùng của Đức
Theo Niên giám thống kê Đức (Statistisches Jahrbuch Deutschland, thời điểm năm 2000) điểm trung tâm về địa lý của Đức nằm trong làng Niederdorla thuộc bang Thüringen, giữa đoạn đường từ Erfurt đến Göttingen, trên 51°09′54″ vĩ độ bắc và 10°27′19″ kinh độ đông. Điểm cực bắc của Đức nằm trên bán đảo Elenbogen thuộc đảo Sylt, điểm cực bắc trên đất liền của quốc gia nằm trên bờ biển tây của bang Schleswig-Holstein tại Rickelsbüller Koog, điểm cực nam là Haldenwanger Eck nằm về phía nam của Oberstdorf trên núi Anpơ. Từ Ellenbogen đến Haldenwanger Eck là khoảng 886 km (đường chim bay). Điểm cực tây của Đức nằm trong bang Nordrhein-Westfalen, không xa Isenbruch (là địa danh cực tây của quốc gia), điểm cực đông nằm giữa Neißeaue-Deschka (làng cực đông của quốc gia) và Neißeaue-Zentendorf trong một vòng cung của sông Neiße. Từ Isenbruch đến vòng cung này của sông Neiße gần Zentendorf là tròn 636 km (đường chim bay).

### Địa hình

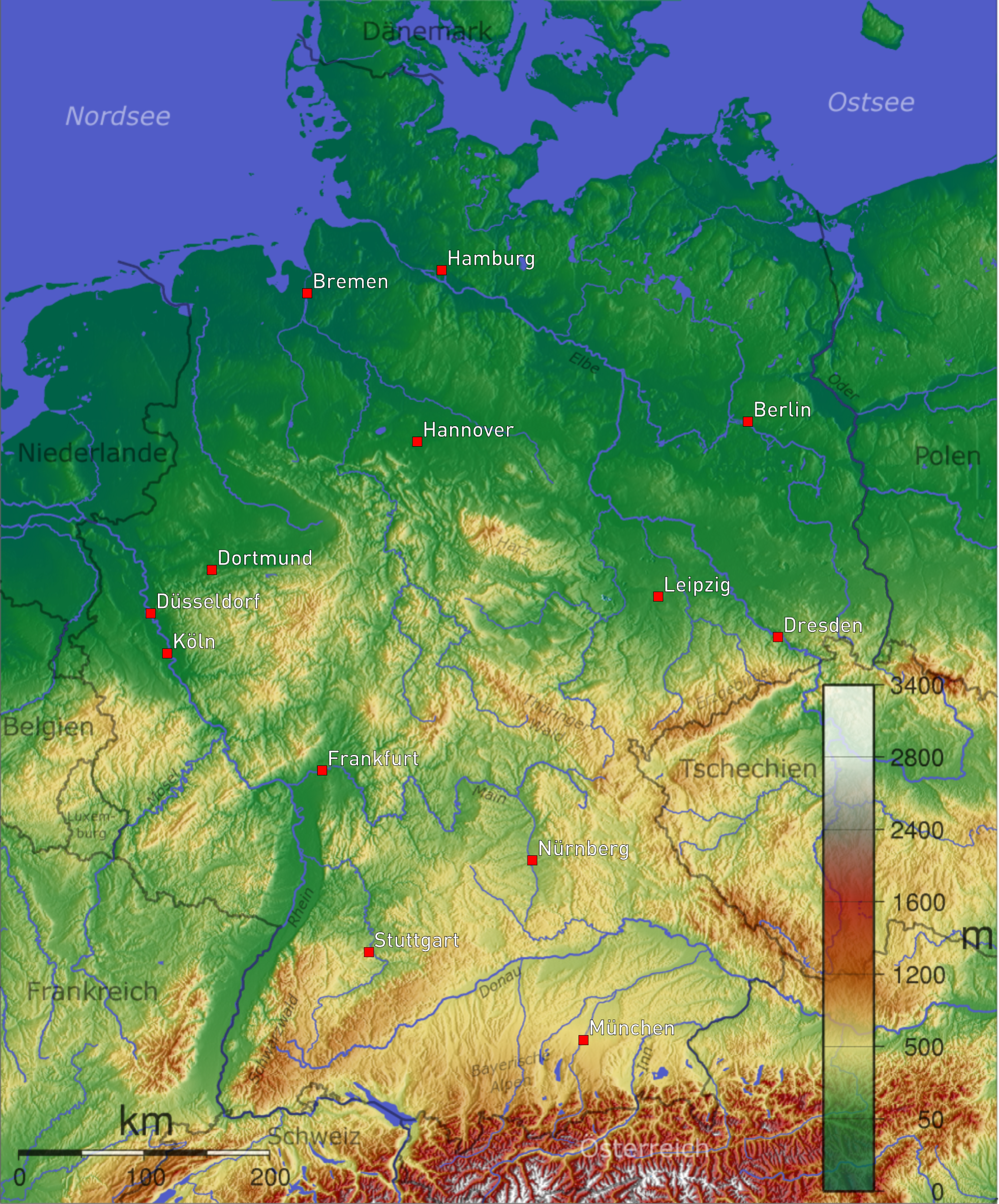
Bản đồ địa hình nước Đức

Địa hình thay đổi đặc biệt là theo hướng từ Bắc vào Nam vì địa thế có chiều hướng cao hơn và dốc hơn về phía nam. Phần miền Bắc của nước Đức, vùng đồng bằng Bắc Đức, là một vùng đồng bằng phần lớn được tạo thành từ thời kỳ Băng hà, kế tiếp về phía nam là vùng đồi núi có rừng ở trung tâm và các phần đất miền Nam của Đức. Đặc biệt là tại bang Bayern nhưng cũng ở tại bang Baden-Württemberg, địa hình này chuyển tiếp đến vùng Alpenvorland Bắc tương đối cao, sau đấy lại chuyển tiếp đến vùng núi cao của dãy núi Anpơ.

### Địa chất
Nước Đức đa dạng về địa chất. Trong khi các địa hình mang dấu ấu của thời kỳ Băng hà, các vùng đất thấp và các lưu vực sông chỉ thành hình từ niên đại Phân đại đệ Tam thì vùng đồi núi trung bình có niên đại lâu đời hơn rất nhiều. Các vùng đồi núi đã bị xói mòn, ví dụ như vùng Rừng Đen, đã hình thành từ thời Đại Cổ sinh và được cấu thành chủ yếu từ loại đá xâm nhập (tiếng Anh: plutonic rock) như đá gơnai và granite. Vùng cao Rhenish (Rheinisches Schiefergebirge) cũng có niên đại tương tự, được thành hình trong kỷ Silur và kỷ Devon. Tại ranh giới về phía bắc của vùng này còn có các thành hệ từ kỷ Than đá, trong đó vùng Ruhr có các mỏ than đá có trữ lượng lớn. Địa mạo miền Nam nước Đức phần lớn do những phát triển trong Đại Trung Sinh: trong khi Pfalz, Thüringen, nhiều phần của Bayern và Sachsen được tạo thành về mặt địa chất trong kỷ Trias thì vùng Schwäbische Alb và Fränkische Alb chạy ngang qua miền Nam nước Đức là kết quả của việc đáy biển nâng lên trong kỷ Jura. Các vùng được nhắc đến đầu tiên có sa thạch, các vùng sau có đá vôi là những thành hệ địa chất chiếm ưu thế. Hoạt động núi lửa không được quan sát thấy tại Đức. Tuy vậy, trong một số vùng vẫn có đá núi lửa xuất phát từ hoạt động núi lửa trước đây, đặc biệt là trong Vulkaneifel và trên dãy núi lửa Vogel trong bang Hessen. Nước Đức nằm hoàn toàn trên mảng Á-Âu vì vậy không có những trận động đất gây hậu quả nặng nề. Mặc dù vậy đứt gãy Rhein (Rheingraben) thuộc bang Nordrhein-Westfalen được xếp vào vùng nguy hiểm động đất trung bình, kéo dài đến các nước láng giềng Bỉ và Hà Lan.

### Sông ngòi

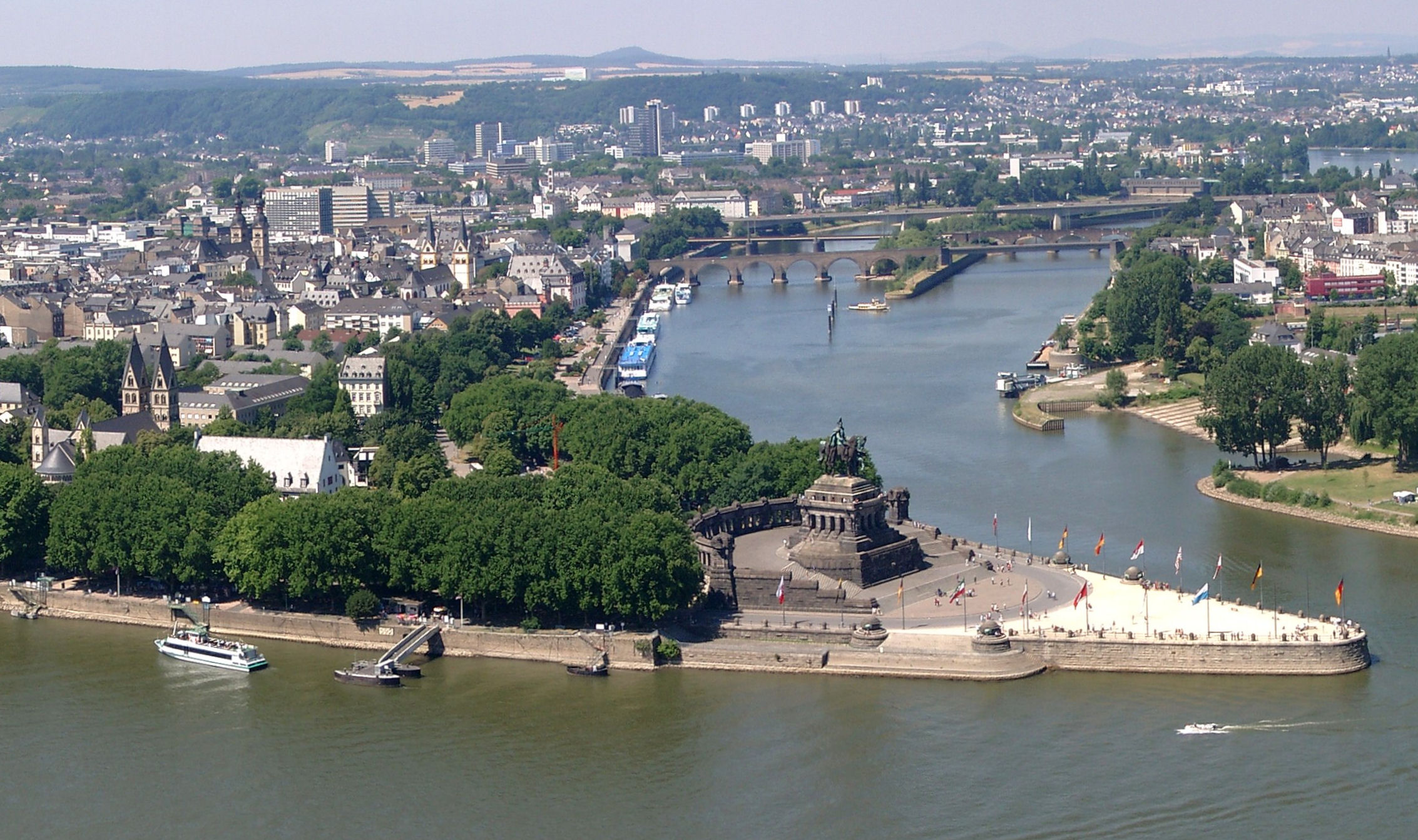
Góc Đức tại Koblenz, nơi hợp lưu của sông Rhein và Mosel

Nước Đức giáp biển Bắc tại các bang Niedersachsen và Schleswig-Holstein. Đây là một biển nằm trên thềm lục địa thuộc Đại Tây Dương. Cùng với eo biển Manche, vùng phía nam của biển Bắc là vùng biển có mật độ giao thông cao nhất thế giới. Các bang Mecklenburg-Vorpommern và Schleswig-Holstein nằm cạnh biển Baltic, là một biển nội địa được nối liền với biển Bắc qua eo biển Skagerrak. Độ thay đổi thủy triều ở biển Baltic ít hơn ở biển Bắc rất nhiều.
Những sông chính là các sông Rhein, Donau (còn có tên khác là sông Danube), Elbe, Oder, Weser và Ems. Dài nhất trong các sông này là sông Donau. Với 2.845 km từ nơi hợp lưu của hai sông Brigach và Breg và là nguồn của sông Donau tại Donaueschingen hay với 2.888 km từ nguồn của sông Breg tại vùng ranh của Rừng Đen, sông Donau là sông dài thứ hai châu Âu sau sông Volga. Thế nhưng chỉ một phần nhỏ của toàn bộ đoạn đường của sông Donau là chảy qua Đức (47 km). Sông Donau đổ ra biển Đen. Tất cả những sông Đức khác chảy ra biển Bắc hay biển Baltic. Đường phân thủy châu Âu qua nước Đức chạy về phía đông của vùng đồng bằng thượng lưu sông Rhein trên chỏm núi chính của vùng Rừng Đen. Trong những sông này, sông Rhein chính là con sông có đoạn đường dài nhất nước Đức. Trong số 1.320 km đường sông có 865 km nằm trong nước Đức. Thêm vào đó, sông này còn có một vai trò tạo bản sắc riêng cho người Đức, được kết tụ từ lịch sử và nhiều thần thoại cũng như truyền thuyết. Chức năng kinh tế của con sông này cũng rất quan trọng: sông Rhein là một trong những đường thủy có mật độ giao thông cao nhất châu Âu. Sông Elbe bắt nguồn từ Riesengebirge (tiếng Séc: Krkonoše) tại biên giới của Séc và Ba Lan và đổ ra biển Bắc tại Cuxhaven sau khoản 1.165 km, trong đó là 725 km nằm trong nước Đức. Đã có thời gian đây là một trong những sông bị ô nhiễm chất độc hại nhiều nhất châu Âu, nhưng trong thời gian gần đây chất lượng nước đã tốt hơn rõ rệt. Nguồn sông Oder nằm tại Beskiden (tiếng Séc: Beskydy) của Séc. Sau vài km sông Oder chảy sang Ba Lan và trung lưu của nó chạy qua Schlesien. Hạ lưu sông này tạo thành biên giới Đức-Ba Lan để rồi lại đổ vào vùng nước đông Stettin trong lãnh thổ Ba Lan. Qua eo biển Świna dòng sông này chảy qua giữa các đảo Usedom và Wollin đổ vào biển Baltic.
Các hồ trong nước Đức phần lớn thành hình sau khi thời kỳ Băng hà chấm dứt. Do vậy mà đa số các hồ lớn nằm trong các vùng đã từng bị băng tuyết bao phủ hay vùng đất cạnh trước đó, đặc biệt là tại Mecklenburg và Alpenvorland. Hồ lớn nhất có phần thuộc Đức là Bodensee, hồ cũng là biên giới của Áo và Thụy Sĩ. Hồ lớn nhất hoàn toàn thuộc về lãnh thổ quốc gia của Đức là Müritz.

### Núi và vùng thấp

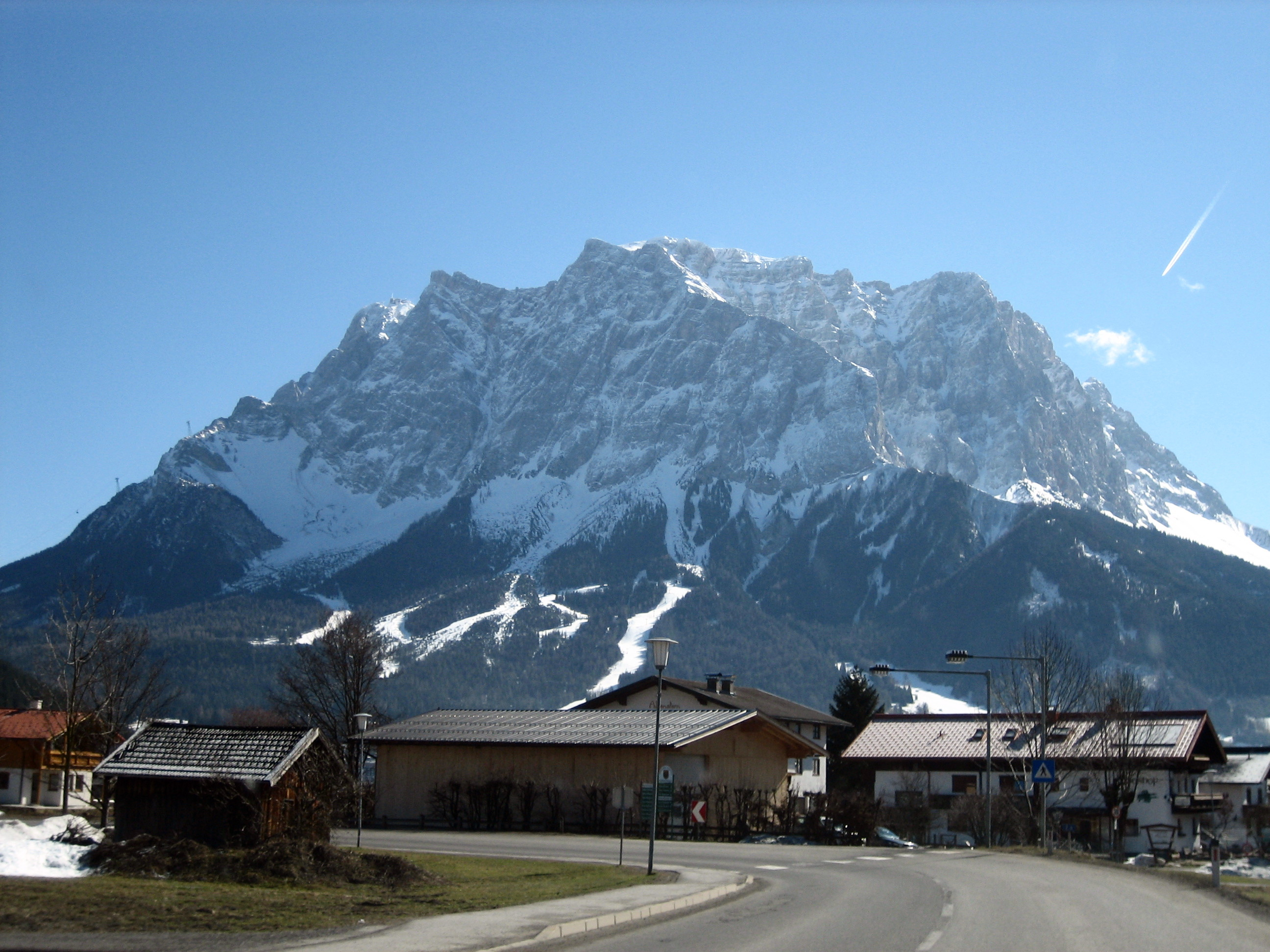
Ngọn núi Zugspitze

Anpơ là dãy núi cao duy nhất, có một phần thuộc về nước Đức. Tại đấy có ngọn Zugspitze (2.962 m) cao nhất Đức. Vùng núi với độ cao trung bình có khuynh hướng cao dần và rộng ra từ Bắc xuống Nam. Ngọn núi cao nhất ở đấy là Feldberg trong vùng Rừng Đen với 1.493 m, kế tiếp là Große Arbern trong rừng Bayern với 1.456 m. Ngoài ra, có các ngọn núi trên 1.000 m là các vùng Erzgebirge, Fichtelgebirge, Schwäbische Alb và trường hợp đặc biệt là Harz bị cô lập hẳn như là vùng đồi núi ở về phía bắc nhiều nhất trong các vùng đồi núi của nước Đức với ngọn Brocken nhô cao đến 1.142 m. Về phía bắc của đợt đồi núi này chỉ còn một vài thành hệ địa chất cao hơn 100 m, trong số đó có Hagelberg trong Fläming với 200 m là ngọn cao nhất. Địa điểm thấp nhất vẫn còn có thể đi được của Đức nằm dưới mực nước biển 3,54 m trong một vùng trũng gần Neuendorf-Sachsenbande trong Wilstermarsch (bang Schlewig-Holstein). Cũng nằm trong bang này là điểm thấp nhất với 39,10 m dưới mực nước biển nằm ở đáy của hồ Hemmelsdorf về phía bắc-đông bắc của Lübeck. Điểm nhân tạo thấp nhất với 293 m dưới mực nước biển nằm ở đáy của mỏ lộ thiên Hambach về phía đông của Jülich trong bang Nordrhein-Westfalen.

### Đảo

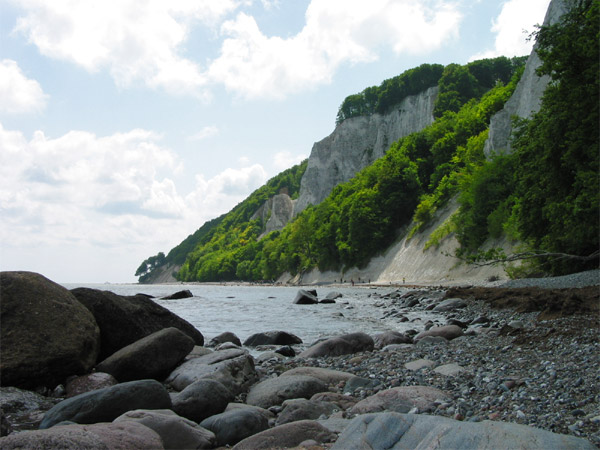
Vách đá vôi trên đảo Rügen

So với chiều dài bờ biển thì Đức có một số lượng đảo đáng kể. Các đảo trong biển Bắc phần lớn nằm trong dạng hình chuỗi chắn đất liền. Chúng được chia ra thành các đảo bắc Friesen và đông Friesen, là một phần của bãi bồi Wattenmeer Đức. Các đảo bắc Friesen của Đức thuộc bang Schleswig-Holstein và bao gồm các đảo lớn Sylt, Föhr, Amrum và Pellworm cũng như là các đảo Hallig nhỏ hơn rất nhiều. Từ khi đắp đập Beltringharder Koog thì Nordrand đã trở thành một bán đảo. Các đảo đông Friesen thuộc bang Niedersachsen có độ lớn tương tự. Các đảo này hình thành từ những bãi cát bồi do tác động của sóng biển. Lớn nhất trong các đảo này là Borkum. Một trường hợp ngoại lệ là đảo Helgoland nằm ngoài khơi xa của biển Bắc.
Các đảo trong biển Baltic nằm gần bờ biển Bodden của Đức có chiều hướng lớn hơn và có địa hình thay đổi nhiều hơn. Đảo lớn nhất trong các đảo này và đồng thời cũng là hòn đảo lớn nhất của Đức là Rügen, tiếp theo đó là Usedom song đầu mũi đảo về phía đông đã thuộc về Ba Lan. Cũng như các đảo trên biển Bắc, các đảo của biển Baltic là điểm đến du lịch được ưa thích.
Trong một số sông hồ nội địa Đức cũng có đảo mà trong đó được biết đến nhiều nhất là Mainau và Reichenau trên Bodensee cũng như là Herrenchiemsee trên Chiemsee.

### Khí hậu
Nước Đức thuộc về vùng khí hậu ôn hòa Trung Âu, trong khu vực của vùng gió Tây và nằm trong khu vực chuyển tiếp giữa khí hậu đại dương tại Tây Âu và khí hậu lục địa tại Đông Âu. Ngoài những yếu tố khác, khí hậu chịu ảnh hưởng của dòng hải lưu Golfstream tạo nên những trị khí hậu ấm áp khác thường so với vị trí vĩ độ này. Điều kiện thời tiết khắc nghiệt như hạn hán kéo dài, gió xoáy, băng giá với nhiệt độ cực thấp hay nóng cao độ tương đối hiếm. Thế nhưng thỉnh thoảng vẫn xuất hiện giông bão và chúng đã gây ra nhiều thiệt hại nặng như trong năm 2000 và 2002. Tại Đức cũng thường hay xảy ra nước lũ sau thời gian mưa nhiều trong mùa hè hay sau khi tan tuyết trong mùa đông, có thể dẫn đến lụt và gây tàn phá nặng. Việc hay có nước lũ tại sông Rhein có thể là do việc đắp đập và đào thẳng sông Rhein trong thế kỷ XIX dưới sự lãnh đạo của Tulla đã xóa bỏ các vùng ngập nước tự nhiên trước kia của con sông này. Hạn hán chủ yếu chỉ xảy ra ở vùng đông bắc nước Đức nhưng đôi lúc cũng ảnh hưởng đến trên toàn nước Đức như trong đợt nóng năm 2003.
Số liệu khí hậu (giá trị trung bình của các năm 1961–1990):
| | Cả năm | Tháng trong năm | Tháng trong năm | Tháng trong năm | Tháng trong năm | Tháng trong năm | Tháng trong năm | Tháng trong năm | Tháng trong năm | Tháng trong năm | Tháng trong năm | Tháng trong năm | Tháng trong năm | Tháng trong năm | Tháng trong năm | Tháng trong năm | Tháng trong năm |
| 3 đến 5                                                                                              | Cả năm | 6 đến 8         | 9 đến 11        | 12 đến 2        | 1               | 2               | 3               | 4               | 5               | 6               | 7               | 8               | 9               | 10              | 11              | 12              |                 |
| --- | ------ | --------------- | --------------- | --------------- | --------------- | --------------- | --------------- | --------------- | --------------- | --------------- | --------------- | --------------- | --------------- | --------------- | --------------- | --------------- | --------------- |
| Nhiệt độ trung bình (°C)                                                                             | 8,4    | 7,8             | 16,5            | 9,1             | 0,9             | −0,5            | 0,5             | 3,7             | 7,6             | 12,2            | 15,5            | 17,1            | 16,9            | 13,8            | 9,4             | 4,2             | 0,9             |
| Nhiệt độ thấp nhất (°C)                                                                              | 4,6    | 3,4             | 11,6            | 5,5             | −2,4            | −3,0            | −2,5            | 0,0             | 3,0             | 7,3             | 10,6            | 12,3            | 12,0            | 9,3             | 5,7             | 1,6             | −1,5            |
| Nhiệt độ cao nhất (°C)                                                                               | 12,4   | 12,3            | 21,4            | 12,8            | 2,9             | 2,0             | 3,4             | 7,5             | 12,1            | 17,2            | 20,4            | 22,0            | 21,9            | 18,4            | 13,1            | 6,9             | 3,2             |
| Biên độ nhiệt (°C)                                                                                   | 7,8    | 8,8             | 9,8             | 7,3             | 5,2             | 5,0             | 5,9             | 7,4             | 9,1             | 9,9             | 9,8             | 9,7             | 9,8             | 9,0             | 7,5             | 5,3             | 4,7             |
| Số ngày có tuyết                                                                                     | 103,9  | 27,5            | 0,7             | 16,9            | 58,7            | 21,0            | 19,3            | 16,4            | 9,0             | 2,2             | 0,3             | 0,2             | 0,2             | 0,8             | 4,5             | 11,6            | 18,4            |
| Số ngày mưa                                                                                          | 178,2  | 44,0            | 44,3            | 43,0            | 46,8            | 16,6            | 13,4            | 14,9            | 14,3            | 14,9            | 15,1            | 14,8            | 14,4            | 13,6            | 13,5            | 15,9            | 16,8            |
| Lượng nước mưa (mm)                                                                                  | 700    | 163             | 221             | 166             | 150             | 51              | 40              | 48              | 51              | 65              | 77              | 72              | 71              | 57              | 50              | 58              | 59              |
| Áp suất không khí (hPa−1000)                                                                         | 9,3    | 8,1             | 13,7            | 9,9             | 5,7             | 5,5             | 5,5             | 6,4             | 7,6             | 10,2            | 12,9            | 14,2            | 14,2            | 12,4            | 9,9             | 7,3             | 6,0             |
| Mây (%)                                                                                              | 72,0   | 69,3            | 63,0            | 73,8            | 81,9            | 83,5            | 78,0            | 74,8            | 69,3            | 63,8            | 64,8            | 63,5            | 60,6            | 66,9            | 72,9            | 81,5            | 84,3            |
| Nguồn: Tyndall Centre for Climate Change Report Lưu trữ ngày 23 tháng 9 năm 2015 tại Wayback Machine |        |                 |                 |                 |                 |                 |                 |                 |                 |                 |                 |                 |                 |                 |                 |                 |                 |

Tùy theo vùng mà các trị về khí hậu vượt quá hay thấp dưới giá trị trung bình về khí hậu của toàn nước Đức rất nhiều. Miền Nam Baden ghi nhận nhiệt độ trung bình cả năm cao nhất là 11 °C trong khi ở Oberstdorf trị trung bình nằm dưới 6 °C. Thêm vào đó một xu hướng nóng lên đang hình thành: theo số liệu của Nhà khí tượng quốc gia Đức (Deutscher Wetterdienst) thì ngoại trừ năm 1996 nhiệt độ trung bình của tất cả các năm từ 1988 đều trên nhiệt độ trung bình lâu năm là 8,3 °C, trong năm 2003 còn đạt đến 9,9 °C. Đặc biệt là mùa hè đã nóng hơn rõ rệt. Thêm vào đó là mùa xuân cứ đến sớm hơn 5 ngày mỗi một thập niên. Chim di trú ở lại Đức lâu hơn gần 1 tháng so với thập niên 1970. Nhiệt độ thấp nhất từng được đo ở Đức là -45,9 °C được ghi nhận vào ngày 24 tháng 12 năm 2003 tại Funtensee. Nhiệt độ cao nhất cho đến nay là 40,3 °C vào ngày 8 tháng 8 năm 2003 tại Nennig.

### Đất và sử dụng đất
Thành phần và chất lượng đất rất khác nhau tùy theo vùng. Tại miền Bắc Đức một vành đai gần biển từ đất đầm lầy màu mỡ tạo cơ sở cho một nền nông nghiệp có sản lượng cao trong khi vùng đất cát nằm tiếp sau đó chịu nhiều ảnh hưởng của thời kỳ Băng hà chỉ có đất rất cằn cỗi. Tại Lüneburger Heide đất này đã bị thoái hóa trở thành đất podsol vì trồng cỏ qua nhiều thế kỷ nên gần như không còn có thể trồng trọt được nữa. Cũng rất cằn cỗi là các vùng băng tích cũ và mới có cát bồi tụ lại. Thí dụ như Brandenburg trong lịch sử đã nổi tiếng như là "hộp cát rải của Đế quốc La Mã Thần thánh".
Giữa những vùng băng tích và vùng núi cao trung bình là một dãy đất hoàng sa màu mỡ chạy từ Tây sang Đông và được sử dụng nông nghiệp cao độ. Trong vùng núi cao trung bình ở miền trung nước Đức phần nhiều là đất không màu mỡ, phần lớn diện tích là rừng. Trong miền Nam nước Đức các vùng đất tốt đặc biệt là nằm dọc theo các sông Rhein, Main và Donau.
Tổng cộng có 53,5% diện tích nước Đức là đất nông nghiệp, 29,5% diện tích là đất rừng, 12,3% diện tích là đất ở và đất giao thông (với xu hướng ngày càng tăng) và 1,8% diện tích là nước mặt.

## Hệ thực vật và hệ động vật

### Hệ thực vật
Nước Đức nằm ở vùng khí hậu ôn hòa. Do vậy, hệ thực vật được đặc trưng bằng những rừng cây lá rộng và lá kim. Sự khác biệt về các đặc điểm địa hình, khí hậu theo từng khu vực tạo nên một hệ thực vật phong phú và đa dạng. Hệ thực vật tự nhiên từ tây sang đông đánh dấu quá trình thay đổi của khí hậu: Từ khí hậu đại dương phía tây sang khí hậu lục địa. Loại cây chủ yếu trong các rừng cây lá rộng là cây dẻ gai đỏ. Bên cạnh đó, những khu rừng ngập nước cạnh sông hồ (ngày càng ít dần) và rừng hỗn hợp các loại cây sồi, dẻ gai cũng là những loại rừng đặc trưng. Tiêu biểu cho khu vực núi Alpen và khu vực đồi núi miền trung là rừng khe núi dọc sông. Rừng trẻ được tạo thành từ các loại cây bạch dương và thông trên những vùng đất cát. Dĩ nhiên, những loại cây lá rộng rất phổ biến trước đây được thay thế bằng những rừng thông. 

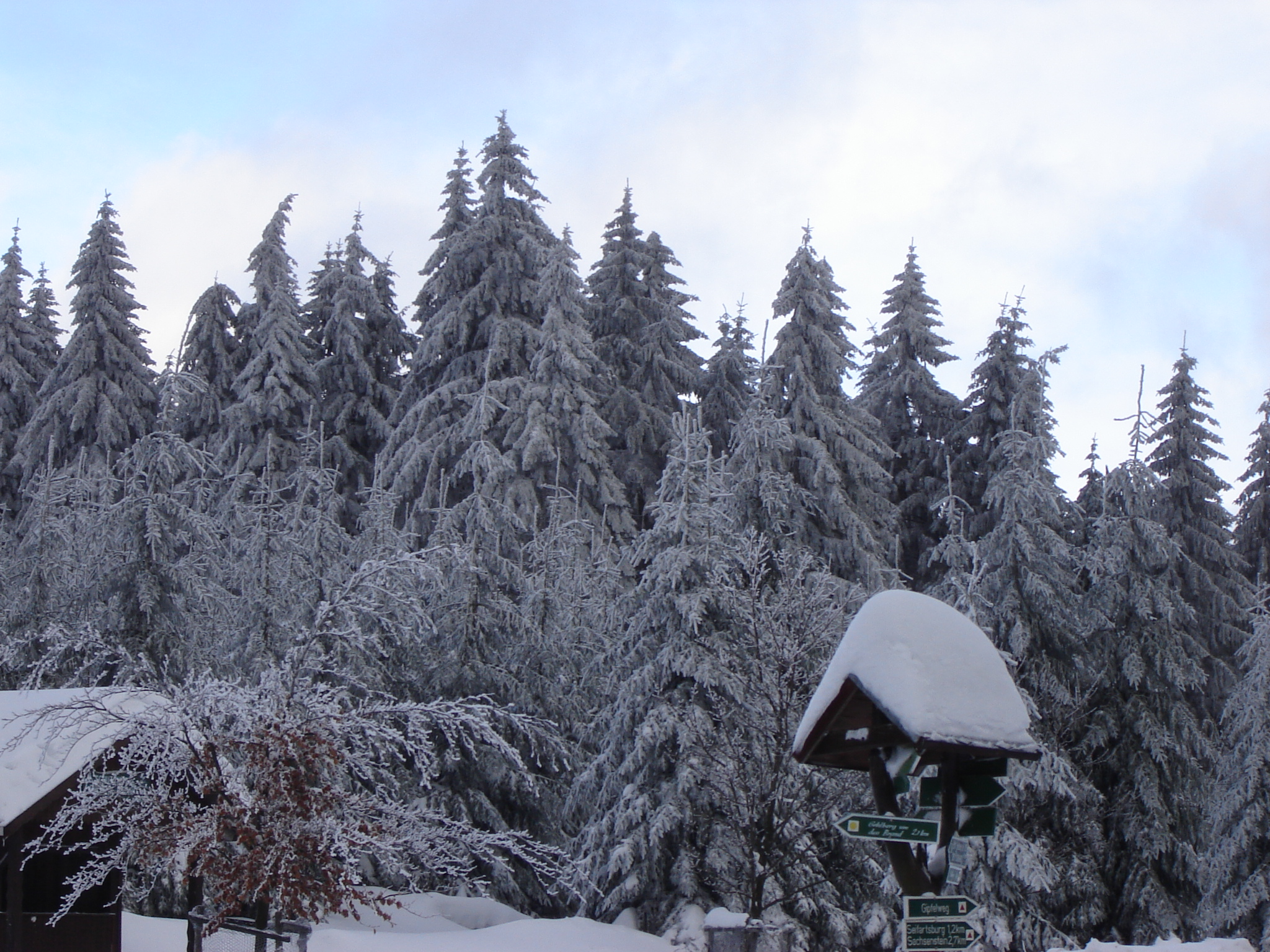
Rừng Thüringen vào mùa đông

Nếu như không có sự tác động của con người thì hệ thực vật ở Đức cũng như ở phần lớn các nước ở vùng khí hậu ôn hòa được tạo thành từ rừng, trừ những vùng đất trũng nhiễm phèn, vùng đầm lầy cũng như vùng núi cao thuộc dãy Alpen và khu vực lân cận, là vùng núi nghèo thực vật và có khí hậu lạnh ôn hòa đặc trưng.
29,5% diện tích lãnh thổ Đức hiện nay là rừng. Như vậy, Đức là một trong những nước có nhiều rừng ở Liên minh châu Âu. Tuy nhiên, các loại cây rừng được xác định do mục đích sử dụng, tỉ lệ rừng thông không phù hợp với các điều kiện tự nhiên vốn thích hợp hơn cho các loại rừng dẻ gai hỗn hợp. Bên cạnh các loại cây bản địa thì một loạt các loại cây được nhập về trồng (như keo gai) cũng chiếm một vai trò quan trọng. Phần lớn đất hoang đã được sử dụng để trồng các loại cây lương thực và cây ăn trái như đại mạch, kiều mạch, lúa mạch đen, lúa mì, cũng như khoai tây và ngô được đưa về từ châu Mỹ. Ngoài ra còn có táo và cải dầu. Ở các thung lũng sông của các sông như Morsel, Ahr và Rhein được cải tạo để trồng nho.
Bảo tồn thiên nhiên là nhiệm vụ công cộng ở Đức, phục vụ mục đích của nhà nước, được quy định trong điều 20 của Hiến pháp. Mục tiêu của việc bảo vệ thiên nhiên ở Đức là giữ gìn thiên nhiên và cảnh vật tự nhiên (chương 1 Luật Bảo vệ thiên nhiên của Liên bang). Đối tượng quan trọng phải bảo vệ là cảnh vật tự nhiên, thực vật và động vật. Những khu vực và đối tượng quan trọng nhất được bảo vệ hiện nay là 14 vườn quốc gia, 19 khu dự trữ sinh quyển, 95 công viên tự nhiên cũng như hàng ngàn khu bảo tồn thiên nhiên, khu bảo tồn cảnh vật tự nhiên và di tích thiên nhiên.

### Hệ động vật

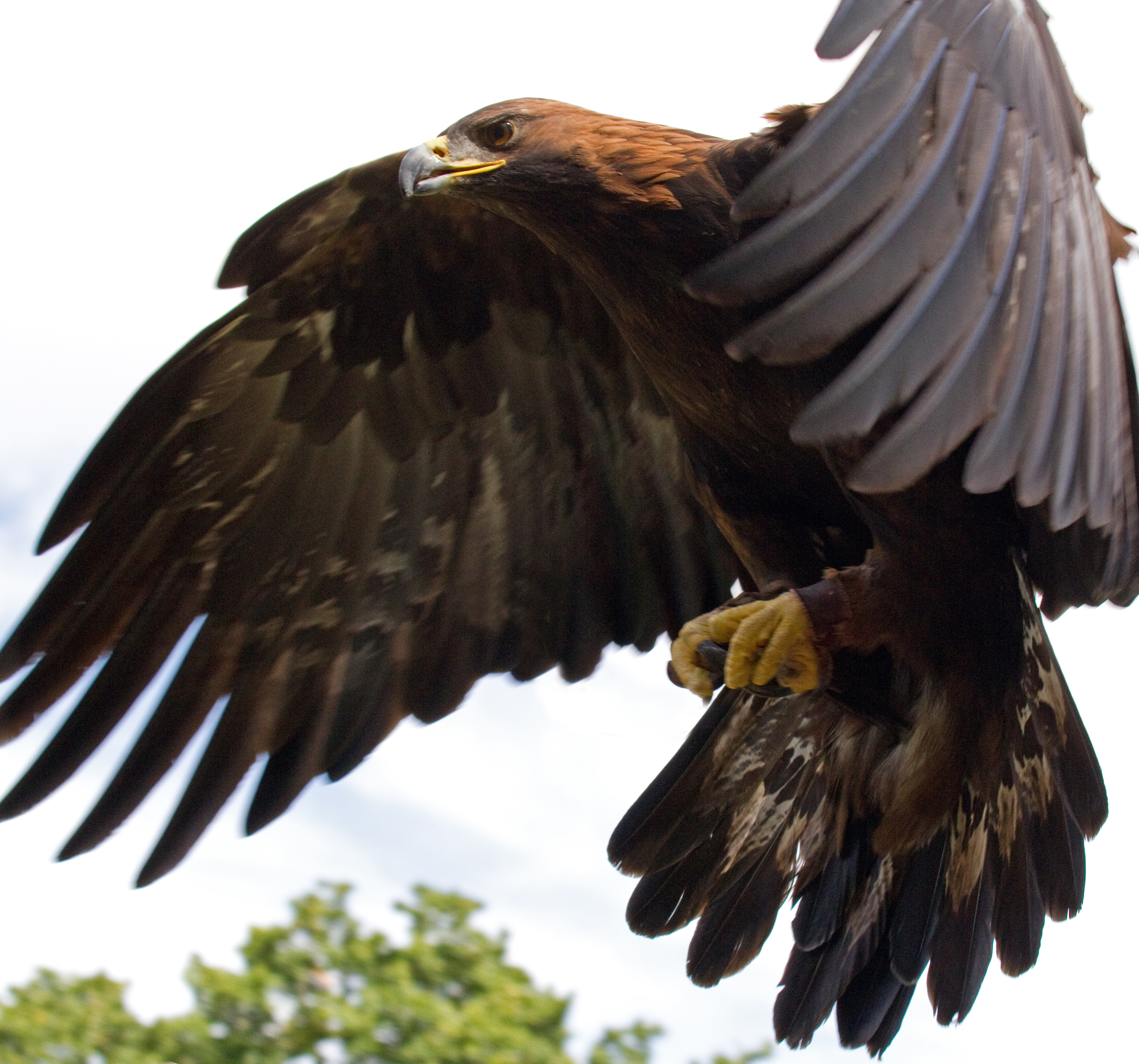
Đại bàng đuôi trắng, giống chim dữ được bảo vệ

Phần lớn các loại động vật có vú ở Đức sống trong các khu rừng lá rộng ôn hòa. Ở rừng có các loại chồn khác nhau, hươu đỏ, hươu hoang, lợn rừng, linh miêu và cáo. Hải li và rái cá là những động vật đã trở nên hiếm ở các khu rừng ngập nước, song gần đây số lượng của chúng lại phần nào có tăng. Các loại động vật có vú lớn khác từng sống ở Trung Âu đã bị diệt vong: bò rừng châu Âu (vào khoảng năm 1470), gấu nâu (1835), nai sừng tấm (ở thời Trung cổ hãy còn nhiều), ngựa rừng (thế kỷ XIX), bò bizon châu Âu (thế kỷ XVII/XVIII), sói (1904). Thời gian gần đây, thỉnh thoảng có một số nai sừng tấm, sói từ Ba Lan và Séc tới cư trú. Ở các nước đó, số lượng các loài vật này đã tăng trở lại. Loài sói thậm chí đã hình thành những bầy đàn mới, đầu tiên ở vùng Sorben, thời gian vừa qua cả ở phía tây, kể từ khi vào năm 2000 con sói con đầu tiên được sinh ra. Vào tháng 3 năm 2010, một đàn bò bizon châu Âu được đưa vào cư trú ở vùng núi Rothaargebirge thuộc bang Nordrhein-Westfalen. Trong trường hợp sói và gấu nâu thì do một số điều phiền toái chúng đã gây ra trong thời gian qua làm cho việc quy hoạch cư trú cho chúng gặp vấn đề. Ở các vùng núi cao thuộc dãy Anpơ có dê núi Alpen và sói mác-nốt. Ở vùng trung du như khu vực Rừng Đen, khu vực Frankische Alp có sơn dương.

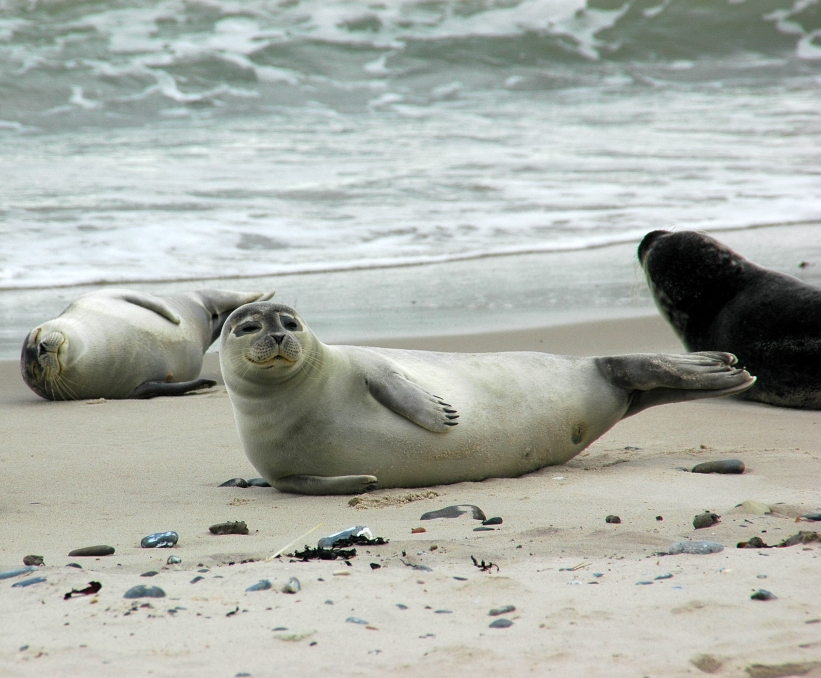
Hải cẩu ở Biển Bắc

Các loài bò sát quen thuộc nhất ở Đức gồm có rắn cỏ, rắn vipera berus (rắn lục), rùa orbicularis. Bên cạnh đó còn có các loài lưỡng cư như kỳ giông, ếch, cóc, cóc tía, kỳ nhông: Tất cả các loài này đã được đưa vào sách đỏ. Đại bàng đuôi trắng được xem là nguyên mẫu cho biểu tượng hình chim trên huy hiệu các vùng, miền lãnh thổ, hiện nay còn tới 500 đôi, chủ yếu sống ở vùng Mecklenburg-Vorpommern và Brandenburg. Đại bàng vàng chỉ có ở vùng núi Anpơ thuộc bang Bayern, loài diều hâu ở đó đã bị diệt vong, song hiện nay đã lại có một số cá thể từ Áo và Thụy Sĩ tới cư trú. Các loài chim săn mồi phổ biến nhất ở Đức hiện nay là diều hâu thường và cắt lưng hung. Tuy nhiên số lượng cắt lớn lại ít đi một các rõ rệt. Hơn một nửa số chim ưng milvus được sinh ra ở Đức, song do sự phát triển của sản xuất nông nghiệp nên số lượng của chúng ngày càng giảm. Đáng lưu ý là có một số lượng lớn các loài chim sống dựa vào sự hiện diện của con người: Đó là các loài bồ câu, hoét thông thường, sẻ, bạc má, sống nhờ thức ăn công nghiệp mùa đông; cũng như quạ và mòng biển sống nhờ rác thải. Một điều đặc biệt là đàn chim hồng hạc ở phía bắc trong vùng rừng đầm lầy Zwillbrocker Venn. Cá hồi trước đây thường có ở các sông song gần như đã bị diệt vong ở khắp nơi do quá trình công nghiệp hóa vào thế kỷ XIX, chúng được thả trở lại ở sông Rhein vào những năm 80 của thế kỷ XX. Con cá tầm cuối cùng ở Đức bắt được vào năm 1969. Ở nhiều ao đầm được thả nuôi cá chép là loài cá mà người La Mã cổ đại đã mang đến. Hải cẩu sống ở biển Bắc và biển Baltic có lúc gần như bị biến mất. Vừa qua có lại được khoảng mấy nghìn con ở biển Wadden thuộc Biển Bắc. Hải cẩu xám đã có lúc hoàn toàn không còn nữa ở Bắc Âu do bị đánh bắt, song gần đây lại có nhiều và một số đã di chuyển tới vùng bờ biển của Đức. Biển Wadden có ý nghĩa lớn là nơi dừng chân của 10 đến 12 triệu chim di trú mỗi năm. Loài cá voi quen thuộc nhất của Biển Bắc và Biển Baltic là cá voi họ chuột, ngoài ra còn có bảy loại cá voi khác như: cá nhà táng, cá hố kình. Bên cạnh đó còn có loài cá heo mõm ngắn. Bên cạnh các loài thú bản địa thì một số lượng đáng kể các loài thú nhập cư đã tới sinh sống. Đại diện tiêu biểu nhất là gấu mèo châu Mỹ, lửng chó, vẹt cổ hồng và ngỗng Ai Cập. Các loài thú nhập cư khác là ngỗng Canada, đà điểu Nam Mỹ, tôm sông châu Mỹ, ếch bò châu Mỹ, cừu núi châu Âu, cá rô gai.

## Chính trị
|                                                |                                   |
| Frank-Walter Steinmeier Tổng thống từ năm 2017 | Olaf Scholz Thủ tướng từ năm 2021 |

Đức là một nước cộng hòa liên bang, nghị viện, và dân chủ đại diện. Hệ thống chính trị Đức được vận hành theo khuôn khổ được quy định trong văn bản hiến pháp năm 1949 mang tên Luật cơ bản. Sửa đổi theo thường lệ cần có đa số hai phần ba của cả lưỡng viện; các nguyên tắc cơ bản của hiến pháp được biểu thị trong các điều khoản về đảm bảo nhân phẩm, cấu trúc liên bang và pháp quyền có giá trị vĩnh viễn.
Tổng thống là nguyên thủ quốc gia và chủ yếu được trao trách nhiệm và quyền lực tượng trưng. Chức vụ này được bầu ra bởi Hội nghị Liên bang, một thể chế gồm các thành viên của Quốc hội Liên bang (Bundestag, còn gọi là Hạ viện) và một số lượng bình đẳng đại biểu từ các bang. Chức vụ cao thứ hai theo thứ tự ưu tiên là Chủ tịch Hạ viện, là người do quốc hội bầu ra và chịu trách nhiệm giám sát các phiên họp thường nhật. Chức vụ cao thứ ba và người đứng đầu chính phủ là Thủ tướng, do tổng thống bổ nhiệm sau khi được quốc hội bầu ra. Thủ tướng Olaf Scholz là người đứng đầu chính phủ từ năm 2021 và thi hành quyền lực hành pháp. Bundestag và Hội đồng Liên bang Bundesrat (còn gọi là Thượng viện) tạo thành nhánh lập pháp. Bundestag được bầu thông qua tuyển cử trực tiếp theo đại diện tỷ lệ (thành viên hỗn hợp). Thành viên của Bundesrat đại diện cho chính phủ của mười sáu bang và là thành viên của các nội các cấp bang.
Kể từ năm 1949, hệ thống chính đảng nằm dưới thế chi phối của Liên minh Dân chủ Kitô giáo và Đảng Dân chủ Xã hội Đức. Cho đến nay mọi thủ tướng đều là thành viên của một trong các đảng này. Tuy nhiên, Đảng Dân chủ Tự do (có ghế trong nghị viện từ 1949 đến 2013) và Liên minh 90/Đảng Xanh (có ghế trong nghị viện từ 1983) cũng giữ vai trò quan trọng.
Trong cuộc bầu cử liên bang năm 2017, Liên minh Dân chủ Kitô giáo Đức/Liên minh Xã hội Kitô giáo Bayern (CDU/CSU), lãnh đạo bởi bà Angela Merkel, đã giành số phiếu bầu cao nhất, chiếm 33% tổng số phiếu bầu (tỉ lệ này giảm 8% so với cuộc bầu cử năm 2013). Đảng Dân chủ Xã hội Đức (SPD) xếp thứ hai, nhưng chỉ với 20% tổng số phiếu bầu, đây là kết quả tệ nhất của Đảng này kể từ sau Chiến tranh thế giới thứ hai. Alternative für Deutschland (Con đường khác cho nước Đức), một đảng có khuynh hướng cực hữu, xếp ở vị trí thứ ba, với 12,6% tổng số phiếu. Đây là lần đầu tiên AfD giành được ghế trong quốc hội (94 ghế) và là đảng cực hữu đầu tiên tại Đức làm được điều này, sau Đảng Quốc xã. AfD nổi bật với lập trường chống nhập cư, chống Hồi giáo, chống chủ nghĩa nữ quyền hiện đại, phản đối hôn nhân đồng tính, và chỉ trích Liên minh Châu Âu. Một số thành phần cực đoan của Đảng này theo chủ nghĩa dân tộc, chủ nghĩa bài ngoại, chủ nghĩa phân biệt chủng tộc, chủ nghĩa bài Do Thái và có liên hệ với các phong trào Quốc xã mới. Xếp thứ tư là Đảng Dân chủ Tự do (FDP), với 10,7 % số phiếu bầu. Ở vị trí tiếp theo là Đảng Cánh tả, một đảng có khuynh hướng đi theo chủ nghĩa xã hội dân chủ và chủ nghĩa chống tư bản, với 9,2% số phiếu bầu. Đảng còn lại giành đủ số phiếu để có ghế trong Quốc hội là Đảng Xanh, một đảng theo trường phái Chính trị Xanh nhấn mạnh vào mục tiêu bảo vệ môi trường sinh thái, với 8,9% số phiếu bầu.
Tỷ lệ nợ/GDP của Đức đạt đỉnh vào năm 2010 khi nó đạt 80,3% và giảm xuống kể từ đó. Theo Eurostat, tổng nợ chính phủ của Đức lên đến 2.152 tỷ euro hay 71,9% GDP vào năm 2015. Chính phủ liên bang đạt được thặng dư ngân sách 12,1 tỷ euro vào năm 2015. Các cơ quan xếp hạng tín dụng Standard & Poor's, Moody's và Fitch Ratings xếp hạng Đức ở mức cao nhất có thể là AAA với triển vọng ổn định vào năm 2016.

### Pháp luật

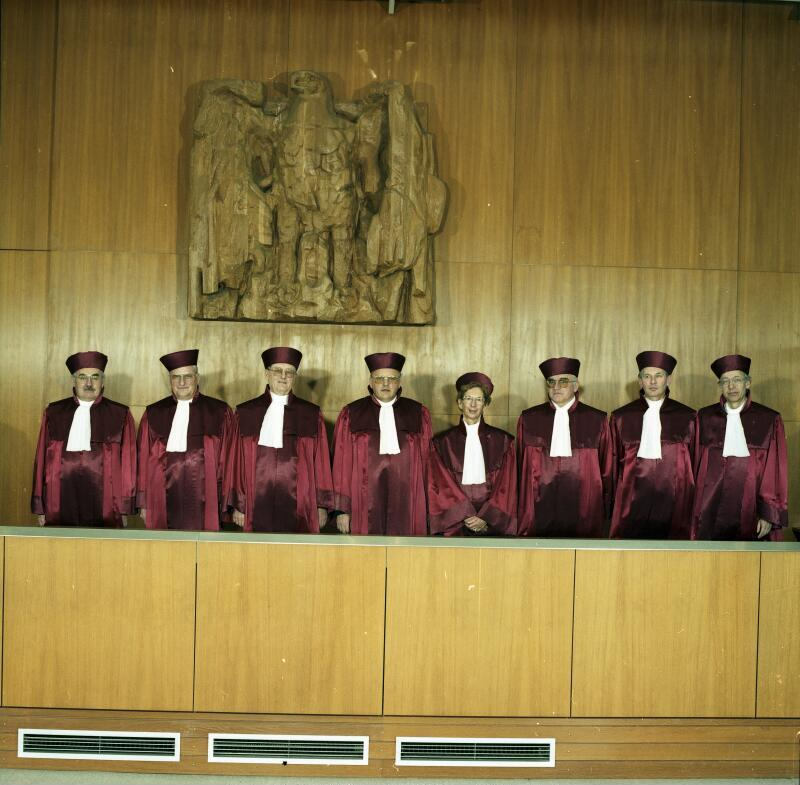
Các thẩm phán của Tòa án Hiến pháp Liên bang tại Karlsruhe vào năm 1989

Đức có hệ thống pháp luật dân sự dựa theo Luật La Mã với một số tham khảo luật German cổ. Tòa án Hiến pháp Liên bang là tòa án tối cao của Đức chịu trách nhiệm về hiến pháp, có quyền lực phúc thẩm tư pháp. Hệ thống tòa án tối cao của Đức gọi là Oberste Gerichtshöfe des Bundes và có tính chuyên biệt: đối với các vụ án dân sự và hình sự, tòa án kháng cáo cao nhất là Tòa án liên bang tối cao, đối với các vụ án khác thì tòa án cao nhất là Tòa án Lao động Liên bang, Tòa án Xã hội Liên bang, Tòa án Tài chính Liên bang, và Tòa án Hành chính Liên bang.
Pháp luật hình sự và cá nhân được hệ thống hóa ở cấp quốc gia lần lượt trong Luật Hình sự và Luật Dân sự. Hệ thống hình phạt của Đức tìm cách cải tạo tội phạm và bảo vệ dân chúng. Ngoại trừ các vụ án nhỏ do một thẩm phán chuyên nghiệp xét xử, cũng như các tội chính trị nghiêm trọng, tất cả các cáo buộc được xét cử trước tòa án hỗn hợp, tại đó các thẩm phán không chuyên (Schöffen) ngồi cạnh các thẩm phán chuyên nghiệp. Nhiều vấn đề cơ bản trong pháp luật hành chính nằm dưới thẩm quyền của cấp bang.

### Các bang
Đức gồm 16 bang. Mỗi bang có hiến pháp riêng và phần lớn được tự trị về vấn đề tổ chức nội bộ. Do khác biệt về kích thước và dân số, phân cấp của các bang khác nhau, đặc biệt là giữa các thành bang (Stadtstaaten) và các bang có lãnh thổ lớn (Flächenländer). Vì mục đích hành chính khu vực, có năm bang là Baden-Württemberg, Bayern, Hessen, Nordrhein-Westfalen và Sachsen có tổng cộng 22 huyện chính quyền (Regierungsbezirke). Tính đến  năm 2013 Đức được chia thành 402 huyện (Kreise) ở cấp khu tự quản; trong đó có 295 huyện nông thôn (Kreise hoặc Landkreise) và 107 huyện đô thị (Kreisfreie Städte).
| Bang                   | Thủ phủ     | Diện tích (km²) | Dân số     | GDP danh nghĩa (tỷ EUR năm 2015) | GDP danh nghĩa bình quân (EUR năm 2015) | GDP danh nghĩa bình quân (USD năm 2015) |
| ---------------------- | ----------- | --------------- | ---------- | -------------------------------- | --------------------------------------- | --------------------------------------- |
| Baden-Württemberg      | Stuttgart   | 35.677          | 11,100,394 | 461                              | 42.800                                  | 47.500                                  |
| Bayern                 | München     | 70.550          | 13,124,737 | 550                              | 43.100                                  | 47.900                                  |
| Berlin                 | Berlin      | 892             | 3,669,491  | 125                              | 35.700                                  | 39.700                                  |
| Brandenburg            | Potsdam     | 29.654          | 2,521,893  | 66                               | 26.500                                  | 29.500                                  |
| Bremen                 | Bremen      | 420             | 681,202    | 32                               | 47.600                                  | 52.900                                  |
| Hamburg                | Hamburg     | 755             | 1,847,253  | 110                              | 61.800                                  | 68.800                                  |
| Hessen                 | Wiesbaden   | 21.115          | 6,288,080  | 264                              | 43.100                                  | 47.900                                  |
| Mecklenburg-Vorpommern | Schwerin    | 23.213          | 1,608,138  | 40                               | 25.000                                  | 27.700                                  |
| Niedersachsen          | Hanover     | 47.616          | 7,993,608  | 259                              | 32.900                                  | 36.600                                  |
| Nordrhein-Westfalen    | Düsseldorf  | 34.113          | 17,947,221 | 646                              | 36.500                                  | 40.500                                  |
| Rheinland-Pfalz        | Mainz       | 19.854          | 4,093,903  | 132                              | 32.800                                  | 36.400                                  |
| Saarland               | Saarbrücken | 2.569           | 986,887    | 35                               | 35.400                                  | 39.300                                  |
| Sachsen                | Dresden     | 18.449          | 4,071,971  | 113                              | 27.800                                  | 30.900                                  |
| Sachsen-Anhalt         | Magdeburg   | 20.452          | 2,194,782  | 57                               | 25.200                                  | 27.800                                  |
| Schleswig-Holstein     | Kiel        | 15.683          | 2,903,773  | 86                               | 31.200                                  | 34.700                                  |
| Thüringen              | Erfurt      | 16.212          | 2,133,378  | 57                               | 26.400                                  | 29.300                                  |

### Ngoại giao

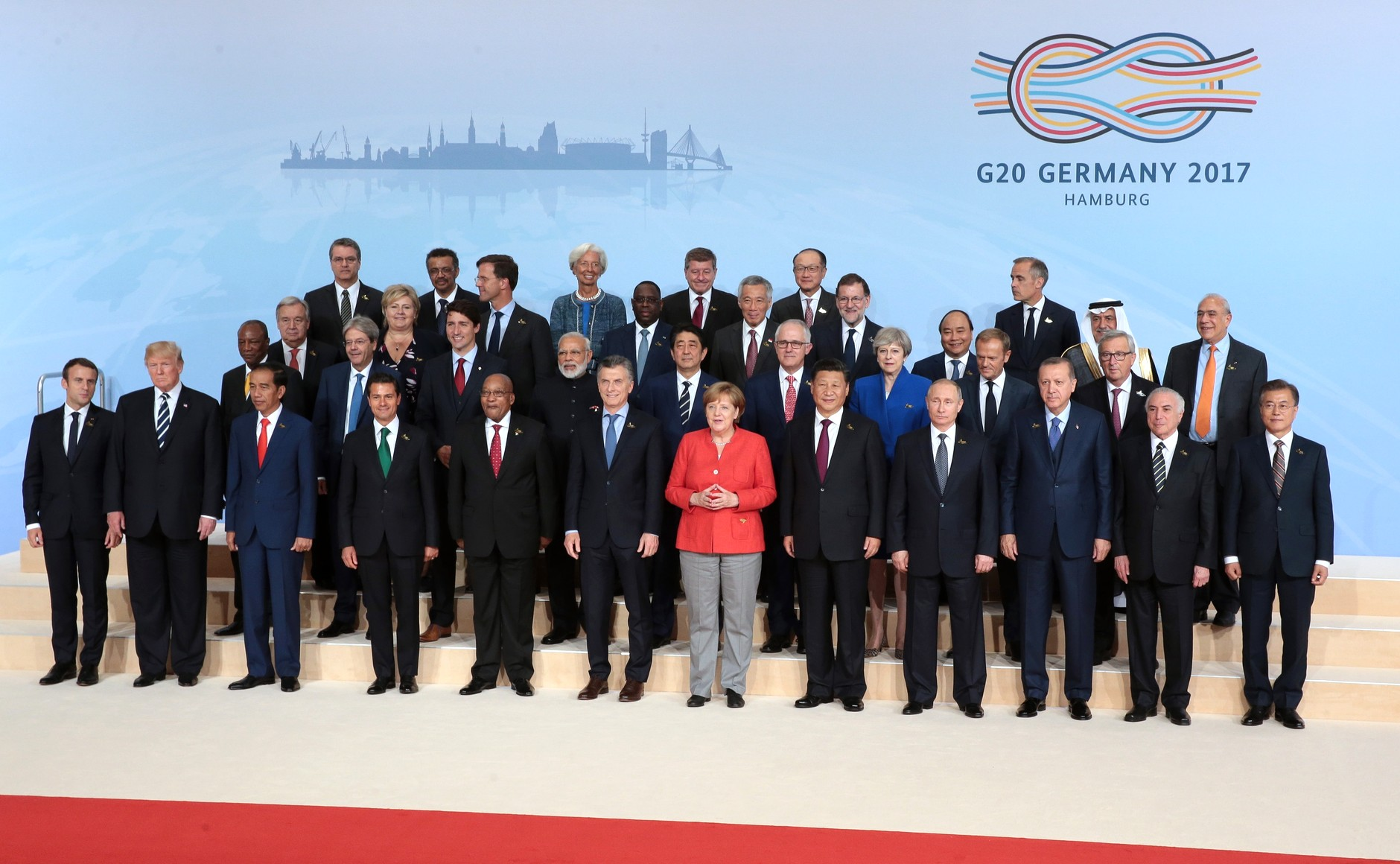
Đức đăng cai Hội nghị thượng đỉnh G20 tại Hamburg, 7–8 tháng 7 năm 2017

Đức có mạng lưới 277 phái bộ ngoại giao tại nước ngoài và trong đó duy trì quan hệ ngoại giao chính thức với trên 190 quốc gia. Tính đến  năm 2011, Đức là nước đóng góp lớn nhất vào ngân sách của Liên minh châu Âu (cung cấp 20%) và là nước đóng góp nhiều thứ ba cho Liên Hợp Quốc (cung cấp 8%). Đức là một thành viên của NATO, OECD, G8, G20, Ngân hàng Thế giới và IMF. Đức giữ vai trò có ảnh hưởng trong Liên minh châu Âu từ khi tổ chức này bắt đầu, và duy trì một liên minh mạnh với Pháp và toàn bộ các quốc gia láng giềng khác kể từ năm 1990. Đức xúc tiến hình thành một bộ máy chính trị, kinh tế và an ninh châu Âu thống nhất hơn.
Chính sách phát triển của Đức là một khu vực độc lập trong chính sách đối ngoại. Nó do Bộ Hợp tác và Phát triển Kinh tế xây dựng, và do các tổ chức thực hiện. Chính phủ Đức nhận thức chính sách phát triển là trách nhiệm chung của cộng đồng quốc tế. Đây là nhà tài trợ lớn thứ ba thế giới vào năm 2009 sau Hoa Kỳ và Pháp.
Năm 1999, chính phủ của Thủ tướng Gerhard Schröder xác định một cơ sở mới cho chính sách đối ngoại của Đức khi tham gia chiến dịch của NATO xung quanh Chiến tranh Kosovo và lần đầu tiên phái binh sĩ Đức đi chiến đấu kể từ năm 1945. Các chính phủ Đức và Hoa Kỳ là đồng minh chính trị mật thiết. Liên hệ văn hóa và lợi ích kinh tế tạo mối ràng buộc giữa hai quốc gia đưa đến kết quả là chủ nghĩa Đại Tây Dương.

### Quân sự
Quân đội Đức (Bundeswehr) được tổ chức thành các nhánh Heer (lục quân và lực lượng đặc biệt KSK), Marine (hải quân), Luftwaffe (không quân), Cục Y tế chung và Cục Hậu cần chung. Theo giá trị tuyệt đối, chi tiêu quân sự của Đức cao thứ chín trên thế giới vào năm 2011. Năm 2015, chi tiêu quân sự là 32,9 tỷ euro, chiếm khoảng 1,2% GDP quốc gia, dưới mục tiêu của NATO là 2%. Tính đến  tháng 12 năm 2015, quân đội Đức sử dụng khoảng 178.000 thành viên phục vụ, trong đó có 9.500 tình nguyện viên. Binh sĩ dự bị sẵn sàng cho quân đội và tham gia diễn tập phòng thủ và triển khai tại nước ngoài. Từ năm 2001 phụ nữ có thể phục vụ trong toàn bộ các nhiệm vụ mà không bị hạn chế. Khoảng 19.000 nữ binh sĩ đang tại ngũ. Theo SIPRI, Đức là nước xuất khẩu vũ khí hạng nặng lớn thứ tư trên thế giới vào năm 2014. Vào thời bình, quân đội Đức do Bộ Quốc phòng chỉ huy. Trong tình trạng phòng thủ, Thủ tướng sẽ trở thành tổng tư lệnh của quân đội Đức. Vai trò của Bundeswehr được mô tả trong Hiến pháp Đức là chỉ để phòng thủ. Sau một phán quyết của Tòa án Hiến pháp Liên bang vào năm 1994, thuật ngữ "phòng thủ" được xác định không chỉ bao gồm bảo vệ biên giới Đức, mà còn là đối phó với khủng hoảng và ngăn ngừa xung đột, hoặc rộng hơn là đảm bảo an ninh của Đức trên toàn thế giới. Tính đến  tháng 1 năm 2015, quân đội Đức có khoảng 2.370 binh sĩ đồn trú tại nước ngoài trong vị thế thuộc các lực lượng duy trì hòa bình, trong đó có khoảng 850 binh sĩ Bundeswehr trong lực lượng ISAF do NATO lãnh đạo tại Afghanistan và Uzbekistan, 670 binh sĩ Đức tại Kosovo, và 120 binh sĩ trong UNIFIL tại Liban. Cho đến năm 2011, phục vụ quân sự là bắt buộc đối với nam giới vào tuổi 18, và các binh sĩ nghĩa vụ phục vụ trong thời hạn sáu tháng; những người phản đối vì lương tâm có thể chọn phục vụ dân sự với thời gian tương tự, hoặc sáu năm phục vụ khẩn cấp (tự nguyện) như cứu hỏa tự nguyện và Chữ thập Đỏ. Năm 2011, nghĩa vụ quân sự chính thức bị đình chỉ và bị thay thế bằng phục vụ tự nguyện.

#### Trang bị

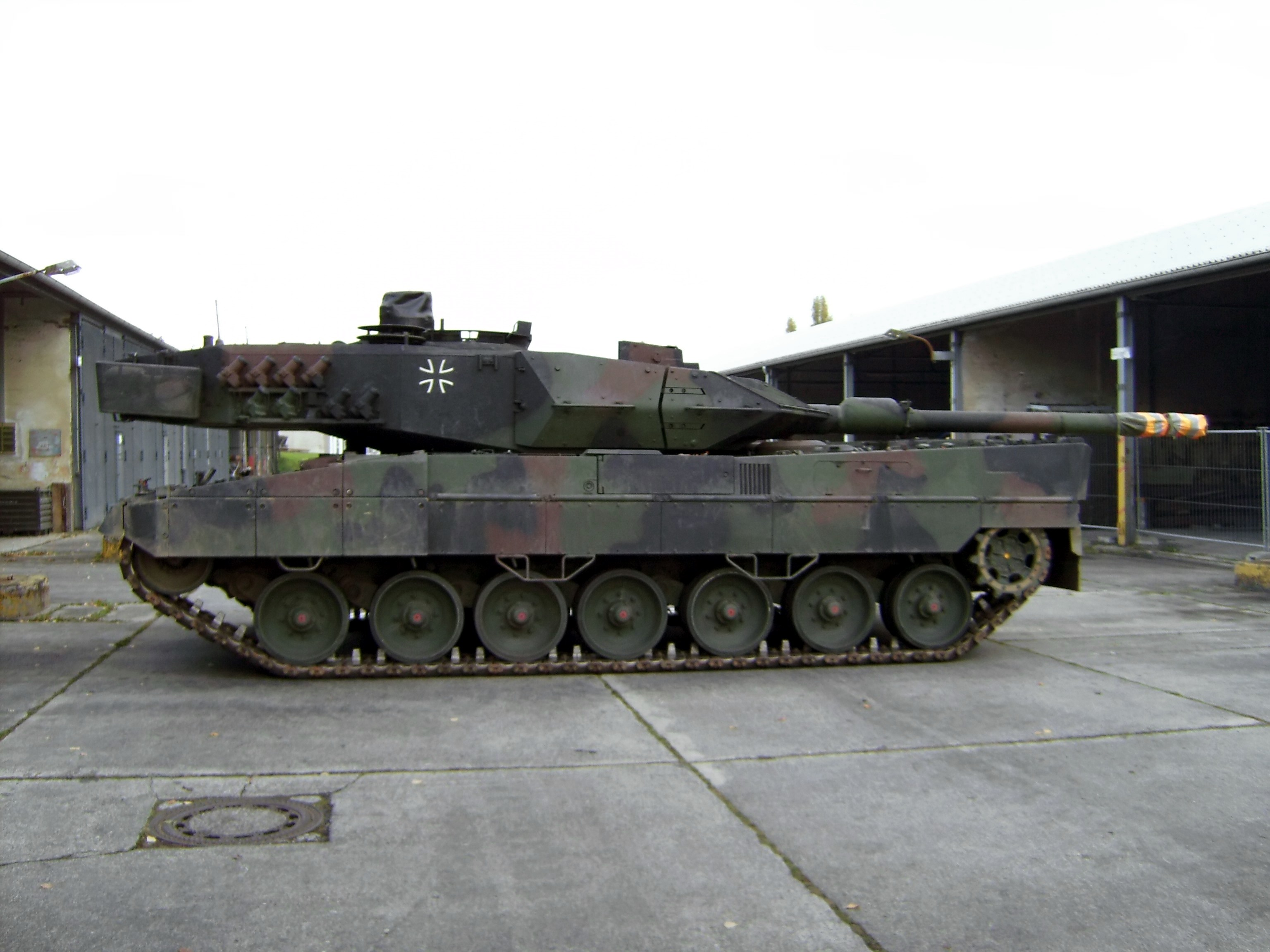
Xe tăng Leopard 2A6

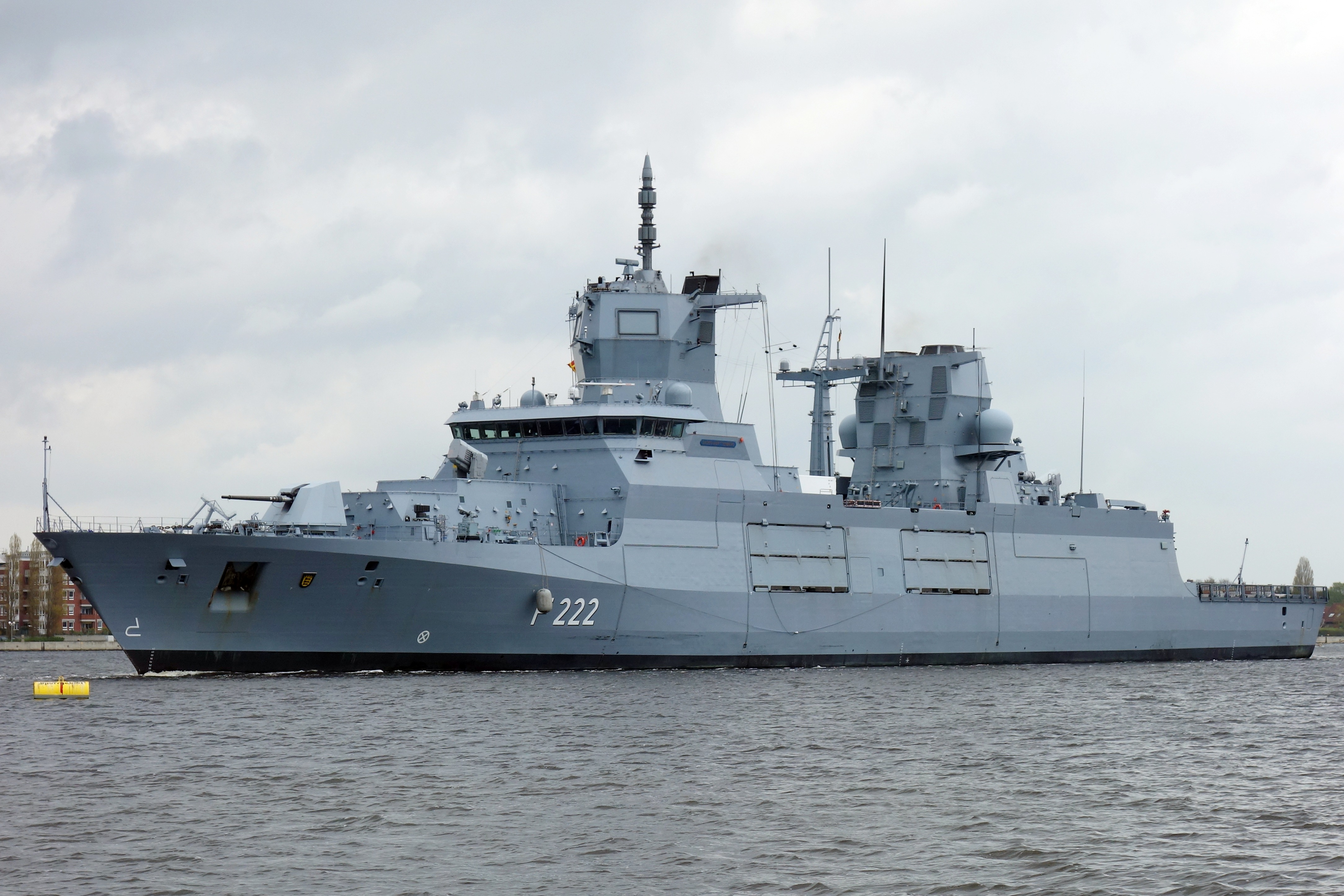
Khinh hạm Baden Wurttemberg

Loại súng trường tiêu chuẩn dành cho lục quân Đức kể từ năm 1997 là Heckler & Koch G36, tuy vậy đã dần được thay thế bởi dòng HK433 kể từ năm 2017. Súng tiểu liên được sử dụng phổ biến nhất hiện nay là Heckler & Koch MP7, trong khi dòng MP5 hiện vẫn đang được sử dụng bởi lực lượng biệt kích. Một số vũ khí thông dụng khác của Lục quân Đức gồm có súng máy hạng nhẹ Heckler & Koch MG4, súng máy đa chức năng Rheinmetall MG3 (đang được thay thế bởi súng máy Heckler & Koch MG5), súng máy hạng nặng M2 Browning, súng phóng lựu Heckler & Koch HK69A1 (đang được thay thế bằng Heckler & Koch AG36), rocket chống tăng Panzerfaust 3. Xe tăng chiến đấu chủ lực của lục quân Đức hiện nay là Leopard 2, với khoảng 224 chiếc đã được đưa vào hoạt động. Các phương tiện cơ giới khác gồm có xe chiến đấu bộ binh Marder (đang được thay thế bằng dòng Puma), thiết vận xa TPz Fuchs (đang được thay thế bằng GTK Boxer), xe chiến đấu bọc thép Wiesel 1/2. Về vũ khí pháo binh, nổi tiếng nhất là pháo tự hành PzH 2000, một trong những loại pháo tự hành tốt nhất thế giới hiện nay. Ngoài ra lục quân Đức còn được trang bị dàn pháo tên lửa M270 MLRS của Hoa Kỳ, và súng cối Tapella của Phần Lan.
Về không quân, Đức hiện đang sở hữu 141 máy bay tiêm kích Eurofighter Typhoon (liên doanh với các nước Anh, Ý và Tây Ban Nha), bên cạnh đó còn có khoảng 100 chiếc máy bay đa chức năng Panavia Tornado. Máy bay vận tải của không quân Đức chủ yếu được sản xuất bởi hãng Airbus, đáng chú ý nhất là máy bay bốn động cơ phản lực cánh quạt Airbus A400M. Ngoài ra không quân Đức còn sở hữu các loại trực thăng như Sikorsky CH-53 (Hoa Kỳ), Eurocopter (EU) và máy bay không người lái IAI Heron TP (Israel).
Hải quân Đức hiện sở hữu 65 tàu chiến các loại, bao gồm 4 khinh hạm F125 lớp Baden-Württemberg, 3 khinh hạm F124 lớp Sachsen, 4 khinh hạm F123 lớp Brandenburg, 1 khinh hạm F122 lớp Bremen, 5 hộ vệ hạm loại nhỏ, 6 tàu ngầm Type 212, cùng với 2 trục lôi hạm, 10 tàu phá mìn, 20 tàu bổ sung và 11 tàu phụ trợ.

## Nhân khẩu

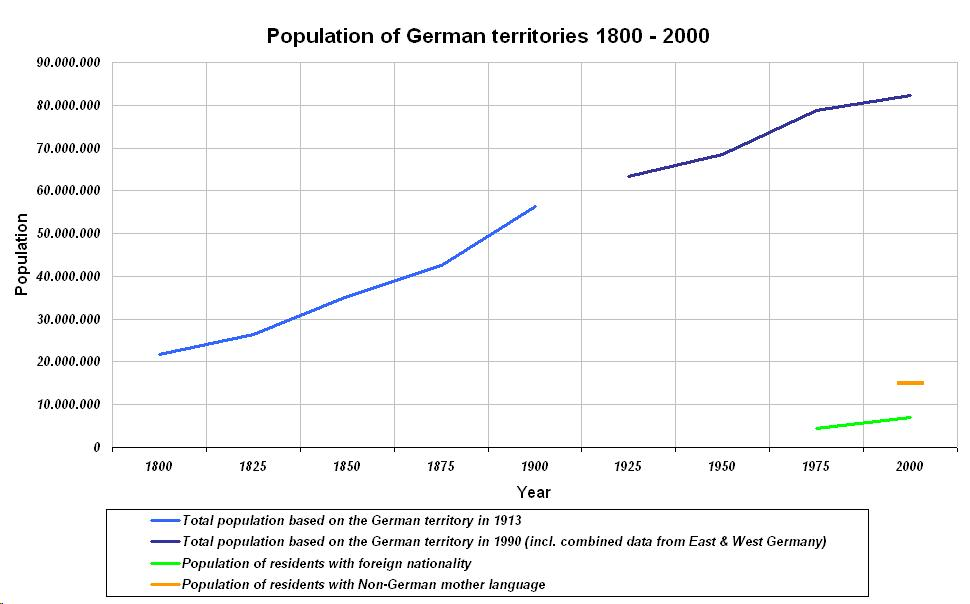
Phát triển dân số Đức từ 1800 đến 2010

Theo điều tra nhân khẩu năm 2011, dân số Đức là 80,2 triệu, và tăng lên 83,1 triệu vào năm 2019. Đức là quốc gia đông dân nhất Liên minh châu Âu, đông dân thứ hai châu Âu chỉ sau Nga và thứ 19 thế giới. Mật độ dân số rơi vào khoảng 227 cư dân cho mỗi kilômét vuông. Ước lượng tuổi thọ khi sinh là 80,19 năm (77,93 năm cho nam giới và 82,58 năm cho nữ giới).
Đức đang bị già hóa dân số nhanh chóng. Tỷ suất sinh là 1,41 trẻ em với mỗi phụ nữ (ước tính năm 2011), một trong các mức thấp nhất thế giới. Kể từ thập niên 70, tỷ lệ tử vong của Đức đã vượt tỷ lệ sinh. Tuy nhiên, Đức đang chứng kiến tỷ lệ sinh và tỷ lệ nhập cư gia tăng bắt đầu trong thập niên 2010, đặc biệt là tăng số lượng người nhập cư có học thức. Đức là quốc gia có dân số già thứ ba thế giới, tuổi thọ trung bình người dân là khoảng 47,4 tuổi.
Bốn nhóm dân cư lớn được quy là "dân tộc thiểu số" do tổ tiên của họ sinh sống tại các khu vực tương ứng trong nhiều thế kỷ. Đó là người dân tộc thiểu số Đan Mạch (khoảng 50.000) tại bang cực bắc Schleswig-Holstein. Người Sorb thuộc nhóm Slav có khoảng 60.000 người, sống tại khu vực Lusatia của các bang Sachsen và Brandenburg. Người Roma cư trú khắp lãnh thổ liên bang, và người Frisia sống tại duyên hải miền tây bang Schleswig-Holstein cũng như tại tây bắc Niedersachsen.
Có khoảng 5 triệu người có quốc tịch Đức cư trú tại nước ngoài (2012). Năm 2014, có khoảng bảy triệu người trong số 81 triệu cư dân Đức không có quyền công dân Đức. Sáu mươi chín phần trăm trong số đó sống tại miền tây của liên bang và hầu hết là tại các khu vực đô thị. Năm 2015, Đức là quốc gia có số lượng di dân quốc tế cao thứ hai thế giới, với khoảng 5% hay 12 triệu người. Đức xếp hạng bảy trong EU và thứ 37 toàn cầu về tỷ lệ người nhập cư so với tổng dân số. Tính đến  năm 2014, các dân tộc-quốc gia đông nhất là từ Thổ Nhĩ Kỳ (2.859.000), tiếp đến là Ba Lan (1.617.000), Nga (1.188.000), và Ý (764.000). Từ năm 1987, có khoảng 3 triệu người dân tộc Đức, hầu hết từ các quốc gia Khối phía Đông, đã thực hiện quyền trở về của mình và di cư đến Đức.

### Tôn giáo
Tôn giáo tại Đức (2016)
Khi thống nhất vào năm 1871, khoảng 2/3 dân số Đức theo Tin Lành và 1/3 dân số theo Công giáo, cùng một cộng đồng thiểu số Do Thái giáo đáng kể. Các giáo phái khác cũng hiện diện tại Đức, song có ít ý nghĩa về nhân khẩu và tác động về văn hóa như ba nhóm trên. Cộng đồng Do Thái giáo thiểu số tại Đức gần như biến mất trong Holocaust và thành phần tôn giáo của Đức cũng biến đổi dần trong các thập niên sau năm 1945, khi Tây Đức trở nên đa dạng hơn về tôn giáo do nhập cư còn Đông Đức trở thành quốc gia đa số không theo tôn giáo do chính sách của nhà nước. Tôn giáo tại Đức tiếp tục đa dạng sau khi Đức tái thống nhất vào năm 1990, về tổng thể là tính mộ đạo giảm đi nhiều trên toàn quốc song số tín đồ phái phúc âm và Hồi giáo lại tăng lên.
Theo điều tra nhân khẩu Đức năm 2011, Cơ Đốc giáo là tôn giáo lớn nhất tại Đức chiếm 66,8% tổng dân số. Trong đó, so với tổng dân số, 31,7% tuyên bố họ là tín đồ Tin Lành, và 31,2% tuyên bố họ là tín đồ Công giáo. Tín đồ Chính thống giáo chiếm 1,3%; các tôn giáo khác chiếm 2,7%. Về phương diện địa lý, tín đồ Tin Lành tập trung tại miền bắc, miền trung và miền đông của quốc gia. Đa số họ là thành viên Giáo hội Tin Lành tại Đức (EKD), bao gồm Lutheran và Calvinist. Tín đồ Công giáo tập trung tại miền nam và miền tây. Năm 2014, Giáo hội Công giáo có 23,9 triệu thành viên (29,5% dân số) và Giáo hội Tin Lành có 22,6 triệu thành viên (27,9% dân số). Số lượng tín hữu của cả hai Giáo hội đều giảm trong những năm gần đây. Năm 2011, 33% người Đức không phải thành viên của các tổ chức tôn giáo được công nhận chính thức với tình trạng đặc biệt. Nhóm Không tôn giáo tại Đức mạnh nhất là tại Đông Đức và các khu vực đại đô thị. Hồi giáo là tôn giáo lớn thứ hai tại Đức, theo điều tra nhân khẩu năm 2011 thì 1,9% người Đức tự nhận là người Hồi giáo. Các ước tính gần đây hơn cho thấy rằng có khoảng 2,1-4,3 triệu người Hồi giáo cư trú tại Đức. Hầu hết người Hồi giáo thuộc phái Sunni và Alevi từ Thổ Nhĩ Kỳ, song có lượng nhỏ tín đồ thuộc các phái khác như Shia. Các tôn giáo khác chiếm dưới 1% dân số Đức là Phật giáo với hơn 270.000 tín đồ được đăng ký chính thức, Do Thái giáo với 200.000 tín đồ, và Ấn Độ giáo với 100.000 tín đồ. Các cộng đồng tôn giáo còn lại tại Đức có ít hơn 50.000 tín đồ mỗi tôn giáo.

### Ngôn ngữ
Tiếng Đức là ngôn ngữ chính thức và chiếm ưu thế tại Đức. Đây là một trong 24 ngôn ngữ chính thức và công việc của Liên minh châu Âu, và là một trong ba ngôn ngữ công việc của Ủy ban châu Âu. Tiếng Đức là tiếng mẹ đẻ được nói phổ biến nhất trong Liên minh châu Âu, với khoảng 100 triệu người bản ngữ. Các ngôn ngữ thiểu số bản địa được công nhận là tiếng Đan Mạch, tiếng Hạ Đức, tiếng Sorbia, tiếng Roma, và tiếng Frisia; chúng được bảo vệ chính thức theo Hiến chương châu Âu về các ngôn ngữ khu vực và thiểu số. Các ngôn ngữ nhập cư được sử dụng phổ biến nhất là tiếng Thổ Nhĩ Kỳ, tiếng Kurd, tiếng Ba Lan, các ngôn ngữ Balkan, và tiếng Nga. Người Đức có đặc trưng là đa ngôn ngữ: 67% công dân Đức cho biết có thể giao thiệp bằng ít nhất một ngoại ngữ và 27% bằng ít nhất hai ngoại ngữ. Tiếng Đức tiêu chuẩn thuộc hệ Tây German, có liên hệ mật thiết và được phân loại cùng nhóm với tiếng Hạ Đức, tiếng Hà Lan, tiếng Frisia và tiếng Anh. Trong phạm vi nhỏ hơn, nó cũng có liên hệ với các ngữ hệ Đông German (đã tuyệt diệt) và Bắc German. Hầu hết từ vựng trong tiếng Đức bắt nguồn từ nhánh German của ngữ hệ Ấn-Âu. Thiểu số đáng kể các từ có nguồn gốc từ tiếng Latinh và Hy Lạp, cùng một lượng nhỏ hơn từ tiếng Pháp và gần đây nhất là tiếng Anh. Tiếng Đức sử dụng bảng chữ cái Latinh để viết. Các phương ngữ tiếng Đức bắt nguồn từ dạng địa phương truyền thống của các bộ lạc German, và khác biệt với các dạng tiêu chuẩn của tiếng Đức qua từ vựng, âm vị, và cú pháp.

### Giáo dục

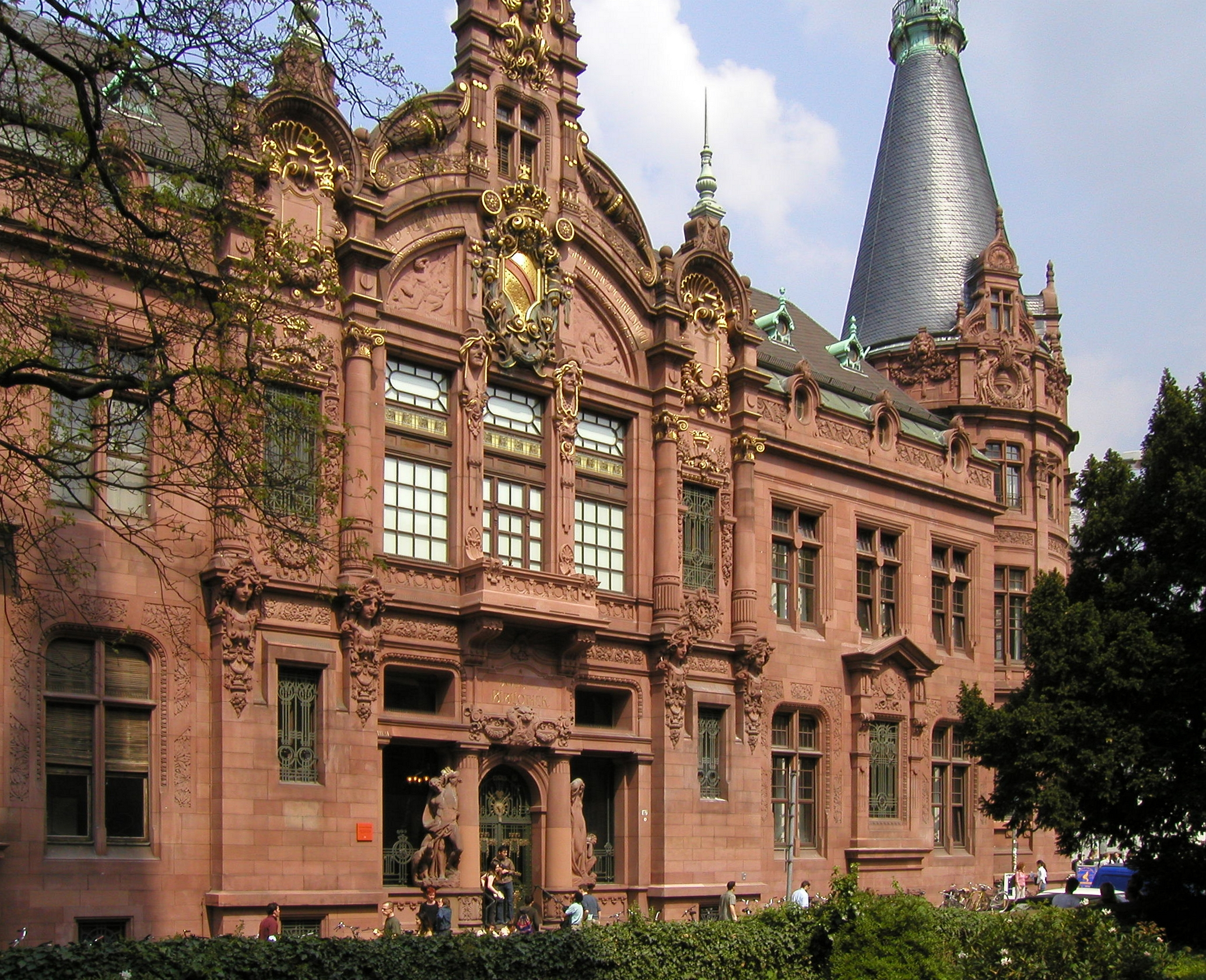
Đại học Heidelberg được thành lập vào năm 1386 là một đại học xuất sắc của Đức.

Trách nhiệm giám sát giáo dục tại Đức chủ yếu được tổ chức trong mỗi bang. Giáo dục mầm non tùy chọn được cung cấp cho toàn bộ trẻ từ ba đến sáu tuổi, sau cấp trường này trẻ tham gia giáo dục nghĩa vụ trong ít nhất chín năm. Giáo dục tiểu học thường kéo dài từ bốn đến sáu năm. Giáo dục trung học gồm ba loại hình trường học truyền thống, tập trung vào các cấp độ học thuật: Các trường lý thuyết (Gymnasium) dành cho các trẻ tài năng nhất và là để chuẩn bị cho học sinh theo học đại học; các trường thực tế (Realschule) dành cho học sinh trung bình và kéo dài trong sáu năm, và các trường học phổ thông (Hauptschule) chuẩn bị cho học sinh theo học giáo dục nghề. Các trường toàn diện (Gesamtschule) hợp nhất toàn bộ các loại hình giáo dục trung học.
Một hệ thống học nghề gọi là Duale Ausbildung có kết quả là có chuyên môn lành nghề, hầu như tương đương với một bằng cấp học thuật. Nó cho phép các học sinh khi tham gia đào tạo nghề được học tại một công ty cũng như tại một trường thương mại quốc lập. Mô hình này được đánh giá cao và được mô phỏng trên khắp thế giới.
Hầu hết các đại học tại Đức là công lập, và sinh viên không phải trả học phí. Điều kiện chung cho bậc đại học là kỳ thi Abitur. Tuy nhiên, có một số ngoại lệ tùy theo mỗi bang, trường học và đối tượng. Giáo dục học thuật miễn phí không hạn chế đối với sinh viên quốc tế và ngày càng có nhiều du học sinh đến Đức. Theo một báo cáo của OECD trong năm 2014, Đức là quốc gia đứng thứ ba thế giới thu hút sinh viên quốc tế.
Đức có truyền thống lâu dài về giáo dục bậc đại học, phản ánh vị thế là một nền kinh tế hiện đại trên toàn cầu. Trong số đại học được thành lập tại Đức, có một số trường ở vào hàng lâu năm nhất thế giới, Đại học Heidelberg (thành lập 1386) là cổ nhất tại Đức. Tiếp đến là Đại học Leipzig (1409), Đại học Rostock (1419) và Đại học Greifswald (1456). Đại học Humboldt Berlin do nhà cải cách giáo dục Wilhelm von Humboldt thành lập vào năm 1810, trở thành hình mẫu học thuật cho nhiều đại học châu Âu và phương Tây. Tại nước Đức đương đại, phát triển được 11 đại học ưu tú: Đại học Humboldt Berlin, Đại học Bremen, Đại học Köln, Đại học Công nghệ Dresden, Đại học Tübingen, Đại học Công nghệ Rhein-Westfalen Aachen, Đại học Tự do Berlin, Đại học Heidelberg, Đại học Konstanz, Đại học Ludwig Maximilian München, và Đại học Công nghệ München.

### Y tế
Hệ thống nhà tế bần của Đức mang tên spitals có từ thời Trung Cổ, và ngày nay Đức có hệ thống chăm sóc y tế phổ quát lâu năm nhất thế giới, từ pháp luật xã hội của Bismarck trong thập niên 1880. Kể từ thập niên 1880, các cải cách và điều khoản đảm bảo một hệ thống chăm sóc y tế cân bằng. Hiện nay cư dân được bảo hộ thông qua một kế hoạch bảo hiểm y tế theo quy chế, có tiêu chuẩn cho phép một số nhóm lựa chọn một hợp đồng bảo hiểm y tế tư nhân. Theo Tổ chức Y tế Thế giới, hệ thống chăm sóc y tế của Đức có 77% là do chính phủ tài trợ và 23% là do cá nhân chi trả tính đến  năm 2013. Năm 2014, Đức chi 11.3% GDP của mình cho chăm sóc y tế. Năm 2013, Đức xếp hạng 20 trên thế giới về tuổi thọ dự tính với con số 77 năm cho nam giới và 82 năm cho nữ giới, và có tỷ lệ tử vong trẻ sơ sinh rất thấp (4 trên 1.000 ca sinh).
Năm 2019, nguyên nhân tử vong chính của người Đức là bệnh tim mạch với 37%. Năm 2008, khoảng 82.000 người Đức bị nhiễm HIV/AIDS và 26.000 chết vì dịch bệnh này (lũy tích, từ 1982). Theo một khảo sát vào năm 2005, 27% người Đức trưởng thành hút thuốc lá. Béo phì ngày càng được cho là một vấn đề sức khỏe nghiêm trọng. Một nghiên cứu vào năm 2007 cho thấy Đức có số người thừa cân cao nhất tại châu Âu.

## Kinh tế

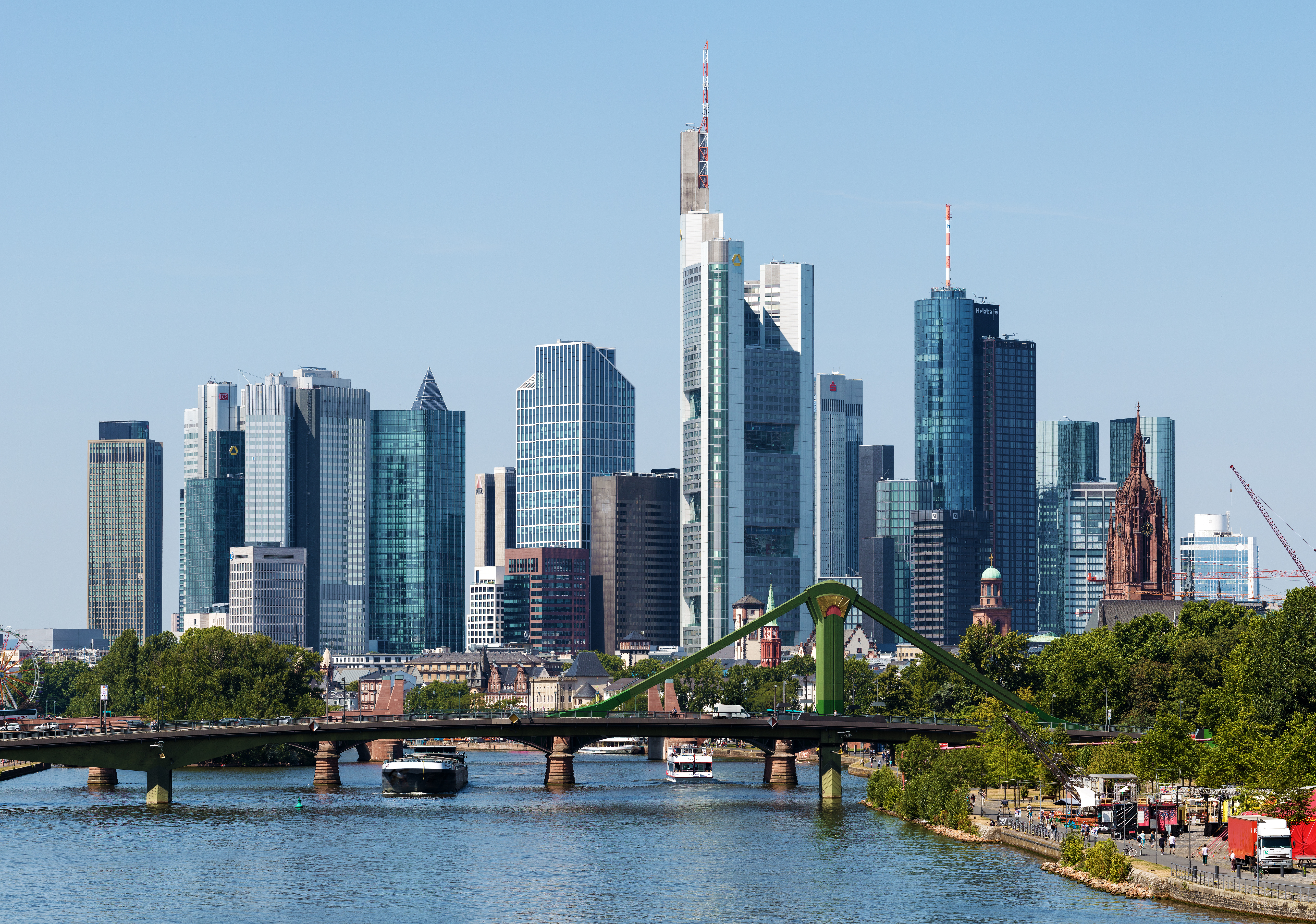
Frankfurt là trung tâm tài chính và kinh tế lớn của Châu Âu, đồng thời là chỗ tọa lạc của Ngân hàng Trung ương Châu Âu.

Đức có nền kinh tế thị trường xã hội, với lực lượng lao động trình độ cao, vốn tư bản lớn, mức độ tham nhũng thấp, và mức độ sáng tạo cao. Đây là nước xuất khẩu hàng hóa lớn thứ ba trên thế giới, và có nền kinh tế quốc dân lớn nhất tại châu Âu, đứng thứ tư trên thế giới theo GDP danh nghĩa và thứ năm theo sức mua tương đương. Tính đến năm 2017, khu vực dịch vụ đóng góp khoảng 71% cho tổng GDP (bao gồm công nghệ thông tin), công nghiệp 31%, và nông nghiệp 1%. Tỷ lệ thất nghiệp do Eurostat công bố là 3,2% trong tháng 1 năm 2020, thấp thứ tư trong Liên minh châu Âu.
Đức nằm trong Thị trường chung châu Âu, tương ứng với hơn 450 triệu người tiêu dùng. Số liệu năm 2017 của Quỹ Tiền tệ Quốc tế cho biết quốc gia này chiếm 28% kinh tế của khu vực đồng Euro. Đức cho lưu thông đồng tiền chung châu Âu Euro vào năm 2002. Chính sách tiền tệ được thiết lập bởi Ngân hàng Trung ương Châu Âu có trụ sở tại Frankfurt.
Đức là quê hương của ô tô hiện đại, ngành công nghiệp ô tô tại Đức được nhìn nhận là nằm vào hàng cạnh tranh và sáng tạo nhất trên thế giới, và đứng thứ tư về sản lượng. Mười mặt hàng xuất khẩu lớn nhất của Đức là xe cộ, máy móc, hóa chất, sản phẩm điện tử, thiết bị điện, dược phẩm, thiết bị vận chuyển, kim loại thường, sản phẩm thực phẩm, cao su và chất dẻo (2015).
Trong tổng số 500 công ty niêm yết trên sàn giao dịch chứng khoán theo doanh thu vào năm 2019 (tức Fortune Global 500), hết 29 công ty có trụ sở chính tại Đức. DAX là chỉ số thị trường chứng khoán bao gồm 30 công ty lớn của Đức. Một số thương hiệu nổi tiếng quốc tế là Mercedes-Benz, BMW, Volkswagen, Audi, Siemens, Allianz, Adidas, Porsche, Bosch và Deutsche Telekom. Berlin là trung tâm của các công ty khởi nghiệp và đã trở thành địa điểm hàng đầu cho các công ty được tài trợ bởi đầu tư mạo hiểm trong Liên minh Châu Âu. Đức có một lượng lớn các doanh nghiệp vừa nhỏ chuyên ngành đi theo mô hình Mittelstand. Chúng đại diện cho 48% công ty dẫn đầu thị trường toàn cầu trong các phân khúc của mình và còn được gọi là Hidden champion.

### Giao thông

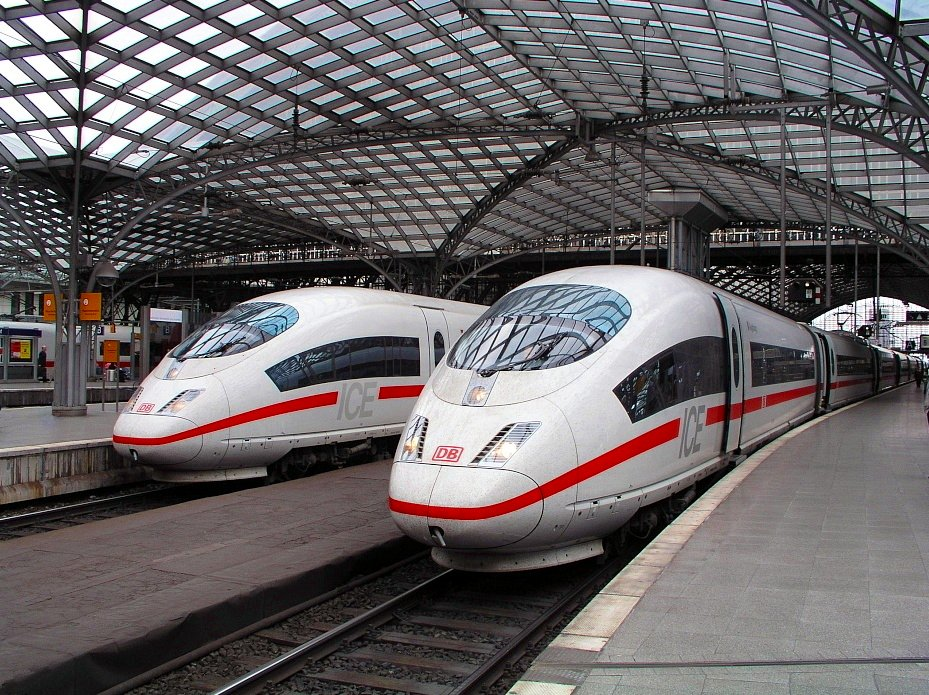
Tàu ICE 3 tại Ga đường sắt Köln

Do có vị trí tại trung tâm của châu Âu, Đức là trung tâm giao thông của lục địa. Giống như các quốc gia láng giềng tại Tây Âu, mạng lưới đường bộ của Đức nằm vào hàng dày đặc nhất thế giới. Hệ thống đường cao tốc quốc gia (Autobahn) được xếp hạng ba thế giới về chiều dài và nổi tiếng do không hạn chế tốc độ nói chung.
Đức thiết lập một hệ thống đường sắt cao tốc đa tâm. Mạng lưới InterCityExpress hay ICE của Công ty Deutsche Bahn phục vụ các thành phố lớn của Đức cũng như điểm đến tại các quốc gia láng giềng với tốc độ lên đến 300 km/h (190 mph). Đường sắt Đức được chính phủ trợ cấp, với 17 tỷ euro vào năm 2014.
Các sân bay lớn nhất tại Đức là Sân bay Frankfurt và Sân bay München, cả hai đều là trung tâm của Lufthansa. Các sân bay lớn khác bao gồm Berlin Schönefeld, Hamburg, Köln/Bonn và Leipzig/Halle. Cảng Hamburg là một trong hai mươi cảng container lớn nhất thế giới.

### Năng lượng và hạ tầng
Năm 2008, Đức là nước tiêu thụ năng lượng lớn thứ sáu thế giới, và 60% năng lượng sơ cấp được nhập khẩu. Năm 2014, các nguồn năng lượng là: dầu (35,0%); than đá, trong đó có than non (24,6%); khí đốt tự nhiên (20,5%); hạt nhân (8,1%); thủy điện và nguồn tái tạo (11,1%). Chính phủ và ngành năng lượng hạt nhân chấp thuận ngưng dần toàn bộ các nhà máy điện hạt nhân đến năm 2021. Họ cũng tiến hành các hoạt động bảo tồn năng lượng, công nghệ xanh, giảm phát thải, và đặt mục tiêu vào năm 2020 các nguồn tái tạo sẽ đáp ứng 40% nhu cầu điện năng của quốc gia. Đức cam kết Nghị định thư Kyoto và một vài hiệp ước khác đề xướng đa dạng sinh học, tiêu chuẩn phát thải thấp, quản lý nước, và thương mại hóa năng lượng tái tạo. Tỷ lệ tái chế tại hộ gia đình của Đức nằm vào hàng cao nhất thế giới, vào khoảng 65% (2015). Tuy thế, tổng phát thải khí nhà kính của Đức cao nhất trong EU vào năm 2010. Chuyển đổi năng lượng Đức (Energiewende) là bước đi được công nhận để hướng đến một nền kinh tế bền vững bằng các biện pháp hiệu suất năng lượng và năng lượng tái tạo.

### Khoa học và công nghệ

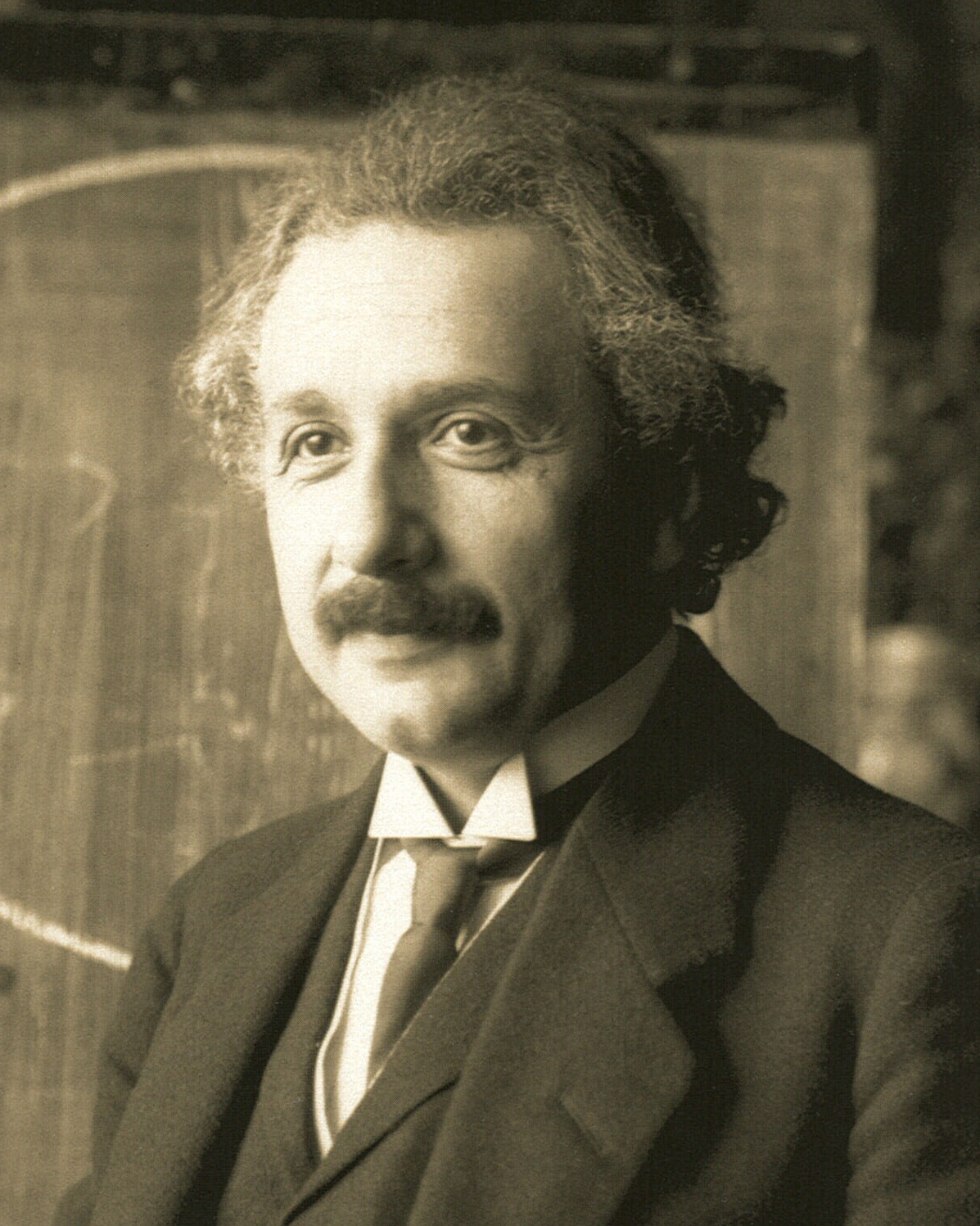
Nhà vật lý học Albert Einstein.

Đức là nước hàng đầu toàn cầu về khoa học và kỹ thuật do có thành tựu đáng kể trong các lĩnh vực này. Các nỗ lực nghiên cứu và phát triển tạo thành một bộ phận không thể thiếu của kinh tế Đức. Hơn 100 người Đức từng được trao Giải Nobel. Tỷ lệ sinh viên tốt nghiệp ngành khoa học và công nghệ của Đức cao thứ nhì thế giới (31%) sau Hàn Quốc (32%) vào năm 2012. Đầu thế kỷ XX, người Đức giành được nhiều giải Nobel hơn bất kỳ quốc gia nào khác, đặc biệt là trong khoa học (vật lý, hóa học, y học).
Các nhà vật lý học Đức nổi tiếng trước thế kỷ XX gồm có Hermann von Helmholtz, Joseph von Fraunhofer và Gabriel Daniel Fahrenheit, cùng những người khác. Albert Einstein đưa ra thuyết tương đối cho ánh sáng và lực hấp dẫn lần lượt vào năm 1905 và năm 1915. Cùng với Max Planck, ông có công trong khai phá cơ học lượng tử, sau đó Werner Heisenberg và Max Born cũng có các đóng góp lớn trong lĩnh vực này. Wilhelm Röntgen phát hiện ra tia X. Otto Hahn là một người tiên phong trong lĩnh vực hóa học phóng xạ và phát hiện phân rã nguyên tử, trong khi Ferdinand Cohn và Robert Koch là những người sáng lập vi sinh học. Một số nhà toán học sinh tại Đức, bao gồm Carl Friedrich Gauss, David Hilbert, Bernhard Riemann, Gottfried Leibniz, Karl Weierstrass, Hermann Weyl và Felix Klein.

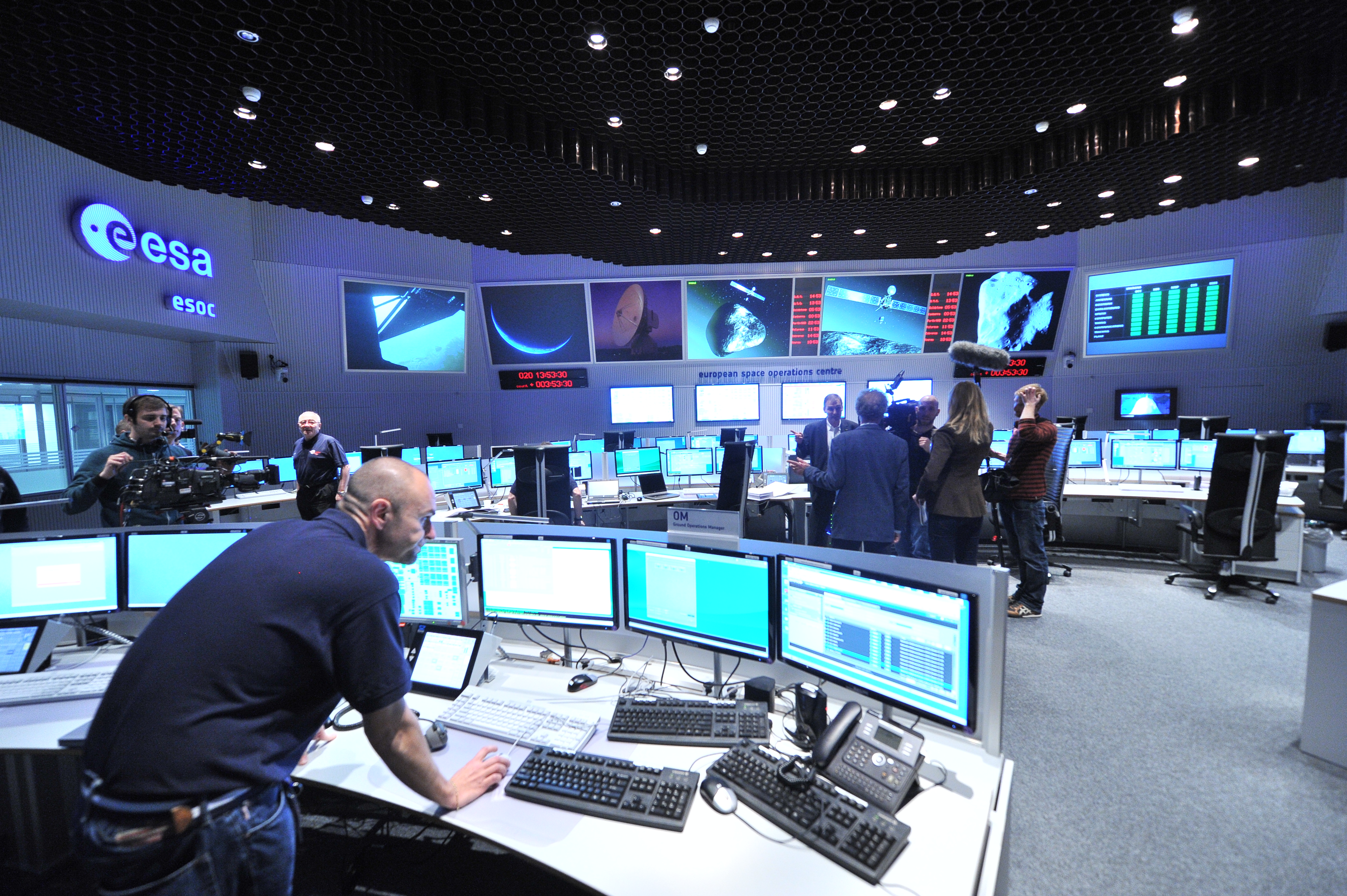
Trung tâm vận hành không gian châu Âu (ESOC) tại Darmstadt

Đức là quê hương của nhiều nhà phát minh và kỹ thuật nổi tiếng, bao gồm Hans Geiger sáng tạo bộ đếm Geiger và Konrad Zuse tạo ra máy tính kỹ thuật số tự động hoàn toàn đầu tiên. Các nhà phát minh, kỹ sư và nhà công nghiệp như Ferdinand von Zeppelin, Otto Lilienthal, Gottlieb Daimler, Rudolf Diesel, Hugo Junkers và Karl Benz giúp định hình công nghệ vận chuyển ô tô và hàng không hiện đại. Các viện của Đức như Trung tâm Vũ trụ Đức (DLR) có đóng góp lớn nhất cho ESA. Kỹ sư vũ trụ Wernher von Braun phát triển tên lửa không gian đầu tiên tại Peenemünde và về sau là một thành viên nổi bật của NASA và phát triển tên lửa Mặt Trăng Saturn V. Công trình của Heinrich Rudolf Hertz trong lĩnh vực bức xạ điện từ là mấu chốt để phát triển viễn thông hiện đại. Các tổ chức nghiên cứu tại Đức gồm có Hiệp hội Max Planck, Hiệp hội Helmholtz và Hiệp hội Fraunhofer. Lò phản ứng Wendelstein 7-X tại Greifswald có các cơ sở hạ tầng để nghiên cứu năng lượng hợp hạch. Giải Gottfried Wilhelm Leibniz được trao cho mười nhà khoa học và viện sĩ hàng năm. Với tối đa 2,5 triệu euro cho mỗi giải thưởng đây là một trong các giải nghiên cứu tặng thưởng cao nhất thế giới.

### Du lịch

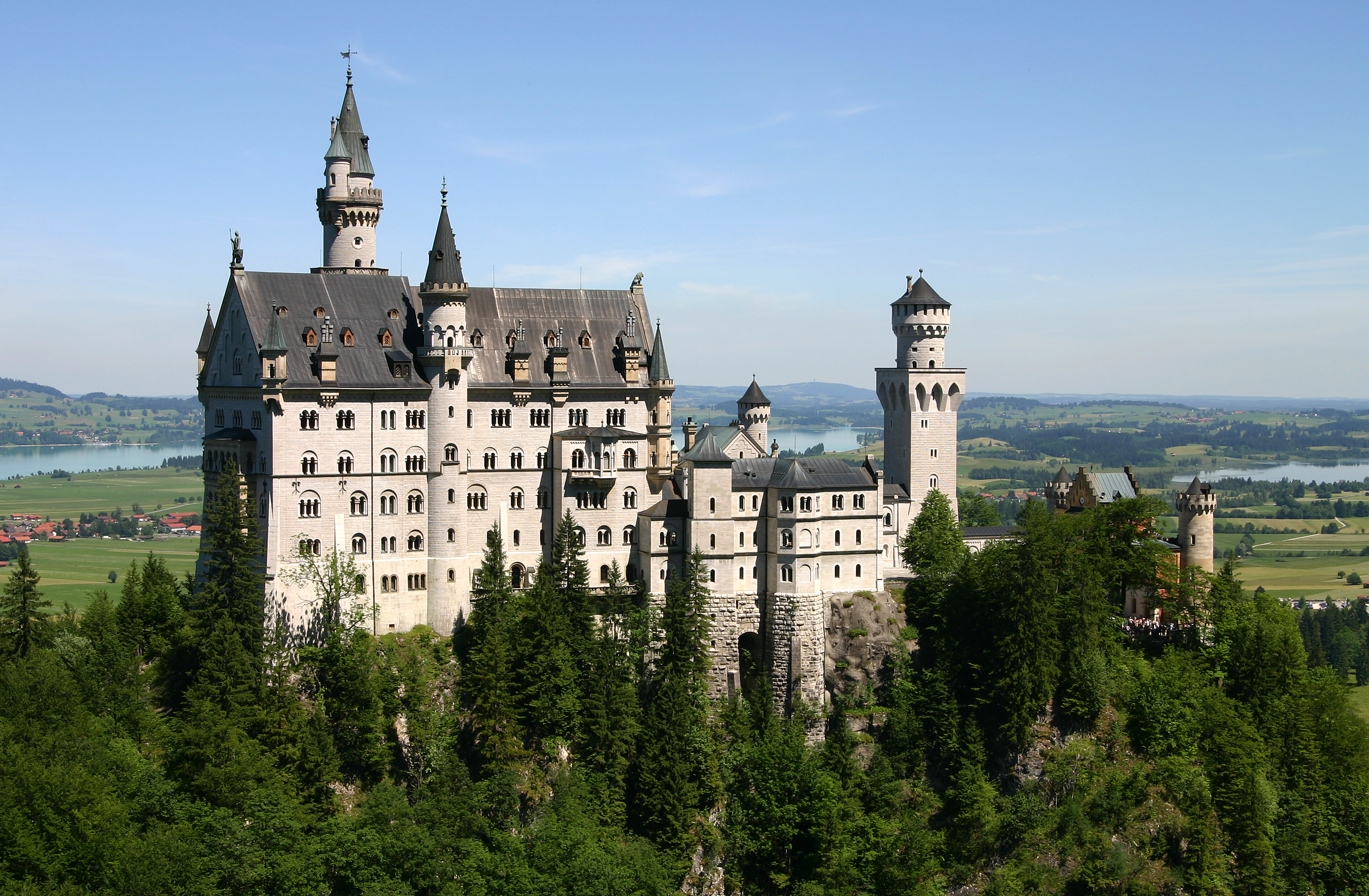
Lâu đài Neuschwanstein ở bang Bayern.

Tính đến năm 2017, Đức là điểm đến du lịch đứng chín thế giới với 37,4 triệu lượt đến của du khách. Berlin đã trở thành điểm đến nhiều thứ ba châu Âu. Du lịch và lữ hành nội địa và quốc tế kết hợp lại đóng góp trực tiếp €105,3 tỉ vào GDP. Nếu tính luôn cả các tác động gián tiếp thì ngành công nghiệp này đã cung cấp 4,2 triệu việc làm.
Các thắng cảnh được ghé thăm nhiều nhất là Nhà thờ chính tòa Köln, cổng Brandenburger Tor, tòa nhà của Quốc hội Đức, nhà thờ Frauenkirche ở Dresden, Lâu đài Neuschwanstein, Lâu đài Heidelberg, Lâu đài Wartburg và Cung điện Sanssouci. Europa-Park gần Freiburg là khu nghỉ dưỡng công viên giải trí đông khách thứ hai châu Âu.

## Văn hóa

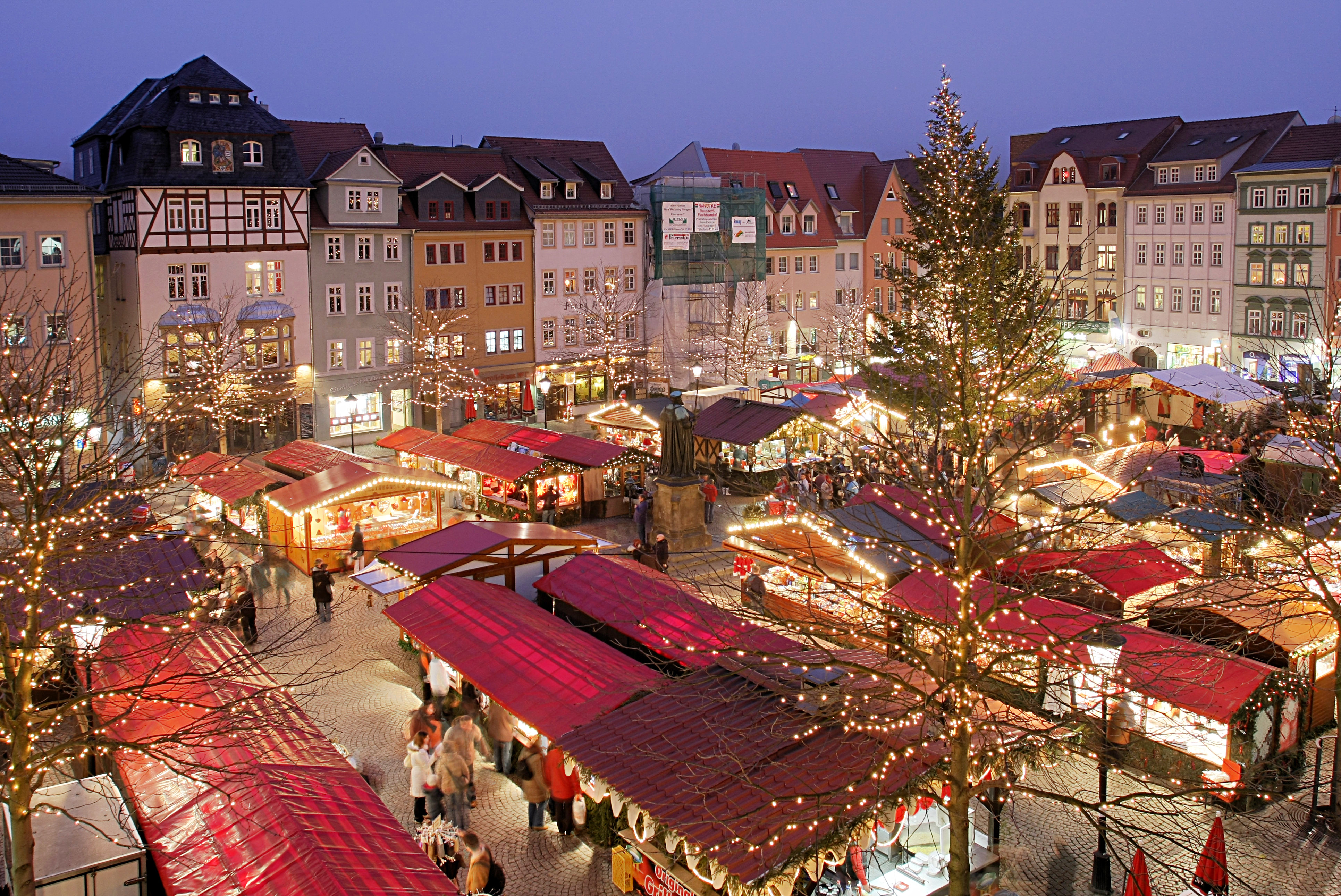
Chợ giáng sinh (Weihnachtsmarkt) tại thành phố Jena.

Văn hóa tại các bang của Đức được định hình từ các trào lưu tri thức và đại chúng lớn tại châu Âu, cả tôn giáo và thế tục. Trong lịch sử, do vai trò lớn của các nhà văn và triết gia Đức trong quá trình phát triển của tư tưởng phương Tây mà nước Đức được gọi là das Land der Dichter und Denker (vùng đất của các nhà thơ và các nhà tư tưởng). Một cuộc thăm dò quan điểm toàn cầu của BBC cho thấy Đức được công nhận là có ảnh hưởng tích cực nhất trên thế giới trong năm 2013 và 2014.
Đức nổi tiếng với các truyền thống lễ hội dân gian như Oktoberfest và phong tục giáng sinh―gồm các vòng hoa Mùa Vọng, hoạt cảnh Chúa Giáng sinh, cây thông Giáng sinh, bánh Stollen, cùng các nghi thức khác. Tính đến  năm 2016 UNESCO ghi danh 41 di sản tại Đức vào danh sách di sản thế giới. Có một số ngày nghỉ lễ công cộng tại Đức, do mỗi bang xác định; ngày 3 tháng 10 là ngày quốc khánh của Đức từ năm 1990, được kỷ niệm với tên gọi Tag der Deutschen Einheit (Ngày thống nhất nước Đức).

### Âm nhạc

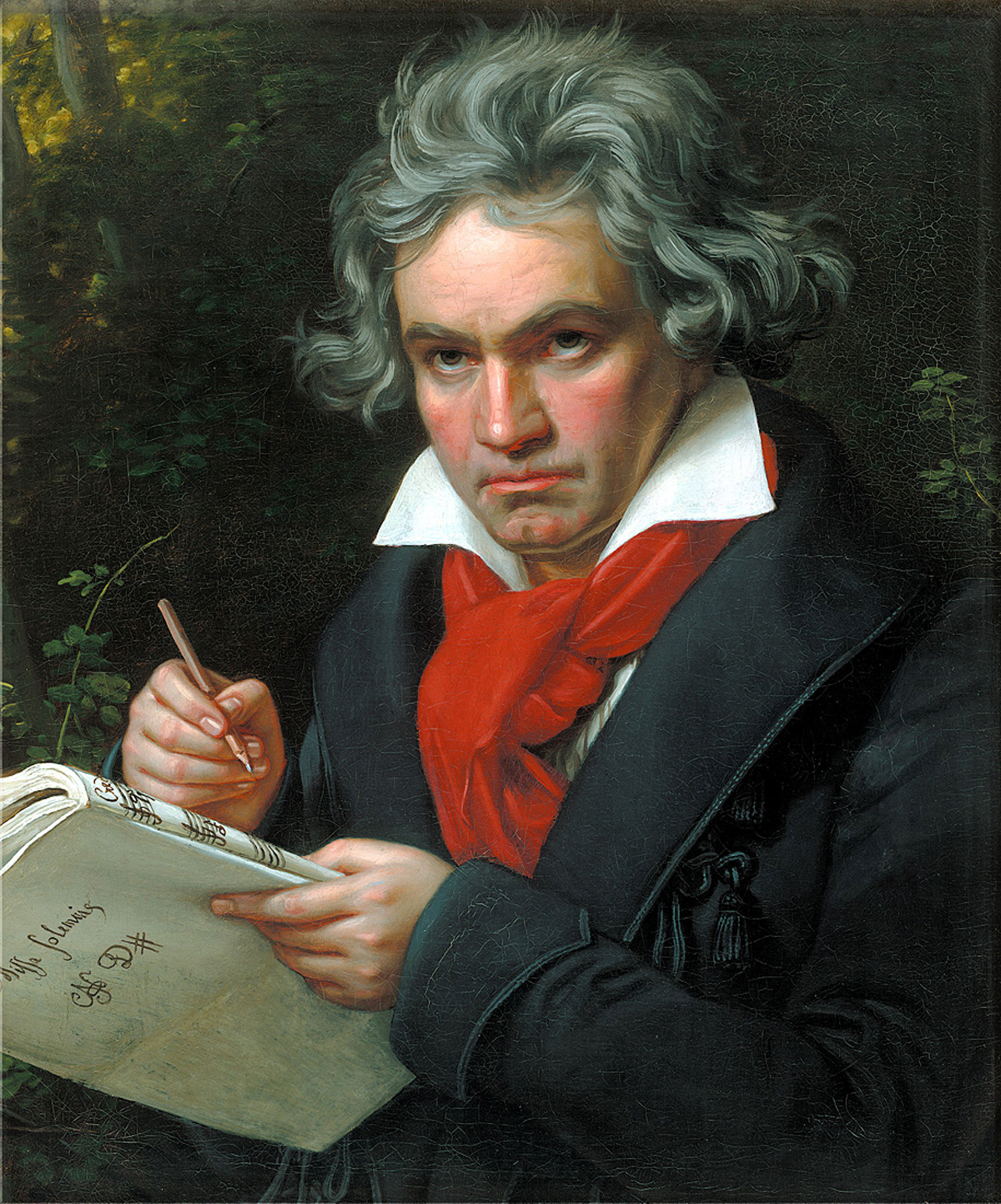
Nhà soạn nhạc Ludwig van Beethoven (1770–1827).

Nền âm nhạc cổ điển Đức có các tác phẩm của một số nhà soạn nhạc nổi tiếng nhất thế giới. Dieterich Buxtehude sáng tác ôratô cho organ, có ảnh hưởng đến tác phẩm sau này của Johann Sebastian Bach và Georg Friedrich Händel; họ là các nhà soạn nhạc có uy thế trong thời kỳ Baroque. Trong thời gian làm nhạc công violon và giáo viên tại nhà thờ lớn Salzburg, nhà soạn nhạc Leopold Mozart sinh tại Augsburg đã dìu dắt một trong các nhạc sĩ được chú ý nhất mọi thời đại: Wolfgang Amadeus Mozart. Ludwig van Beethoven là một nhân vật cốt yếu trong chuyển đổi giữa các thời kỳ cổ điển và lãng mạn. Carl Maria von Weber và Felix Mendelssohn là những người quan trọng vào thời kỳ đầu lãng mạn. Robert Schumann và Johannes Brahms sáng tác bằng cách diễn đạt lãng mạn. Richard Wagner nổi tiếng với các tác phẩm opera của mình. Richard Strauss là một nhà soạn nhạc hàng đầu vào cuối thời kỳ lãng mạn và đầu thời kỳ hiện đại. Karlheinz Stockhausen và Hans Zimmer là các nhà soạn nhạc quan trọng trong thế kỷ XX và đầu thế kỷ XXI.
Tính đến năm 2013, Đức là thị trường âm nhạc lớn thứ hai châu Âu và lớn thứ tư thế giới. Âm nhạc đại chúng Đức trong thế kỷ 20 và 21 bao gồm các phong trào Neue Deutsche Welle, disco (Boney M., Modern Talking, Bad Boys Blue), pop, Ostrock, Heavy metal/rock (Rammstein, Scorpions, Accept, Helloween), punk, pop rock (Herbert Grönemeyer), indie và schlager pop. Âm nhạc điện tử Đức giành được ảnh hưởng toàn cầu, trong đó Kraftwerk và Tangerine Dream đi tiên phong trong thể loại này. Các DJ và nghệ sĩ sân khấu techno và house music của Đức trở nên nổi tiếng (chẳng hạn như Paul van Dyk, Paul Kalkbrenner, và ban nhạc Scooter)

### Mỹ thuật
Các họa sĩ Đức có ảnh hưởng đến mỹ thuật phương Tây, Albrecht Dürer, Hans Holbein Trẻ, Matthias Grünewald và Lucas Cranach Già là các họa sĩ quan trọng của Đức trong Thời kỳ Phục hưng, Peter Paul Rubens và Johann Baptist Zimmermann của thời kỳ Baroque, Caspar David Friedrich và Carl Spitzweg của thời kỳ lãng mạn, Max Liebermann của thời kỳ ấn tượng và Max Ernst của thời kỳ siêu thực. Một số nhóm mỹ thuật Đức được thành lập trong thế kỷ XX, như Nhóm Tháng 11 hay Die Brücke (Cây cầu) và Der Blaue Reiter (Kỵ sĩ Xanh) tác động đến sự phát triển của chủ nghĩa biểu hiện tại München và Berlin. Sau Chiến tranh thế giới thứ hai, các xu hướng mỹ thuật bao gồm chủ nghĩa tân biểu hiện và trường phái Tân Leipzig.

### Kiến trúc
Phần đóng góp kiến trúc từ Đức bao gồm các phong cách Karoling và Otto, tiền thân của Kiến trúc Roman. Gothic Gạch là một phong cách Trung Cổ đặc biệt được tiến triển tại Đức. Trong kiến trúc Phục Hưng và Baroque, các yếu tố khu vực và điển hình của Đức tiến triển (như Phục hưng Weser và Baroque Dresden ). Trong số nhiều bậc thầy Baroque nổi danh có Pöppelmann, Balthasar Neumann, Knobelsdorff và anh em nhà Asam. Trường phái Wessobrunner gây ảnh hưởng quyết định lên, và đương thời thậm chí là chi phối, nghệ thuật trát vữa stucco tại miền nam Đức trong thế kỷ XVIII. Con đường Baroque Thượng Schwaben là một tuyến du lịch có chủ đề baroque, nêu bật đóng góp của các nghệ sĩ và thợ thủ công như Johann Michael Feuchtmayer, một trong các thành viên của gia tộc Feuchtmayer và anh em Johann Baptist Zimmermann và Dominikus Zimmermann. Kiến trúc bản xứ tại Đức thường được nhận biết thông qua truyền thống khung gỗ (Fachwerk) và khác biệt giữa các khu vực, và trong các phong cách mộc.
Khi công nghiệp hóa lan khắp châu Âu, chủ nghĩa cổ điển và một phong cách đặc biệt của chủ nghĩa lịch sử phát triển tại Đức, đôi khi được gọi là phong cách Gründerzeit, do bùng nổ kinh tế vào cuối thế kỷ XIX. Các phong cách lịch sử khu vực gồm có Trường phái Hannover, Phong cách Nuremberg và Trường phái Semper-Nicolai của Dresden. Trong số các tòa nhà nổi tiếng nhất của Đức, Lâu đài Neuschwanstein tiêu biểu cho Phục hưng Roma. Các tiểu phong cách nổi bật tiến hóa từ thế kỷ XVIII là kiến trúc suối khoáng và nghỉ dưỡng bờ biển. Các nghệ sĩ, nhà văn và nhà trưng bày của Đức như Siegfried Bing, Georg Hirth và Bruno Möhring cũng có đóng góp cho sự phát triển của Art Nouveau khi bước sang thế kỷ XX, được gọi là Jugendstil trong tiếng Đức.
Kiến trúc biểu hiện phát triển trong thập niên 1910 tại Đức và ảnh hưởng đến Art Deco và các phong cách hiện đại khác, có các kiến trúc sư nổi bật như Erich Mendelsohn. Đức đặc biệt quan trọng vào đầu phong trào hiện đại: đây là quê hương của Werkbund do Hermann Muthesius khởi xướng (Tân Khách quan), và của phong trào Bauhaus do Walter Gropius thành lập. Do đó, Đức thường được nhận định là cái nôi của kiến trúc và thiết kế hiện đại. Ludwig Mies van der Rohe trở thành một trong các kiến trúc sư nổi tiếng nhất thế giới vào nửa sau thế kỷ XX. Ông thai nghén tòa nhà chọc trời có kính bao phủ bề ngoài. Các kiến trúc sư và văn phòng đương đại nổi tiếng gồm có Hans Kollhoff, Sergei Tchoban, KK Architekten, Helmut Jahn, Behnisch, GMP, Ole Scheeren, J. Mayer H., OM Ungers, Gottfried Böhm và Frei Otto - được trao giải Pritzker.

### Văn học và triết học

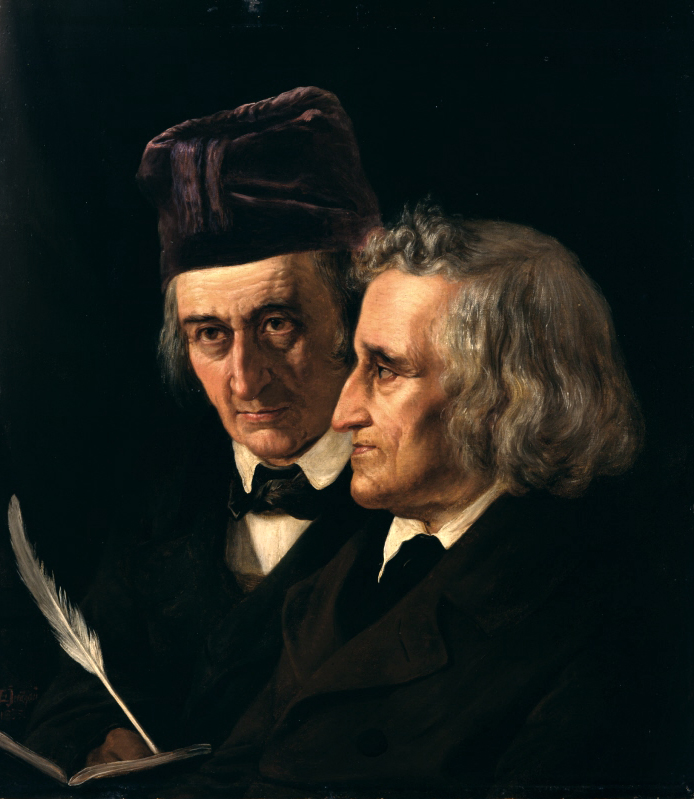
Anh em nhà Grimm sưu tập và phát hành các truyện dân gian của Đức.

Văn học Đức có thể truy nguyên đến thời kỳ Trung Cổ và tác phẩm của các nhà văn như Walther von der Vogelweide và Wolfram von Eschenbach. Các tác gia Đức nổi tiếng gồm Johann Wolfgang von Goethe, Friedrich Schiller, Gotthold Ephraim Lessing và Theodor Fontane. Bộ sưu tập các truyện dân gian do Anh em nhà Grimm xuất bản đã truyền bá văn học dân gian Đức trên cấp độ quốc tế. Anh em nhà Grimm cũng thu thập và hệ thống hóa các biến thể khu vực của tiếng Đức; tác phẩm Deutsches Wörterbuch (từ điển tiếng Đức) của họ được bắt đầu vào năm 1838 và các tập đầu tiên phát hành vào năm 1854.
Các tác gia có ảnh hưởng trong thế kỷ XX gồm Gerhart Hauptmann, Thomas Mann, Hermann Hesse, Heinrich Böll và Günter Grass. Thị trường sách của Đức lớn thứ ba trên thế giới, sau Hoa Kỳ và Trung Quốc (2014). Hội chợ Sách Frankfurt có vị thế quan trọng nhất trên thế giới về giao dịch và mua bán quy mô quốc tế, có truyền thống kéo dài hơn 500 năm. Hội chợ Sách Leipzig cũng duy trì một vị thế quan trọng tại châu Âu.
Triết học Đức có tầm quan trọng lịch sử: các đóng góp của Gottfried Leibniz cho chủ nghĩa duy lý; triết học khai sáng của Immanuel Kant; chủ nghĩa duy tâm Đức cổ điển được lập ra bởi Johann Gottlieb Fichte, Georg Wilhelm Friedrich Hegel và Friedrich Wilhelm Joseph Schelling; tác phẩm của Arthur Schopenhauer về chủ nghĩa bi quan trừu tượng; Karl Marx và Friedrich Engels xây dựng lý thuyết cộng sản; Friedrich Nietzsche phát triển chủ nghĩa quan điểm; Gottlob Frege đóng góp cho buổi đầu của triết học phân tích; Martin Heidegger có các tác phẩm về sự tồn tại; trường phái Frankfurt phát triển nhờ công Max Horkheimer, Theodor Adorno, Herbert Marcuse và Jürgen Habermas.

### Truyền thông

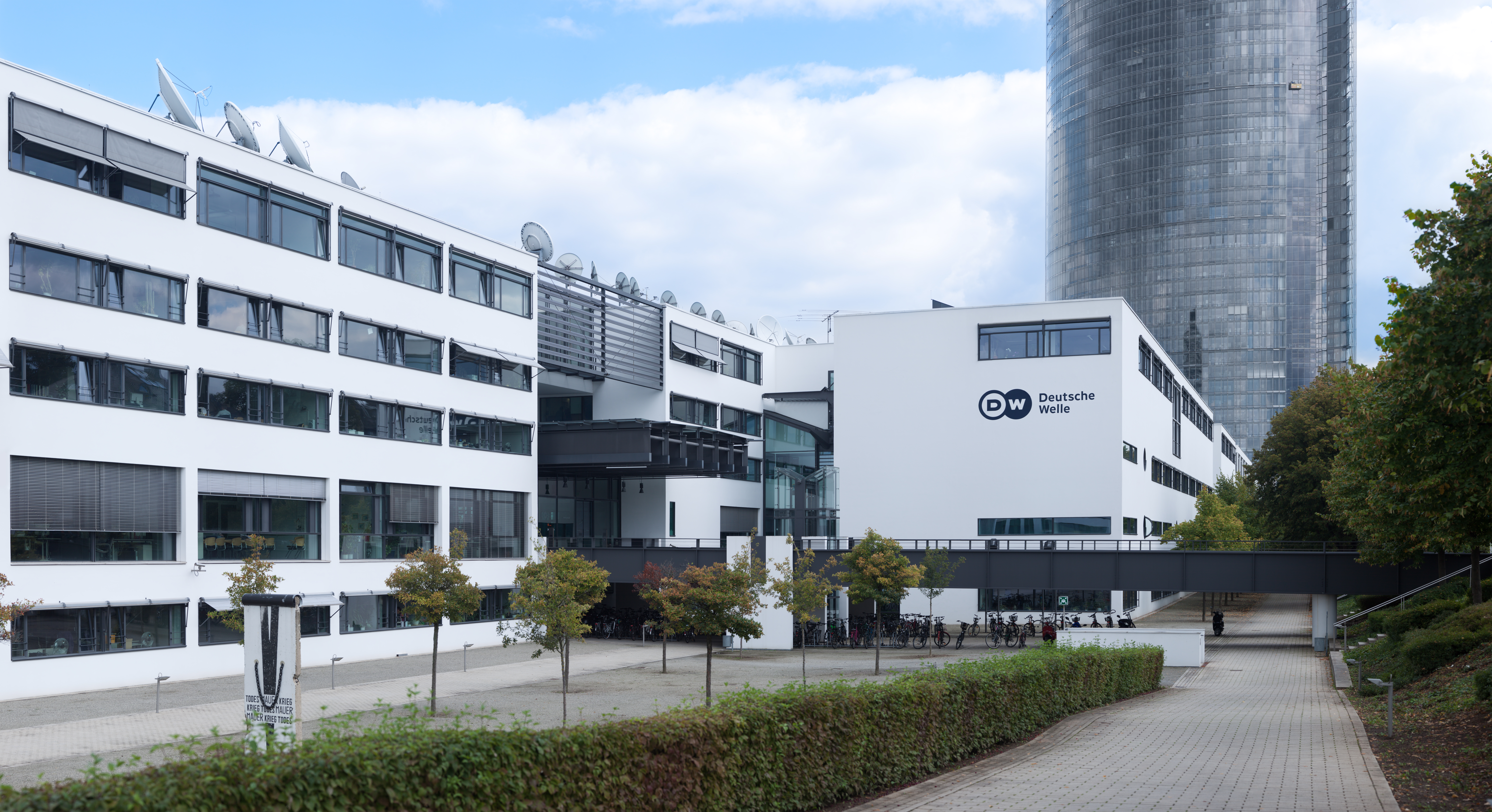
Trụ sở Deutsche Welle tại Bonn (giữa).

Các công ty truyền thông hoạt động quốc tế lớn nhất tại Đức là Bertelsmann, Axel Springer SE và ProSiebenSat.1 Media. Thông tấn xã Đức DPA cũng đáng chú ý. Thị trường truyền hình của Đức lớn nhất tại châu Âu, với khoảng 38 triệu hộ xem TV. Khoảng 90% số hộ gia đình Đức có truyền hình cáp và vệ tinh (2012), đa dạng về các kênh truyền hình đại chúng miễn phí và thương mại. Có hơn 500 đài phát thanh công cộng và tư nhân tại Đức, trong đó Deutsche Welle là cơ quan phát thanh và truyền hình chủ yếu của Đức phát bằng các ngoại ngữ. Mạng lưới phát thanh quốc gia của Đức là Deutschlandradio, trong khi các đài ARD bao phủ phục vụ địa phương.
Nhiều báo chí bán chạy nhất châu Âu được xuất bản tại Đức. Các báo (và phiên bản internet) có lượng lưu hành lớn nhất là Bild, Die Zeit, Süddeutsche Zeitung, Frankfurter Allgemeine Zeitung và Die Welt, các tạp chí lớn nhất là Der Spiegel, Stern và Focus.
Thị trường video game của Đức nằm vào hàng lớn nhất thế giới. Hội chợ Gamescom tại Köln là hội nghị game dẫn đầu thế giới. Các loạt game phổ biến đến từ Đức gồm có Turrican, Anno, The Settlers, Gothic, SpellForce, FIFA Manager, Far Cry và Crysis. Các nhà phát triển và phát hành game liên quan là Blue Byte, Crytek, Deep Silver, Kalypso Media, Piranha Bytes, Yager Development, và một số công ty game mạng xã hội lớn nhất thế giới như Bigpoint, Gameforge, Goodgame và Wooga.

### Điện ảnh
Điện ảnh Đức có đóng góp lớn về kỹ thuật và nghệ thuật cho thế giới. Các tác phẩm đầu tiên của Anh em Skladanowsky được chiếu cho khán giả vào năm 1895. Xưởng phim Babelsberg nổi tiếng tại Potsdam được thành lập vào năm 1912, là xưởng phim quy mô lớn đầu tiên trên thế giới và nay là xưởng phim lớn nhất châu Âu. Các xưởng phim ban đầu và vẫn hoạt động là UFA và Bavaria Film. Điện ảnh Đức ban đầu có ảnh hưởng đặc biệt với các nhà biểu hiện Đức như Robert Wiene và Friedrich Wilhelm Murnau. Metropolis (1927) của đạo diễn Fritz Lang được cho là phim khoa học viễn tưởng lớn đầu tiên. Năm 1930, Josef von Sternberg làm đạo diễn cho Der blaue Engel, phim có âm thanh quy mô lớn đầu tiên của Đức, có mặt diễn viên Marlene Dietrich. Các phim của Leni Riefenstahl đặt ra các tiêu chuẩn nghệ thuật mới, đặc biệt là Niềm tin chiến thắng.

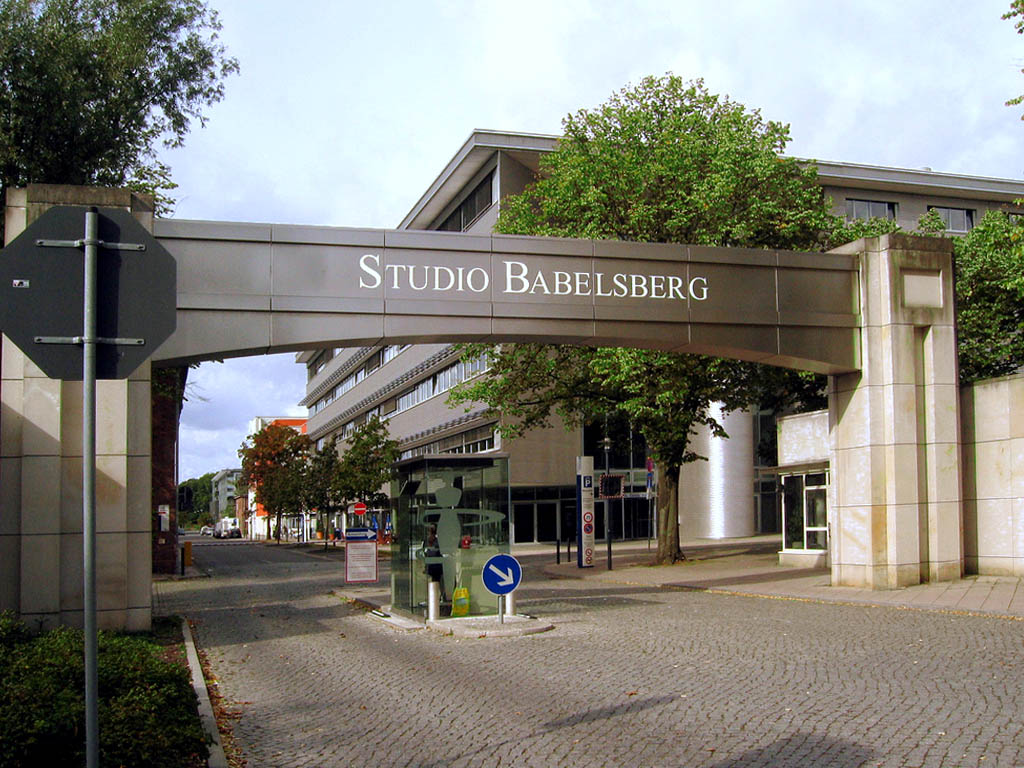
Xưởng phim Babelsberg gần Berlin, xưởng phim quy mô lớn đầu tiên của thế giới

Sau năm 1945, nhiều phim vào giai đoạn ngay sau chiến tranh có thể được mô tả là Trümmerfilm (phim gạch vụn), như Die Mörder sind unter uns (1946) của Wolfgang Staudte và Irgendwo in Berlin (1946) của Werner Krien. Các phim Đông Đức nổi bật phần lớn do hãng quốc doanh DEFA sản xuất, gồm có Ehe im Schatten của Kurt Maetzig (1947), Der Untertan (1951); Die Geschichte vom kleinen Muck (1953), Der geteilte Himmel (1964) của Konrad Wolf và Jakob der Lügner (1975) của Frank Beyer. Thể loại phim được định nghĩa tại Tây Đức trong thập niên 1950 có lẽ là Heimatfilm ("phim quê hương"); các phim này miêu tả cảnh đẹp của địa phương và đạo đức chính trực của cư dân sống tại đó. Đặc trưng của phim trong thập niên 1960 là các phim thể loại bao gồm các phim phỏng theo tác phẩm của Edgar Wallace và Karl May. Một trong các loạt phim Đức thành công nhất trong thập niên 1970 có phim phóng sự tình dục mang tên Schulmädchen-Report (Phóng sự nữ sinh). Trong thập niên 1970 và 1980, các đạo diên Điện ảnh Đức Mới như Volker Schlöndorff, Werner Herzog, Wim Wenders, và Rainer Werner Fassbinder khiến điện ảnh tác giả chủ nghĩa Tây Đức được hoan hô.
Trong số các phim thành công về doanh thu phòng vé, có Erinnerungen an die Zukunft (1970), Das Boot (1981), Die unendliche Geschichte (1984), Otto – Der Film (1985), Lola rennt (1998), Der Schuh des Manitu (2001), Resident Evil series (2002–2016), Good Bye, Lenin! (2003), Gegen die Wand (2004), Das weiße Band – Eine deutsche Kindergeschichte (2009), Konferenz der Tiere (2010), và Cloud Atlas (2012). Giải Oscar cho phim ngoại ngữ hay nhất từng được trao cho Die Blechtrommel vào năm 1979, cho Nirgendwo in Afrika vào năm 2002, và cho Das Leben der Anderen vào năm 2007. Nhiều người Đức từng thắng giải "Oscar" vì thực hiện các bộ phim khác.
Giải thưởng Điện ảnh châu Âu được trao tặng mỗi năm tại Berlin, nơi đặt trụ sở của Viện Hàn lâm Điện ảnh châu Âu. Liên hoan phim quốc tế Berlin trao giải "Gấu Vàng" và được tổ chức thường niên kể từ năm 1951, là một trong các liên hoan phim hàng đầu thế giới. Tượng "Lola" được trao tặng thường niên tại Berlin trong khuôn khổ Giải phim Đức được tổ chức từ năm 1951.

### Ẩm thực

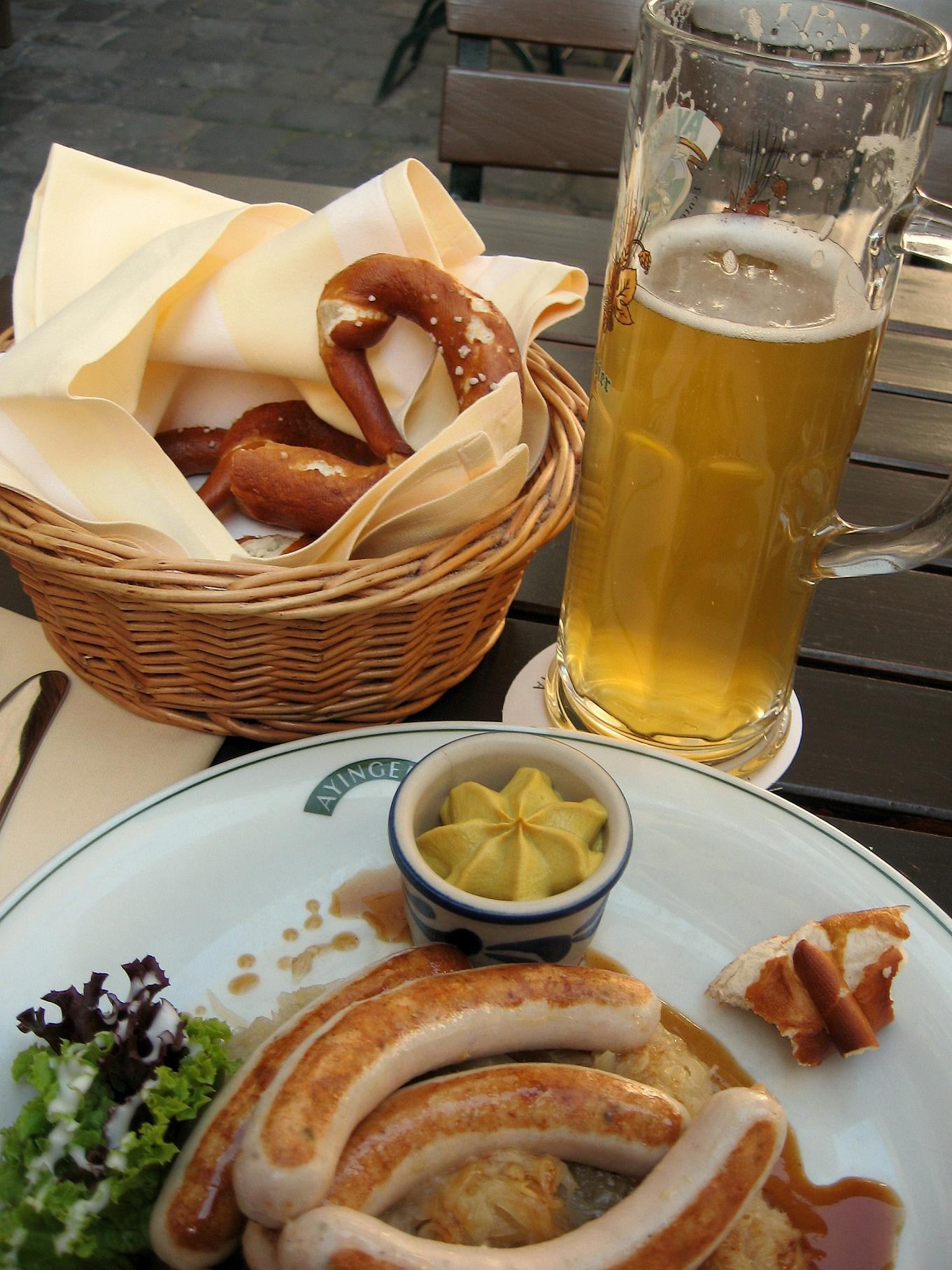
Xúc xích Bratwurst vùng Bayern ăn kèm mù tạc, bánh Brezel và bia.

Ẩm thực Đức biến đổi giữa các khu vực và thường thì các khu vực lân cận chia sẻ một số điểm tương đồng về nấu nướng (như các khu vực miền nam là Bayern và Schwaben chia sẻ một số truyền thống với Thụy Sĩ và Áo). Các loại đồ ăn quốc tế như pizza, sushi, đồ ăn Trung Hoa, đồ ăn Hy Lạp, đồ ăn Ấn Độ và doner kebab cũng phổ biến và hiện diện, nhờ các cộng đồng dân tộc đa dạng.
Bánh mì là một bộ phận quan trọng trong ẩm thực Đức và các tiệm bánh Đức sản xuất khoảng 600 loại bánh mì chính và 1.200 loại bánh ngọt và bánh mì nhỏ (Brötchen). Pho mát Đức chiếm khoảng một phần ba toàn bộ pho mát sản xuất tại châu Âu. Năm 2012, trên 99% số thịt sản xuất tại Đức là thịt lợn, gà hoặc bò. Người Đức sản xuất xúc xích khắp nơi với khoảng 1.500 loại, trong đó có Bratwurst, Weisswurst, và Currywurst. Năm 2012, thực phẩm hữu cơ chiếm 3,9% tổng doanh số bán thực phẩm.
Mặc dù rượu vang đang trở nên phổ biến hơn tại nhiều phần của Đức, đặc biệt là tại các khu vực sản xuất rượu vang, song đồ uống có cồn quốc gia là bia. Tiêu thụ bia Đức bình quân đạt 110 lít/người vào năm 2013 và duy trì ở các mức cao nhất thế giới. Các quy tắc nguyên chất của bia Đức có niên đại từ thế kỷ XV.
Năm 2015, Michelin Guide trao tặng cho mười một nhà hàng tại Đức hạng ba sao, là đánh giá cao nhất, trong khi có thêm 38 nhà hàng được hai sao và 223 nhà hàng được một sao. Các nhà hàng Đức được trao tặng huy chương nhiều thứ nhì thế giới sau Pháp.

### Thể thao

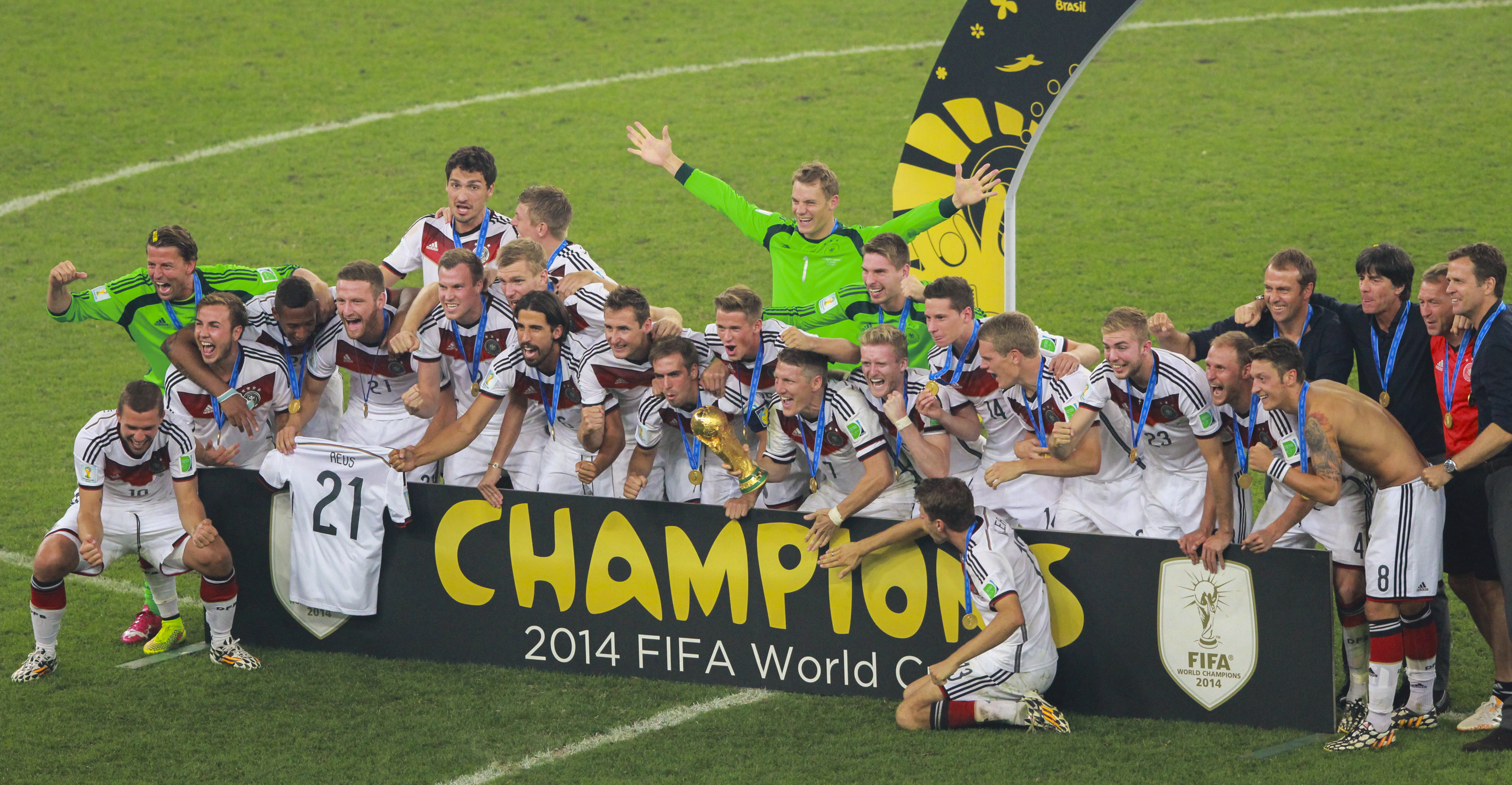
Đội tuyển bóng đá quốc gia Đức sau khi lần thứ tư giành chức vô địch FIFA World Cup vào năm 2014. Bóng đá là môn thể thao phổ biến nhất tại Đức.

27 triệu người Đức là thành viên của các câu lạc bộ thể thao, và có thêm 12 triệu người tập luyện thể thao cá nhân. Bóng đá là môn thể thao phổ biến nhất và là một trong các thế mạnh của nước này, Hiệp hội bóng đá Đức có trên 6,3 triệu thành viên và là liên đoàn thể thao đông đảo nhất thế giới. Giải bóng đá cao nhất của Đức là Bundesliga, thu hút lượng khán giả bình quân cao thứ nhì trong các giải thể thao chuyên nghiệp trên thế giới. Đội tuyển bóng đá quốc gia Đức giành chức vô địch FIFA World Cup vào các năm 1954, 1974, 1990 và 2014 và giành chức vô địch châu Âu vào các năm 1972, 1980 và 1996 cũng như Olympic 1976. Đức từng đăng cai FIFA World Cup năm 1974, 2006, UEFA Euro 1988 và 2024. Đức cũng vô địch Cúp Liên đoàn các châu lục 2017 ở Nga. Các môn thể thao có khán giả phổ biến khác ở tại nước Đức gồm thể thao mùa đông, quyền Anh, bóng rổ, bóng ném, bóng chuyền, khúc côn cầu trên băng, quần vợt, đua ngựa và golf. Các môn thể thao dưới nước như thuyền buồm, chèo thuyền, và bơi cũng phổ biến tại Đức.
Đức là một trong các quốc gia dẫn đầu thế giới về thể thao ô tô, các hãng như BMW và Mercedes là nhà sản xuất nổi bật của thể thao ô tô. Porsche giành chiến thắng giải đua 24 giờ tại Mans trong 17 lần và Audi 13 lần (tính đến  năm 2015). Tay đua Michael Schumacher từng lập nhiều kỷ lục thể thao ô tô trong sự nghiệp của mình, giành 7 chức vô địch thế giới đua xe công thức một. Ông là một trong các vận động viên được trả lương cao nhất trong lịch sử. Sebastian Vettel cũng nằm trong số 5 tay đua công thức một thành công nhất mọi thời đại.
Trong lịch sử, các vận động viên Đức là các đối thủ thành công tại các vòng chung kết Thế vận hội (đặc biệt là mùa hè), xếp hạng ba trong bảng tổng sắp huy chương Thế vận hội mọi kỳ (tính cả các huy chương vòng chung kết của Đông Đức và Tây Đức). Đức từng đăng cai Thế vận hội mùa hè và mùa đông năm 1936 lần lượt tại Berlin và Garmisch-Partenkirchen. Thế vận hội Mùa hè 1972 được tổ chức tại München.